# Gaffe (échecs)
Pour les articles homonymes, voir Gaffe (homonymie).
Pour l’article ayant un titre homophone, voir Gaf.
Cet article utilise la notation algébrique pour décrire des coups du jeu d'échecs.
Aux échecs, une gaffe est le nom donné à un très mauvais coup ; c'est en général une erreur tactique, causée le plus souvent par des problèmes de temps, un excès de confiance en soi, la fatigue, la négligence, voire l'étourderie.

## Erreurs et gaffes
La différence entre une gaffe et une simple erreur est quelque peu subjective. Un coup faible d'un joueur novice s'explique par son manque de connaissances ou de technique ;  le même coup de la part d'un maître sera qualifié de « gaffe ». En notation échiquéenne, les gaffes sont typiquement notées « ?? » (après le coup), contrairement aux mauvais coups  ordinaires, notés par un seul point d'interrogation.
Particulièrement chez  les joueurs amateurs et novices, les gaffes proviennent souvent d'un raisonnement erroné oubliant de prendre en compte les coups de l'adversaire forçant une réponse. En particulier, les  échecs, les captures  et les menaces doivent être envisagés à chaque coup ; négliger ces possibilités rend le joueur vulnérable à des erreurs tactiques élémentaires.
De nombreux maîtres recommandaient, pour éviter les gaffes, d'écrire le coup envisagé sur la feuille de partie, puis de le vérifier une dernière fois avant de le jouer, ; cette pratique n'était pas rare même au niveau des grands maîtres. Cependant, en 2005, la FIDE décida de l'interdire, demandant désormais que le coup soit effectué sur l'échiquier avant d'être noté.

## Exemples dans des parties de grands maîtres
Même les grands maîtres commettent parfois des gaffes « impensables ». Dans les cinq exemples suivants, l'erreur semble évitable par n'importe quel modeste amateur.

### Mikhail Tchigorine contre Wilhelm Steinitz
|   | a | b | c | d | e | f | g | h |   |
| 8 | Pion noir sur case noire a7 · Pion noir sur case blanche b7 · Tour blanche sur case noire e7 · Pion noir sur case blanche h7 · Fou blanc sur case noire d6 · Cavalier blanc sur case blanche e6 · Roi noir sur case noire f6 · Fou noir sur case blanche g6 · Pion blanc sur case blanche d5 · Pion noir sur case blanche f5 · Pion noir sur case noire h4 · Pion blanc sur case blanche a2 · Pion blanc sur case noire b2 · Tour noire sur case noire d2 · Tour noire sur case blanche e2 · Pion blanc sur case noire h2 · Tour blanche sur case blanche f1 · Roi blanc sur case blanche h1 | Pion noir sur case noire a7 · Pion noir sur case blanche b7 · Tour blanche sur case noire e7 · Pion noir sur case blanche h7 · Fou blanc sur case noire d6 · Cavalier blanc sur case blanche e6 · Roi noir sur case noire f6 · Fou noir sur case blanche g6 · Pion blanc sur case blanche d5 · Pion noir sur case blanche f5 · Pion noir sur case noire h4 · Pion blanc sur case blanche a2 · Pion blanc sur case noire b2 · Tour noire sur case noire d2 · Tour noire sur case blanche e2 · Pion blanc sur case noire h2 · Tour blanche sur case blanche f1 · Roi blanc sur case blanche h1 | Pion noir sur case noire a7 · Pion noir sur case blanche b7 · Tour blanche sur case noire e7 · Pion noir sur case blanche h7 · Fou blanc sur case noire d6 · Cavalier blanc sur case blanche e6 · Roi noir sur case noire f6 · Fou noir sur case blanche g6 · Pion blanc sur case blanche d5 · Pion noir sur case blanche f5 · Pion noir sur case noire h4 · Pion blanc sur case blanche a2 · Pion blanc sur case noire b2 · Tour noire sur case noire d2 · Tour noire sur case blanche e2 · Pion blanc sur case noire h2 · Tour blanche sur case blanche f1 · Roi blanc sur case blanche h1 | Pion noir sur case noire a7 · Pion noir sur case blanche b7 · Tour blanche sur case noire e7 · Pion noir sur case blanche h7 · Fou blanc sur case noire d6 · Cavalier blanc sur case blanche e6 · Roi noir sur case noire f6 · Fou noir sur case blanche g6 · Pion blanc sur case blanche d5 · Pion noir sur case blanche f5 · Pion noir sur case noire h4 · Pion blanc sur case blanche a2 · Pion blanc sur case noire b2 · Tour noire sur case noire d2 · Tour noire sur case blanche e2 · Pion blanc sur case noire h2 · Tour blanche sur case blanche f1 · Roi blanc sur case blanche h1 | Pion noir sur case noire a7 · Pion noir sur case blanche b7 · Tour blanche sur case noire e7 · Pion noir sur case blanche h7 · Fou blanc sur case noire d6 · Cavalier blanc sur case blanche e6 · Roi noir sur case noire f6 · Fou noir sur case blanche g6 · Pion blanc sur case blanche d5 · Pion noir sur case blanche f5 · Pion noir sur case noire h4 · Pion blanc sur case blanche a2 · Pion blanc sur case noire b2 · Tour noire sur case noire d2 · Tour noire sur case blanche e2 · Pion blanc sur case noire h2 · Tour blanche sur case blanche f1 · Roi blanc sur case blanche h1 | Pion noir sur case noire a7 · Pion noir sur case blanche b7 · Tour blanche sur case noire e7 · Pion noir sur case blanche h7 · Fou blanc sur case noire d6 · Cavalier blanc sur case blanche e6 · Roi noir sur case noire f6 · Fou noir sur case blanche g6 · Pion blanc sur case blanche d5 · Pion noir sur case blanche f5 · Pion noir sur case noire h4 · Pion blanc sur case blanche a2 · Pion blanc sur case noire b2 · Tour noire sur case noire d2 · Tour noire sur case blanche e2 · Pion blanc sur case noire h2 · Tour blanche sur case blanche f1 · Roi blanc sur case blanche h1 | Pion noir sur case noire a7 · Pion noir sur case blanche b7 · Tour blanche sur case noire e7 · Pion noir sur case blanche h7 · Fou blanc sur case noire d6 · Cavalier blanc sur case blanche e6 · Roi noir sur case noire f6 · Fou noir sur case blanche g6 · Pion blanc sur case blanche d5 · Pion noir sur case blanche f5 · Pion noir sur case noire h4 · Pion blanc sur case blanche a2 · Pion blanc sur case noire b2 · Tour noire sur case noire d2 · Tour noire sur case blanche e2 · Pion blanc sur case noire h2 · Tour blanche sur case blanche f1 · Roi blanc sur case blanche h1 | Pion noir sur case noire a7 · Pion noir sur case blanche b7 · Tour blanche sur case noire e7 · Pion noir sur case blanche h7 · Fou blanc sur case noire d6 · Cavalier blanc sur case blanche e6 · Roi noir sur case noire f6 · Fou noir sur case blanche g6 · Pion blanc sur case blanche d5 · Pion noir sur case blanche f5 · Pion noir sur case noire h4 · Pion blanc sur case blanche a2 · Pion blanc sur case noire b2 · Tour noire sur case noire d2 · Tour noire sur case blanche e2 · Pion blanc sur case noire h2 · Tour blanche sur case blanche f1 · Roi blanc sur case blanche h1 | 8 |
| 7 | Pion noir sur case noire a7 · Pion noir sur case blanche b7 · Tour blanche sur case noire e7 · Pion noir sur case blanche h7 · Fou blanc sur case noire d6 · Cavalier blanc sur case blanche e6 · Roi noir sur case noire f6 · Fou noir sur case blanche g6 · Pion blanc sur case blanche d5 · Pion noir sur case blanche f5 · Pion noir sur case noire h4 · Pion blanc sur case blanche a2 · Pion blanc sur case noire b2 · Tour noire sur case noire d2 · Tour noire sur case blanche e2 · Pion blanc sur case noire h2 · Tour blanche sur case blanche f1 · Roi blanc sur case blanche h1 | Pion noir sur case noire a7 · Pion noir sur case blanche b7 · Tour blanche sur case noire e7 · Pion noir sur case blanche h7 · Fou blanc sur case noire d6 · Cavalier blanc sur case blanche e6 · Roi noir sur case noire f6 · Fou noir sur case blanche g6 · Pion blanc sur case blanche d5 · Pion noir sur case blanche f5 · Pion noir sur case noire h4 · Pion blanc sur case blanche a2 · Pion blanc sur case noire b2 · Tour noire sur case noire d2 · Tour noire sur case blanche e2 · Pion blanc sur case noire h2 · Tour blanche sur case blanche f1 · Roi blanc sur case blanche h1 | Pion noir sur case noire a7 · Pion noir sur case blanche b7 · Tour blanche sur case noire e7 · Pion noir sur case blanche h7 · Fou blanc sur case noire d6 · Cavalier blanc sur case blanche e6 · Roi noir sur case noire f6 · Fou noir sur case blanche g6 · Pion blanc sur case blanche d5 · Pion noir sur case blanche f5 · Pion noir sur case noire h4 · Pion blanc sur case blanche a2 · Pion blanc sur case noire b2 · Tour noire sur case noire d2 · Tour noire sur case blanche e2 · Pion blanc sur case noire h2 · Tour blanche sur case blanche f1 · Roi blanc sur case blanche h1 | Pion noir sur case noire a7 · Pion noir sur case blanche b7 · Tour blanche sur case noire e7 · Pion noir sur case blanche h7 · Fou blanc sur case noire d6 · Cavalier blanc sur case blanche e6 · Roi noir sur case noire f6 · Fou noir sur case blanche g6 · Pion blanc sur case blanche d5 · Pion noir sur case blanche f5 · Pion noir sur case noire h4 · Pion blanc sur case blanche a2 · Pion blanc sur case noire b2 · Tour noire sur case noire d2 · Tour noire sur case blanche e2 · Pion blanc sur case noire h2 · Tour blanche sur case blanche f1 · Roi blanc sur case blanche h1 | Pion noir sur case noire a7 · Pion noir sur case blanche b7 · Tour blanche sur case noire e7 · Pion noir sur case blanche h7 · Fou blanc sur case noire d6 · Cavalier blanc sur case blanche e6 · Roi noir sur case noire f6 · Fou noir sur case blanche g6 · Pion blanc sur case blanche d5 · Pion noir sur case blanche f5 · Pion noir sur case noire h4 · Pion blanc sur case blanche a2 · Pion blanc sur case noire b2 · Tour noire sur case noire d2 · Tour noire sur case blanche e2 · Pion blanc sur case noire h2 · Tour blanche sur case blanche f1 · Roi blanc sur case blanche h1 | Pion noir sur case noire a7 · Pion noir sur case blanche b7 · Tour blanche sur case noire e7 · Pion noir sur case blanche h7 · Fou blanc sur case noire d6 · Cavalier blanc sur case blanche e6 · Roi noir sur case noire f6 · Fou noir sur case blanche g6 · Pion blanc sur case blanche d5 · Pion noir sur case blanche f5 · Pion noir sur case noire h4 · Pion blanc sur case blanche a2 · Pion blanc sur case noire b2 · Tour noire sur case noire d2 · Tour noire sur case blanche e2 · Pion blanc sur case noire h2 · Tour blanche sur case blanche f1 · Roi blanc sur case blanche h1 | Pion noir sur case noire a7 · Pion noir sur case blanche b7 · Tour blanche sur case noire e7 · Pion noir sur case blanche h7 · Fou blanc sur case noire d6 · Cavalier blanc sur case blanche e6 · Roi noir sur case noire f6 · Fou noir sur case blanche g6 · Pion blanc sur case blanche d5 · Pion noir sur case blanche f5 · Pion noir sur case noire h4 · Pion blanc sur case blanche a2 · Pion blanc sur case noire b2 · Tour noire sur case noire d2 · Tour noire sur case blanche e2 · Pion blanc sur case noire h2 · Tour blanche sur case blanche f1 · Roi blanc sur case blanche h1 | Pion noir sur case noire a7 · Pion noir sur case blanche b7 · Tour blanche sur case noire e7 · Pion noir sur case blanche h7 · Fou blanc sur case noire d6 · Cavalier blanc sur case blanche e6 · Roi noir sur case noire f6 · Fou noir sur case blanche g6 · Pion blanc sur case blanche d5 · Pion noir sur case blanche f5 · Pion noir sur case noire h4 · Pion blanc sur case blanche a2 · Pion blanc sur case noire b2 · Tour noire sur case noire d2 · Tour noire sur case blanche e2 · Pion blanc sur case noire h2 · Tour blanche sur case blanche f1 · Roi blanc sur case blanche h1 | 7 |
| 6 | Pion noir sur case noire a7 · Pion noir sur case blanche b7 · Tour blanche sur case noire e7 · Pion noir sur case blanche h7 · Fou blanc sur case noire d6 · Cavalier blanc sur case blanche e6 · Roi noir sur case noire f6 · Fou noir sur case blanche g6 · Pion blanc sur case blanche d5 · Pion noir sur case blanche f5 · Pion noir sur case noire h4 · Pion blanc sur case blanche a2 · Pion blanc sur case noire b2 · Tour noire sur case noire d2 · Tour noire sur case blanche e2 · Pion blanc sur case noire h2 · Tour blanche sur case blanche f1 · Roi blanc sur case blanche h1 | Pion noir sur case noire a7 · Pion noir sur case blanche b7 · Tour blanche sur case noire e7 · Pion noir sur case blanche h7 · Fou blanc sur case noire d6 · Cavalier blanc sur case blanche e6 · Roi noir sur case noire f6 · Fou noir sur case blanche g6 · Pion blanc sur case blanche d5 · Pion noir sur case blanche f5 · Pion noir sur case noire h4 · Pion blanc sur case blanche a2 · Pion blanc sur case noire b2 · Tour noire sur case noire d2 · Tour noire sur case blanche e2 · Pion blanc sur case noire h2 · Tour blanche sur case blanche f1 · Roi blanc sur case blanche h1 | Pion noir sur case noire a7 · Pion noir sur case blanche b7 · Tour blanche sur case noire e7 · Pion noir sur case blanche h7 · Fou blanc sur case noire d6 · Cavalier blanc sur case blanche e6 · Roi noir sur case noire f6 · Fou noir sur case blanche g6 · Pion blanc sur case blanche d5 · Pion noir sur case blanche f5 · Pion noir sur case noire h4 · Pion blanc sur case blanche a2 · Pion blanc sur case noire b2 · Tour noire sur case noire d2 · Tour noire sur case blanche e2 · Pion blanc sur case noire h2 · Tour blanche sur case blanche f1 · Roi blanc sur case blanche h1 | Pion noir sur case noire a7 · Pion noir sur case blanche b7 · Tour blanche sur case noire e7 · Pion noir sur case blanche h7 · Fou blanc sur case noire d6 · Cavalier blanc sur case blanche e6 · Roi noir sur case noire f6 · Fou noir sur case blanche g6 · Pion blanc sur case blanche d5 · Pion noir sur case blanche f5 · Pion noir sur case noire h4 · Pion blanc sur case blanche a2 · Pion blanc sur case noire b2 · Tour noire sur case noire d2 · Tour noire sur case blanche e2 · Pion blanc sur case noire h2 · Tour blanche sur case blanche f1 · Roi blanc sur case blanche h1 | Pion noir sur case noire a7 · Pion noir sur case blanche b7 · Tour blanche sur case noire e7 · Pion noir sur case blanche h7 · Fou blanc sur case noire d6 · Cavalier blanc sur case blanche e6 · Roi noir sur case noire f6 · Fou noir sur case blanche g6 · Pion blanc sur case blanche d5 · Pion noir sur case blanche f5 · Pion noir sur case noire h4 · Pion blanc sur case blanche a2 · Pion blanc sur case noire b2 · Tour noire sur case noire d2 · Tour noire sur case blanche e2 · Pion blanc sur case noire h2 · Tour blanche sur case blanche f1 · Roi blanc sur case blanche h1 | Pion noir sur case noire a7 · Pion noir sur case blanche b7 · Tour blanche sur case noire e7 · Pion noir sur case blanche h7 · Fou blanc sur case noire d6 · Cavalier blanc sur case blanche e6 · Roi noir sur case noire f6 · Fou noir sur case blanche g6 · Pion blanc sur case blanche d5 · Pion noir sur case blanche f5 · Pion noir sur case noire h4 · Pion blanc sur case blanche a2 · Pion blanc sur case noire b2 · Tour noire sur case noire d2 · Tour noire sur case blanche e2 · Pion blanc sur case noire h2 · Tour blanche sur case blanche f1 · Roi blanc sur case blanche h1 | Pion noir sur case noire a7 · Pion noir sur case blanche b7 · Tour blanche sur case noire e7 · Pion noir sur case blanche h7 · Fou blanc sur case noire d6 · Cavalier blanc sur case blanche e6 · Roi noir sur case noire f6 · Fou noir sur case blanche g6 · Pion blanc sur case blanche d5 · Pion noir sur case blanche f5 · Pion noir sur case noire h4 · Pion blanc sur case blanche a2 · Pion blanc sur case noire b2 · Tour noire sur case noire d2 · Tour noire sur case blanche e2 · Pion blanc sur case noire h2 · Tour blanche sur case blanche f1 · Roi blanc sur case blanche h1 | Pion noir sur case noire a7 · Pion noir sur case blanche b7 · Tour blanche sur case noire e7 · Pion noir sur case blanche h7 · Fou blanc sur case noire d6 · Cavalier blanc sur case blanche e6 · Roi noir sur case noire f6 · Fou noir sur case blanche g6 · Pion blanc sur case blanche d5 · Pion noir sur case blanche f5 · Pion noir sur case noire h4 · Pion blanc sur case blanche a2 · Pion blanc sur case noire b2 · Tour noire sur case noire d2 · Tour noire sur case blanche e2 · Pion blanc sur case noire h2 · Tour blanche sur case blanche f1 · Roi blanc sur case blanche h1 | 6 |
| 5 | Pion noir sur case noire a7 · Pion noir sur case blanche b7 · Tour blanche sur case noire e7 · Pion noir sur case blanche h7 · Fou blanc sur case noire d6 · Cavalier blanc sur case blanche e6 · Roi noir sur case noire f6 · Fou noir sur case blanche g6 · Pion blanc sur case blanche d5 · Pion noir sur case blanche f5 · Pion noir sur case noire h4 · Pion blanc sur case blanche a2 · Pion blanc sur case noire b2 · Tour noire sur case noire d2 · Tour noire sur case blanche e2 · Pion blanc sur case noire h2 · Tour blanche sur case blanche f1 · Roi blanc sur case blanche h1 | Pion noir sur case noire a7 · Pion noir sur case blanche b7 · Tour blanche sur case noire e7 · Pion noir sur case blanche h7 · Fou blanc sur case noire d6 · Cavalier blanc sur case blanche e6 · Roi noir sur case noire f6 · Fou noir sur case blanche g6 · Pion blanc sur case blanche d5 · Pion noir sur case blanche f5 · Pion noir sur case noire h4 · Pion blanc sur case blanche a2 · Pion blanc sur case noire b2 · Tour noire sur case noire d2 · Tour noire sur case blanche e2 · Pion blanc sur case noire h2 · Tour blanche sur case blanche f1 · Roi blanc sur case blanche h1 | Pion noir sur case noire a7 · Pion noir sur case blanche b7 · Tour blanche sur case noire e7 · Pion noir sur case blanche h7 · Fou blanc sur case noire d6 · Cavalier blanc sur case blanche e6 · Roi noir sur case noire f6 · Fou noir sur case blanche g6 · Pion blanc sur case blanche d5 · Pion noir sur case blanche f5 · Pion noir sur case noire h4 · Pion blanc sur case blanche a2 · Pion blanc sur case noire b2 · Tour noire sur case noire d2 · Tour noire sur case blanche e2 · Pion blanc sur case noire h2 · Tour blanche sur case blanche f1 · Roi blanc sur case blanche h1 | Pion noir sur case noire a7 · Pion noir sur case blanche b7 · Tour blanche sur case noire e7 · Pion noir sur case blanche h7 · Fou blanc sur case noire d6 · Cavalier blanc sur case blanche e6 · Roi noir sur case noire f6 · Fou noir sur case blanche g6 · Pion blanc sur case blanche d5 · Pion noir sur case blanche f5 · Pion noir sur case noire h4 · Pion blanc sur case blanche a2 · Pion blanc sur case noire b2 · Tour noire sur case noire d2 · Tour noire sur case blanche e2 · Pion blanc sur case noire h2 · Tour blanche sur case blanche f1 · Roi blanc sur case blanche h1 | Pion noir sur case noire a7 · Pion noir sur case blanche b7 · Tour blanche sur case noire e7 · Pion noir sur case blanche h7 · Fou blanc sur case noire d6 · Cavalier blanc sur case blanche e6 · Roi noir sur case noire f6 · Fou noir sur case blanche g6 · Pion blanc sur case blanche d5 · Pion noir sur case blanche f5 · Pion noir sur case noire h4 · Pion blanc sur case blanche a2 · Pion blanc sur case noire b2 · Tour noire sur case noire d2 · Tour noire sur case blanche e2 · Pion blanc sur case noire h2 · Tour blanche sur case blanche f1 · Roi blanc sur case blanche h1 | Pion noir sur case noire a7 · Pion noir sur case blanche b7 · Tour blanche sur case noire e7 · Pion noir sur case blanche h7 · Fou blanc sur case noire d6 · Cavalier blanc sur case blanche e6 · Roi noir sur case noire f6 · Fou noir sur case blanche g6 · Pion blanc sur case blanche d5 · Pion noir sur case blanche f5 · Pion noir sur case noire h4 · Pion blanc sur case blanche a2 · Pion blanc sur case noire b2 · Tour noire sur case noire d2 · Tour noire sur case blanche e2 · Pion blanc sur case noire h2 · Tour blanche sur case blanche f1 · Roi blanc sur case blanche h1 | Pion noir sur case noire a7 · Pion noir sur case blanche b7 · Tour blanche sur case noire e7 · Pion noir sur case blanche h7 · Fou blanc sur case noire d6 · Cavalier blanc sur case blanche e6 · Roi noir sur case noire f6 · Fou noir sur case blanche g6 · Pion blanc sur case blanche d5 · Pion noir sur case blanche f5 · Pion noir sur case noire h4 · Pion blanc sur case blanche a2 · Pion blanc sur case noire b2 · Tour noire sur case noire d2 · Tour noire sur case blanche e2 · Pion blanc sur case noire h2 · Tour blanche sur case blanche f1 · Roi blanc sur case blanche h1 | Pion noir sur case noire a7 · Pion noir sur case blanche b7 · Tour blanche sur case noire e7 · Pion noir sur case blanche h7 · Fou blanc sur case noire d6 · Cavalier blanc sur case blanche e6 · Roi noir sur case noire f6 · Fou noir sur case blanche g6 · Pion blanc sur case blanche d5 · Pion noir sur case blanche f5 · Pion noir sur case noire h4 · Pion blanc sur case blanche a2 · Pion blanc sur case noire b2 · Tour noire sur case noire d2 · Tour noire sur case blanche e2 · Pion blanc sur case noire h2 · Tour blanche sur case blanche f1 · Roi blanc sur case blanche h1 | 5 |
| 4 | Pion noir sur case noire a7 · Pion noir sur case blanche b7 · Tour blanche sur case noire e7 · Pion noir sur case blanche h7 · Fou blanc sur case noire d6 · Cavalier blanc sur case blanche e6 · Roi noir sur case noire f6 · Fou noir sur case blanche g6 · Pion blanc sur case blanche d5 · Pion noir sur case blanche f5 · Pion noir sur case noire h4 · Pion blanc sur case blanche a2 · Pion blanc sur case noire b2 · Tour noire sur case noire d2 · Tour noire sur case blanche e2 · Pion blanc sur case noire h2 · Tour blanche sur case blanche f1 · Roi blanc sur case blanche h1 | Pion noir sur case noire a7 · Pion noir sur case blanche b7 · Tour blanche sur case noire e7 · Pion noir sur case blanche h7 · Fou blanc sur case noire d6 · Cavalier blanc sur case blanche e6 · Roi noir sur case noire f6 · Fou noir sur case blanche g6 · Pion blanc sur case blanche d5 · Pion noir sur case blanche f5 · Pion noir sur case noire h4 · Pion blanc sur case blanche a2 · Pion blanc sur case noire b2 · Tour noire sur case noire d2 · Tour noire sur case blanche e2 · Pion blanc sur case noire h2 · Tour blanche sur case blanche f1 · Roi blanc sur case blanche h1 | Pion noir sur case noire a7 · Pion noir sur case blanche b7 · Tour blanche sur case noire e7 · Pion noir sur case blanche h7 · Fou blanc sur case noire d6 · Cavalier blanc sur case blanche e6 · Roi noir sur case noire f6 · Fou noir sur case blanche g6 · Pion blanc sur case blanche d5 · Pion noir sur case blanche f5 · Pion noir sur case noire h4 · Pion blanc sur case blanche a2 · Pion blanc sur case noire b2 · Tour noire sur case noire d2 · Tour noire sur case blanche e2 · Pion blanc sur case noire h2 · Tour blanche sur case blanche f1 · Roi blanc sur case blanche h1 | Pion noir sur case noire a7 · Pion noir sur case blanche b7 · Tour blanche sur case noire e7 · Pion noir sur case blanche h7 · Fou blanc sur case noire d6 · Cavalier blanc sur case blanche e6 · Roi noir sur case noire f6 · Fou noir sur case blanche g6 · Pion blanc sur case blanche d5 · Pion noir sur case blanche f5 · Pion noir sur case noire h4 · Pion blanc sur case blanche a2 · Pion blanc sur case noire b2 · Tour noire sur case noire d2 · Tour noire sur case blanche e2 · Pion blanc sur case noire h2 · Tour blanche sur case blanche f1 · Roi blanc sur case blanche h1 | Pion noir sur case noire a7 · Pion noir sur case blanche b7 · Tour blanche sur case noire e7 · Pion noir sur case blanche h7 · Fou blanc sur case noire d6 · Cavalier blanc sur case blanche e6 · Roi noir sur case noire f6 · Fou noir sur case blanche g6 · Pion blanc sur case blanche d5 · Pion noir sur case blanche f5 · Pion noir sur case noire h4 · Pion blanc sur case blanche a2 · Pion blanc sur case noire b2 · Tour noire sur case noire d2 · Tour noire sur case blanche e2 · Pion blanc sur case noire h2 · Tour blanche sur case blanche f1 · Roi blanc sur case blanche h1 | Pion noir sur case noire a7 · Pion noir sur case blanche b7 · Tour blanche sur case noire e7 · Pion noir sur case blanche h7 · Fou blanc sur case noire d6 · Cavalier blanc sur case blanche e6 · Roi noir sur case noire f6 · Fou noir sur case blanche g6 · Pion blanc sur case blanche d5 · Pion noir sur case blanche f5 · Pion noir sur case noire h4 · Pion blanc sur case blanche a2 · Pion blanc sur case noire b2 · Tour noire sur case noire d2 · Tour noire sur case blanche e2 · Pion blanc sur case noire h2 · Tour blanche sur case blanche f1 · Roi blanc sur case blanche h1 | Pion noir sur case noire a7 · Pion noir sur case blanche b7 · Tour blanche sur case noire e7 · Pion noir sur case blanche h7 · Fou blanc sur case noire d6 · Cavalier blanc sur case blanche e6 · Roi noir sur case noire f6 · Fou noir sur case blanche g6 · Pion blanc sur case blanche d5 · Pion noir sur case blanche f5 · Pion noir sur case noire h4 · Pion blanc sur case blanche a2 · Pion blanc sur case noire b2 · Tour noire sur case noire d2 · Tour noire sur case blanche e2 · Pion blanc sur case noire h2 · Tour blanche sur case blanche f1 · Roi blanc sur case blanche h1 | Pion noir sur case noire a7 · Pion noir sur case blanche b7 · Tour blanche sur case noire e7 · Pion noir sur case blanche h7 · Fou blanc sur case noire d6 · Cavalier blanc sur case blanche e6 · Roi noir sur case noire f6 · Fou noir sur case blanche g6 · Pion blanc sur case blanche d5 · Pion noir sur case blanche f5 · Pion noir sur case noire h4 · Pion blanc sur case blanche a2 · Pion blanc sur case noire b2 · Tour noire sur case noire d2 · Tour noire sur case blanche e2 · Pion blanc sur case noire h2 · Tour blanche sur case blanche f1 · Roi blanc sur case blanche h1 | 4 |
| 3 | Pion noir sur case noire a7 · Pion noir sur case blanche b7 · Tour blanche sur case noire e7 · Pion noir sur case blanche h7 · Fou blanc sur case noire d6 · Cavalier blanc sur case blanche e6 · Roi noir sur case noire f6 · Fou noir sur case blanche g6 · Pion blanc sur case blanche d5 · Pion noir sur case blanche f5 · Pion noir sur case noire h4 · Pion blanc sur case blanche a2 · Pion blanc sur case noire b2 · Tour noire sur case noire d2 · Tour noire sur case blanche e2 · Pion blanc sur case noire h2 · Tour blanche sur case blanche f1 · Roi blanc sur case blanche h1 | Pion noir sur case noire a7 · Pion noir sur case blanche b7 · Tour blanche sur case noire e7 · Pion noir sur case blanche h7 · Fou blanc sur case noire d6 · Cavalier blanc sur case blanche e6 · Roi noir sur case noire f6 · Fou noir sur case blanche g6 · Pion blanc sur case blanche d5 · Pion noir sur case blanche f5 · Pion noir sur case noire h4 · Pion blanc sur case blanche a2 · Pion blanc sur case noire b2 · Tour noire sur case noire d2 · Tour noire sur case blanche e2 · Pion blanc sur case noire h2 · Tour blanche sur case blanche f1 · Roi blanc sur case blanche h1 | Pion noir sur case noire a7 · Pion noir sur case blanche b7 · Tour blanche sur case noire e7 · Pion noir sur case blanche h7 · Fou blanc sur case noire d6 · Cavalier blanc sur case blanche e6 · Roi noir sur case noire f6 · Fou noir sur case blanche g6 · Pion blanc sur case blanche d5 · Pion noir sur case blanche f5 · Pion noir sur case noire h4 · Pion blanc sur case blanche a2 · Pion blanc sur case noire b2 · Tour noire sur case noire d2 · Tour noire sur case blanche e2 · Pion blanc sur case noire h2 · Tour blanche sur case blanche f1 · Roi blanc sur case blanche h1 | Pion noir sur case noire a7 · Pion noir sur case blanche b7 · Tour blanche sur case noire e7 · Pion noir sur case blanche h7 · Fou blanc sur case noire d6 · Cavalier blanc sur case blanche e6 · Roi noir sur case noire f6 · Fou noir sur case blanche g6 · Pion blanc sur case blanche d5 · Pion noir sur case blanche f5 · Pion noir sur case noire h4 · Pion blanc sur case blanche a2 · Pion blanc sur case noire b2 · Tour noire sur case noire d2 · Tour noire sur case blanche e2 · Pion blanc sur case noire h2 · Tour blanche sur case blanche f1 · Roi blanc sur case blanche h1 | Pion noir sur case noire a7 · Pion noir sur case blanche b7 · Tour blanche sur case noire e7 · Pion noir sur case blanche h7 · Fou blanc sur case noire d6 · Cavalier blanc sur case blanche e6 · Roi noir sur case noire f6 · Fou noir sur case blanche g6 · Pion blanc sur case blanche d5 · Pion noir sur case blanche f5 · Pion noir sur case noire h4 · Pion blanc sur case blanche a2 · Pion blanc sur case noire b2 · Tour noire sur case noire d2 · Tour noire sur case blanche e2 · Pion blanc sur case noire h2 · Tour blanche sur case blanche f1 · Roi blanc sur case blanche h1 | Pion noir sur case noire a7 · Pion noir sur case blanche b7 · Tour blanche sur case noire e7 · Pion noir sur case blanche h7 · Fou blanc sur case noire d6 · Cavalier blanc sur case blanche e6 · Roi noir sur case noire f6 · Fou noir sur case blanche g6 · Pion blanc sur case blanche d5 · Pion noir sur case blanche f5 · Pion noir sur case noire h4 · Pion blanc sur case blanche a2 · Pion blanc sur case noire b2 · Tour noire sur case noire d2 · Tour noire sur case blanche e2 · Pion blanc sur case noire h2 · Tour blanche sur case blanche f1 · Roi blanc sur case blanche h1 | Pion noir sur case noire a7 · Pion noir sur case blanche b7 · Tour blanche sur case noire e7 · Pion noir sur case blanche h7 · Fou blanc sur case noire d6 · Cavalier blanc sur case blanche e6 · Roi noir sur case noire f6 · Fou noir sur case blanche g6 · Pion blanc sur case blanche d5 · Pion noir sur case blanche f5 · Pion noir sur case noire h4 · Pion blanc sur case blanche a2 · Pion blanc sur case noire b2 · Tour noire sur case noire d2 · Tour noire sur case blanche e2 · Pion blanc sur case noire h2 · Tour blanche sur case blanche f1 · Roi blanc sur case blanche h1 | Pion noir sur case noire a7 · Pion noir sur case blanche b7 · Tour blanche sur case noire e7 · Pion noir sur case blanche h7 · Fou blanc sur case noire d6 · Cavalier blanc sur case blanche e6 · Roi noir sur case noire f6 · Fou noir sur case blanche g6 · Pion blanc sur case blanche d5 · Pion noir sur case blanche f5 · Pion noir sur case noire h4 · Pion blanc sur case blanche a2 · Pion blanc sur case noire b2 · Tour noire sur case noire d2 · Tour noire sur case blanche e2 · Pion blanc sur case noire h2 · Tour blanche sur case blanche f1 · Roi blanc sur case blanche h1 | 3 |
| 2 | Pion noir sur case noire a7 · Pion noir sur case blanche b7 · Tour blanche sur case noire e7 · Pion noir sur case blanche h7 · Fou blanc sur case noire d6 · Cavalier blanc sur case blanche e6 · Roi noir sur case noire f6 · Fou noir sur case blanche g6 · Pion blanc sur case blanche d5 · Pion noir sur case blanche f5 · Pion noir sur case noire h4 · Pion blanc sur case blanche a2 · Pion blanc sur case noire b2 · Tour noire sur case noire d2 · Tour noire sur case blanche e2 · Pion blanc sur case noire h2 · Tour blanche sur case blanche f1 · Roi blanc sur case blanche h1 | Pion noir sur case noire a7 · Pion noir sur case blanche b7 · Tour blanche sur case noire e7 · Pion noir sur case blanche h7 · Fou blanc sur case noire d6 · Cavalier blanc sur case blanche e6 · Roi noir sur case noire f6 · Fou noir sur case blanche g6 · Pion blanc sur case blanche d5 · Pion noir sur case blanche f5 · Pion noir sur case noire h4 · Pion blanc sur case blanche a2 · Pion blanc sur case noire b2 · Tour noire sur case noire d2 · Tour noire sur case blanche e2 · Pion blanc sur case noire h2 · Tour blanche sur case blanche f1 · Roi blanc sur case blanche h1 | Pion noir sur case noire a7 · Pion noir sur case blanche b7 · Tour blanche sur case noire e7 · Pion noir sur case blanche h7 · Fou blanc sur case noire d6 · Cavalier blanc sur case blanche e6 · Roi noir sur case noire f6 · Fou noir sur case blanche g6 · Pion blanc sur case blanche d5 · Pion noir sur case blanche f5 · Pion noir sur case noire h4 · Pion blanc sur case blanche a2 · Pion blanc sur case noire b2 · Tour noire sur case noire d2 · Tour noire sur case blanche e2 · Pion blanc sur case noire h2 · Tour blanche sur case blanche f1 · Roi blanc sur case blanche h1 | Pion noir sur case noire a7 · Pion noir sur case blanche b7 · Tour blanche sur case noire e7 · Pion noir sur case blanche h7 · Fou blanc sur case noire d6 · Cavalier blanc sur case blanche e6 · Roi noir sur case noire f6 · Fou noir sur case blanche g6 · Pion blanc sur case blanche d5 · Pion noir sur case blanche f5 · Pion noir sur case noire h4 · Pion blanc sur case blanche a2 · Pion blanc sur case noire b2 · Tour noire sur case noire d2 · Tour noire sur case blanche e2 · Pion blanc sur case noire h2 · Tour blanche sur case blanche f1 · Roi blanc sur case blanche h1 | Pion noir sur case noire a7 · Pion noir sur case blanche b7 · Tour blanche sur case noire e7 · Pion noir sur case blanche h7 · Fou blanc sur case noire d6 · Cavalier blanc sur case blanche e6 · Roi noir sur case noire f6 · Fou noir sur case blanche g6 · Pion blanc sur case blanche d5 · Pion noir sur case blanche f5 · Pion noir sur case noire h4 · Pion blanc sur case blanche a2 · Pion blanc sur case noire b2 · Tour noire sur case noire d2 · Tour noire sur case blanche e2 · Pion blanc sur case noire h2 · Tour blanche sur case blanche f1 · Roi blanc sur case blanche h1 | Pion noir sur case noire a7 · Pion noir sur case blanche b7 · Tour blanche sur case noire e7 · Pion noir sur case blanche h7 · Fou blanc sur case noire d6 · Cavalier blanc sur case blanche e6 · Roi noir sur case noire f6 · Fou noir sur case blanche g6 · Pion blanc sur case blanche d5 · Pion noir sur case blanche f5 · Pion noir sur case noire h4 · Pion blanc sur case blanche a2 · Pion blanc sur case noire b2 · Tour noire sur case noire d2 · Tour noire sur case blanche e2 · Pion blanc sur case noire h2 · Tour blanche sur case blanche f1 · Roi blanc sur case blanche h1 | Pion noir sur case noire a7 · Pion noir sur case blanche b7 · Tour blanche sur case noire e7 · Pion noir sur case blanche h7 · Fou blanc sur case noire d6 · Cavalier blanc sur case blanche e6 · Roi noir sur case noire f6 · Fou noir sur case blanche g6 · Pion blanc sur case blanche d5 · Pion noir sur case blanche f5 · Pion noir sur case noire h4 · Pion blanc sur case blanche a2 · Pion blanc sur case noire b2 · Tour noire sur case noire d2 · Tour noire sur case blanche e2 · Pion blanc sur case noire h2 · Tour blanche sur case blanche f1 · Roi blanc sur case blanche h1 | Pion noir sur case noire a7 · Pion noir sur case blanche b7 · Tour blanche sur case noire e7 · Pion noir sur case blanche h7 · Fou blanc sur case noire d6 · Cavalier blanc sur case blanche e6 · Roi noir sur case noire f6 · Fou noir sur case blanche g6 · Pion blanc sur case blanche d5 · Pion noir sur case blanche f5 · Pion noir sur case noire h4 · Pion blanc sur case blanche a2 · Pion blanc sur case noire b2 · Tour noire sur case noire d2 · Tour noire sur case blanche e2 · Pion blanc sur case noire h2 · Tour blanche sur case blanche f1 · Roi blanc sur case blanche h1 | 2 |
| 1 | Pion noir sur case noire a7 · Pion noir sur case blanche b7 · Tour blanche sur case noire e7 · Pion noir sur case blanche h7 · Fou blanc sur case noire d6 · Cavalier blanc sur case blanche e6 · Roi noir sur case noire f6 · Fou noir sur case blanche g6 · Pion blanc sur case blanche d5 · Pion noir sur case blanche f5 · Pion noir sur case noire h4 · Pion blanc sur case blanche a2 · Pion blanc sur case noire b2 · Tour noire sur case noire d2 · Tour noire sur case blanche e2 · Pion blanc sur case noire h2 · Tour blanche sur case blanche f1 · Roi blanc sur case blanche h1 | Pion noir sur case noire a7 · Pion noir sur case blanche b7 · Tour blanche sur case noire e7 · Pion noir sur case blanche h7 · Fou blanc sur case noire d6 · Cavalier blanc sur case blanche e6 · Roi noir sur case noire f6 · Fou noir sur case blanche g6 · Pion blanc sur case blanche d5 · Pion noir sur case blanche f5 · Pion noir sur case noire h4 · Pion blanc sur case blanche a2 · Pion blanc sur case noire b2 · Tour noire sur case noire d2 · Tour noire sur case blanche e2 · Pion blanc sur case noire h2 · Tour blanche sur case blanche f1 · Roi blanc sur case blanche h1 | Pion noir sur case noire a7 · Pion noir sur case blanche b7 · Tour blanche sur case noire e7 · Pion noir sur case blanche h7 · Fou blanc sur case noire d6 · Cavalier blanc sur case blanche e6 · Roi noir sur case noire f6 · Fou noir sur case blanche g6 · Pion blanc sur case blanche d5 · Pion noir sur case blanche f5 · Pion noir sur case noire h4 · Pion blanc sur case blanche a2 · Pion blanc sur case noire b2 · Tour noire sur case noire d2 · Tour noire sur case blanche e2 · Pion blanc sur case noire h2 · Tour blanche sur case blanche f1 · Roi blanc sur case blanche h1 | Pion noir sur case noire a7 · Pion noir sur case blanche b7 · Tour blanche sur case noire e7 · Pion noir sur case blanche h7 · Fou blanc sur case noire d6 · Cavalier blanc sur case blanche e6 · Roi noir sur case noire f6 · Fou noir sur case blanche g6 · Pion blanc sur case blanche d5 · Pion noir sur case blanche f5 · Pion noir sur case noire h4 · Pion blanc sur case blanche a2 · Pion blanc sur case noire b2 · Tour noire sur case noire d2 · Tour noire sur case blanche e2 · Pion blanc sur case noire h2 · Tour blanche sur case blanche f1 · Roi blanc sur case blanche h1 | Pion noir sur case noire a7 · Pion noir sur case blanche b7 · Tour blanche sur case noire e7 · Pion noir sur case blanche h7 · Fou blanc sur case noire d6 · Cavalier blanc sur case blanche e6 · Roi noir sur case noire f6 · Fou noir sur case blanche g6 · Pion blanc sur case blanche d5 · Pion noir sur case blanche f5 · Pion noir sur case noire h4 · Pion blanc sur case blanche a2 · Pion blanc sur case noire b2 · Tour noire sur case noire d2 · Tour noire sur case blanche e2 · Pion blanc sur case noire h2 · Tour blanche sur case blanche f1 · Roi blanc sur case blanche h1 | Pion noir sur case noire a7 · Pion noir sur case blanche b7 · Tour blanche sur case noire e7 · Pion noir sur case blanche h7 · Fou blanc sur case noire d6 · Cavalier blanc sur case blanche e6 · Roi noir sur case noire f6 · Fou noir sur case blanche g6 · Pion blanc sur case blanche d5 · Pion noir sur case blanche f5 · Pion noir sur case noire h4 · Pion blanc sur case blanche a2 · Pion blanc sur case noire b2 · Tour noire sur case noire d2 · Tour noire sur case blanche e2 · Pion blanc sur case noire h2 · Tour blanche sur case blanche f1 · Roi blanc sur case blanche h1 | Pion noir sur case noire a7 · Pion noir sur case blanche b7 · Tour blanche sur case noire e7 · Pion noir sur case blanche h7 · Fou blanc sur case noire d6 · Cavalier blanc sur case blanche e6 · Roi noir sur case noire f6 · Fou noir sur case blanche g6 · Pion blanc sur case blanche d5 · Pion noir sur case blanche f5 · Pion noir sur case noire h4 · Pion blanc sur case blanche a2 · Pion blanc sur case noire b2 · Tour noire sur case noire d2 · Tour noire sur case blanche e2 · Pion blanc sur case noire h2 · Tour blanche sur case blanche f1 · Roi blanc sur case blanche h1 | Pion noir sur case noire a7 · Pion noir sur case blanche b7 · Tour blanche sur case noire e7 · Pion noir sur case blanche h7 · Fou blanc sur case noire d6 · Cavalier blanc sur case blanche e6 · Roi noir sur case noire f6 · Fou noir sur case blanche g6 · Pion blanc sur case blanche d5 · Pion noir sur case blanche f5 · Pion noir sur case noire h4 · Pion blanc sur case blanche a2 · Pion blanc sur case noire b2 · Tour noire sur case noire d2 · Tour noire sur case blanche e2 · Pion blanc sur case noire h2 · Tour blanche sur case blanche f1 · Roi blanc sur case blanche h1 | 1 |
|   | a | b | c | d | e | f | g | h |   |

Dans la 23e partie du championnat du monde de 1892 (à La Havane),  Tchigorine avait une pièce d'avance (Steinitz ayant perdu un cavalier), mais un pion de retard, et son fou  était paralysé en d6, devant défendre à la fois la tour en  e7 et le pion en h2.  Cette partie était décisive ; s'il l'avait gagné, il aurait annulé le match et des parties de départage auraient dû être jouées.  Après 31...Tcd2, Tchigorine joua 32.Fb4??, une gaffe souvent estimée être la pire qui ait jamais eu lieu dans un Championnat du monde.  Steinitz répondit 32...Txh2+, et Tchigorine abandonna immédiatement, perdant la partie (qui se conclurait sinon par 33.Rg1 Tdg2#) et le titre.

### Tigran Petrossian contre David Bronstein
|   | a | b | c | d | e | f | g | h |   |
| 8 | Tour noire sur case noire b8 · Fou noir sur case blanche c8 · Tour noire sur case noire f8 · Roi noir sur case noire h8 · Pion noir sur case blanche b7 · Cavalier noir sur case blanche d7 · Dame noire sur case noire g7 · Pion noir sur case blanche a6 · Dame blanche sur case noire d6 · Pion noir sur case blanche g6 · Pion blanc sur case noire a5 · Cavalier blanc sur case blanche d5 · Pion noir sur case noire e5 · Cavalier noir sur case blanche f5 · Pion noir sur case blanche h5 · Pion blanc sur case blanche c4 · Cavalier blanc sur case blanche e4 · Pion blanc sur case noire h4 · Pion blanc sur case noire g3 · Tour blanche sur case noire b2 · Pion blanc sur case noire f2 · Fou blanc sur case blanche g2 · Tour blanche sur case blanche b1 · Roi blanc sur case blanche h1 | Tour noire sur case noire b8 · Fou noir sur case blanche c8 · Tour noire sur case noire f8 · Roi noir sur case noire h8 · Pion noir sur case blanche b7 · Cavalier noir sur case blanche d7 · Dame noire sur case noire g7 · Pion noir sur case blanche a6 · Dame blanche sur case noire d6 · Pion noir sur case blanche g6 · Pion blanc sur case noire a5 · Cavalier blanc sur case blanche d5 · Pion noir sur case noire e5 · Cavalier noir sur case blanche f5 · Pion noir sur case blanche h5 · Pion blanc sur case blanche c4 · Cavalier blanc sur case blanche e4 · Pion blanc sur case noire h4 · Pion blanc sur case noire g3 · Tour blanche sur case noire b2 · Pion blanc sur case noire f2 · Fou blanc sur case blanche g2 · Tour blanche sur case blanche b1 · Roi blanc sur case blanche h1 | Tour noire sur case noire b8 · Fou noir sur case blanche c8 · Tour noire sur case noire f8 · Roi noir sur case noire h8 · Pion noir sur case blanche b7 · Cavalier noir sur case blanche d7 · Dame noire sur case noire g7 · Pion noir sur case blanche a6 · Dame blanche sur case noire d6 · Pion noir sur case blanche g6 · Pion blanc sur case noire a5 · Cavalier blanc sur case blanche d5 · Pion noir sur case noire e5 · Cavalier noir sur case blanche f5 · Pion noir sur case blanche h5 · Pion blanc sur case blanche c4 · Cavalier blanc sur case blanche e4 · Pion blanc sur case noire h4 · Pion blanc sur case noire g3 · Tour blanche sur case noire b2 · Pion blanc sur case noire f2 · Fou blanc sur case blanche g2 · Tour blanche sur case blanche b1 · Roi blanc sur case blanche h1 | Tour noire sur case noire b8 · Fou noir sur case blanche c8 · Tour noire sur case noire f8 · Roi noir sur case noire h8 · Pion noir sur case blanche b7 · Cavalier noir sur case blanche d7 · Dame noire sur case noire g7 · Pion noir sur case blanche a6 · Dame blanche sur case noire d6 · Pion noir sur case blanche g6 · Pion blanc sur case noire a5 · Cavalier blanc sur case blanche d5 · Pion noir sur case noire e5 · Cavalier noir sur case blanche f5 · Pion noir sur case blanche h5 · Pion blanc sur case blanche c4 · Cavalier blanc sur case blanche e4 · Pion blanc sur case noire h4 · Pion blanc sur case noire g3 · Tour blanche sur case noire b2 · Pion blanc sur case noire f2 · Fou blanc sur case blanche g2 · Tour blanche sur case blanche b1 · Roi blanc sur case blanche h1 | Tour noire sur case noire b8 · Fou noir sur case blanche c8 · Tour noire sur case noire f8 · Roi noir sur case noire h8 · Pion noir sur case blanche b7 · Cavalier noir sur case blanche d7 · Dame noire sur case noire g7 · Pion noir sur case blanche a6 · Dame blanche sur case noire d6 · Pion noir sur case blanche g6 · Pion blanc sur case noire a5 · Cavalier blanc sur case blanche d5 · Pion noir sur case noire e5 · Cavalier noir sur case blanche f5 · Pion noir sur case blanche h5 · Pion blanc sur case blanche c4 · Cavalier blanc sur case blanche e4 · Pion blanc sur case noire h4 · Pion blanc sur case noire g3 · Tour blanche sur case noire b2 · Pion blanc sur case noire f2 · Fou blanc sur case blanche g2 · Tour blanche sur case blanche b1 · Roi blanc sur case blanche h1 | Tour noire sur case noire b8 · Fou noir sur case blanche c8 · Tour noire sur case noire f8 · Roi noir sur case noire h8 · Pion noir sur case blanche b7 · Cavalier noir sur case blanche d7 · Dame noire sur case noire g7 · Pion noir sur case blanche a6 · Dame blanche sur case noire d6 · Pion noir sur case blanche g6 · Pion blanc sur case noire a5 · Cavalier blanc sur case blanche d5 · Pion noir sur case noire e5 · Cavalier noir sur case blanche f5 · Pion noir sur case blanche h5 · Pion blanc sur case blanche c4 · Cavalier blanc sur case blanche e4 · Pion blanc sur case noire h4 · Pion blanc sur case noire g3 · Tour blanche sur case noire b2 · Pion blanc sur case noire f2 · Fou blanc sur case blanche g2 · Tour blanche sur case blanche b1 · Roi blanc sur case blanche h1 | Tour noire sur case noire b8 · Fou noir sur case blanche c8 · Tour noire sur case noire f8 · Roi noir sur case noire h8 · Pion noir sur case blanche b7 · Cavalier noir sur case blanche d7 · Dame noire sur case noire g7 · Pion noir sur case blanche a6 · Dame blanche sur case noire d6 · Pion noir sur case blanche g6 · Pion blanc sur case noire a5 · Cavalier blanc sur case blanche d5 · Pion noir sur case noire e5 · Cavalier noir sur case blanche f5 · Pion noir sur case blanche h5 · Pion blanc sur case blanche c4 · Cavalier blanc sur case blanche e4 · Pion blanc sur case noire h4 · Pion blanc sur case noire g3 · Tour blanche sur case noire b2 · Pion blanc sur case noire f2 · Fou blanc sur case blanche g2 · Tour blanche sur case blanche b1 · Roi blanc sur case blanche h1 | Tour noire sur case noire b8 · Fou noir sur case blanche c8 · Tour noire sur case noire f8 · Roi noir sur case noire h8 · Pion noir sur case blanche b7 · Cavalier noir sur case blanche d7 · Dame noire sur case noire g7 · Pion noir sur case blanche a6 · Dame blanche sur case noire d6 · Pion noir sur case blanche g6 · Pion blanc sur case noire a5 · Cavalier blanc sur case blanche d5 · Pion noir sur case noire e5 · Cavalier noir sur case blanche f5 · Pion noir sur case blanche h5 · Pion blanc sur case blanche c4 · Cavalier blanc sur case blanche e4 · Pion blanc sur case noire h4 · Pion blanc sur case noire g3 · Tour blanche sur case noire b2 · Pion blanc sur case noire f2 · Fou blanc sur case blanche g2 · Tour blanche sur case blanche b1 · Roi blanc sur case blanche h1 | 8 |
| 7 | Tour noire sur case noire b8 · Fou noir sur case blanche c8 · Tour noire sur case noire f8 · Roi noir sur case noire h8 · Pion noir sur case blanche b7 · Cavalier noir sur case blanche d7 · Dame noire sur case noire g7 · Pion noir sur case blanche a6 · Dame blanche sur case noire d6 · Pion noir sur case blanche g6 · Pion blanc sur case noire a5 · Cavalier blanc sur case blanche d5 · Pion noir sur case noire e5 · Cavalier noir sur case blanche f5 · Pion noir sur case blanche h5 · Pion blanc sur case blanche c4 · Cavalier blanc sur case blanche e4 · Pion blanc sur case noire h4 · Pion blanc sur case noire g3 · Tour blanche sur case noire b2 · Pion blanc sur case noire f2 · Fou blanc sur case blanche g2 · Tour blanche sur case blanche b1 · Roi blanc sur case blanche h1 | Tour noire sur case noire b8 · Fou noir sur case blanche c8 · Tour noire sur case noire f8 · Roi noir sur case noire h8 · Pion noir sur case blanche b7 · Cavalier noir sur case blanche d7 · Dame noire sur case noire g7 · Pion noir sur case blanche a6 · Dame blanche sur case noire d6 · Pion noir sur case blanche g6 · Pion blanc sur case noire a5 · Cavalier blanc sur case blanche d5 · Pion noir sur case noire e5 · Cavalier noir sur case blanche f5 · Pion noir sur case blanche h5 · Pion blanc sur case blanche c4 · Cavalier blanc sur case blanche e4 · Pion blanc sur case noire h4 · Pion blanc sur case noire g3 · Tour blanche sur case noire b2 · Pion blanc sur case noire f2 · Fou blanc sur case blanche g2 · Tour blanche sur case blanche b1 · Roi blanc sur case blanche h1 | Tour noire sur case noire b8 · Fou noir sur case blanche c8 · Tour noire sur case noire f8 · Roi noir sur case noire h8 · Pion noir sur case blanche b7 · Cavalier noir sur case blanche d7 · Dame noire sur case noire g7 · Pion noir sur case blanche a6 · Dame blanche sur case noire d6 · Pion noir sur case blanche g6 · Pion blanc sur case noire a5 · Cavalier blanc sur case blanche d5 · Pion noir sur case noire e5 · Cavalier noir sur case blanche f5 · Pion noir sur case blanche h5 · Pion blanc sur case blanche c4 · Cavalier blanc sur case blanche e4 · Pion blanc sur case noire h4 · Pion blanc sur case noire g3 · Tour blanche sur case noire b2 · Pion blanc sur case noire f2 · Fou blanc sur case blanche g2 · Tour blanche sur case blanche b1 · Roi blanc sur case blanche h1 | Tour noire sur case noire b8 · Fou noir sur case blanche c8 · Tour noire sur case noire f8 · Roi noir sur case noire h8 · Pion noir sur case blanche b7 · Cavalier noir sur case blanche d7 · Dame noire sur case noire g7 · Pion noir sur case blanche a6 · Dame blanche sur case noire d6 · Pion noir sur case blanche g6 · Pion blanc sur case noire a5 · Cavalier blanc sur case blanche d5 · Pion noir sur case noire e5 · Cavalier noir sur case blanche f5 · Pion noir sur case blanche h5 · Pion blanc sur case blanche c4 · Cavalier blanc sur case blanche e4 · Pion blanc sur case noire h4 · Pion blanc sur case noire g3 · Tour blanche sur case noire b2 · Pion blanc sur case noire f2 · Fou blanc sur case blanche g2 · Tour blanche sur case blanche b1 · Roi blanc sur case blanche h1 | Tour noire sur case noire b8 · Fou noir sur case blanche c8 · Tour noire sur case noire f8 · Roi noir sur case noire h8 · Pion noir sur case blanche b7 · Cavalier noir sur case blanche d7 · Dame noire sur case noire g7 · Pion noir sur case blanche a6 · Dame blanche sur case noire d6 · Pion noir sur case blanche g6 · Pion blanc sur case noire a5 · Cavalier blanc sur case blanche d5 · Pion noir sur case noire e5 · Cavalier noir sur case blanche f5 · Pion noir sur case blanche h5 · Pion blanc sur case blanche c4 · Cavalier blanc sur case blanche e4 · Pion blanc sur case noire h4 · Pion blanc sur case noire g3 · Tour blanche sur case noire b2 · Pion blanc sur case noire f2 · Fou blanc sur case blanche g2 · Tour blanche sur case blanche b1 · Roi blanc sur case blanche h1 | Tour noire sur case noire b8 · Fou noir sur case blanche c8 · Tour noire sur case noire f8 · Roi noir sur case noire h8 · Pion noir sur case blanche b7 · Cavalier noir sur case blanche d7 · Dame noire sur case noire g7 · Pion noir sur case blanche a6 · Dame blanche sur case noire d6 · Pion noir sur case blanche g6 · Pion blanc sur case noire a5 · Cavalier blanc sur case blanche d5 · Pion noir sur case noire e5 · Cavalier noir sur case blanche f5 · Pion noir sur case blanche h5 · Pion blanc sur case blanche c4 · Cavalier blanc sur case blanche e4 · Pion blanc sur case noire h4 · Pion blanc sur case noire g3 · Tour blanche sur case noire b2 · Pion blanc sur case noire f2 · Fou blanc sur case blanche g2 · Tour blanche sur case blanche b1 · Roi blanc sur case blanche h1 | Tour noire sur case noire b8 · Fou noir sur case blanche c8 · Tour noire sur case noire f8 · Roi noir sur case noire h8 · Pion noir sur case blanche b7 · Cavalier noir sur case blanche d7 · Dame noire sur case noire g7 · Pion noir sur case blanche a6 · Dame blanche sur case noire d6 · Pion noir sur case blanche g6 · Pion blanc sur case noire a5 · Cavalier blanc sur case blanche d5 · Pion noir sur case noire e5 · Cavalier noir sur case blanche f5 · Pion noir sur case blanche h5 · Pion blanc sur case blanche c4 · Cavalier blanc sur case blanche e4 · Pion blanc sur case noire h4 · Pion blanc sur case noire g3 · Tour blanche sur case noire b2 · Pion blanc sur case noire f2 · Fou blanc sur case blanche g2 · Tour blanche sur case blanche b1 · Roi blanc sur case blanche h1 | Tour noire sur case noire b8 · Fou noir sur case blanche c8 · Tour noire sur case noire f8 · Roi noir sur case noire h8 · Pion noir sur case blanche b7 · Cavalier noir sur case blanche d7 · Dame noire sur case noire g7 · Pion noir sur case blanche a6 · Dame blanche sur case noire d6 · Pion noir sur case blanche g6 · Pion blanc sur case noire a5 · Cavalier blanc sur case blanche d5 · Pion noir sur case noire e5 · Cavalier noir sur case blanche f5 · Pion noir sur case blanche h5 · Pion blanc sur case blanche c4 · Cavalier blanc sur case blanche e4 · Pion blanc sur case noire h4 · Pion blanc sur case noire g3 · Tour blanche sur case noire b2 · Pion blanc sur case noire f2 · Fou blanc sur case blanche g2 · Tour blanche sur case blanche b1 · Roi blanc sur case blanche h1 | 7 |
| 6 | Tour noire sur case noire b8 · Fou noir sur case blanche c8 · Tour noire sur case noire f8 · Roi noir sur case noire h8 · Pion noir sur case blanche b7 · Cavalier noir sur case blanche d7 · Dame noire sur case noire g7 · Pion noir sur case blanche a6 · Dame blanche sur case noire d6 · Pion noir sur case blanche g6 · Pion blanc sur case noire a5 · Cavalier blanc sur case blanche d5 · Pion noir sur case noire e5 · Cavalier noir sur case blanche f5 · Pion noir sur case blanche h5 · Pion blanc sur case blanche c4 · Cavalier blanc sur case blanche e4 · Pion blanc sur case noire h4 · Pion blanc sur case noire g3 · Tour blanche sur case noire b2 · Pion blanc sur case noire f2 · Fou blanc sur case blanche g2 · Tour blanche sur case blanche b1 · Roi blanc sur case blanche h1 | Tour noire sur case noire b8 · Fou noir sur case blanche c8 · Tour noire sur case noire f8 · Roi noir sur case noire h8 · Pion noir sur case blanche b7 · Cavalier noir sur case blanche d7 · Dame noire sur case noire g7 · Pion noir sur case blanche a6 · Dame blanche sur case noire d6 · Pion noir sur case blanche g6 · Pion blanc sur case noire a5 · Cavalier blanc sur case blanche d5 · Pion noir sur case noire e5 · Cavalier noir sur case blanche f5 · Pion noir sur case blanche h5 · Pion blanc sur case blanche c4 · Cavalier blanc sur case blanche e4 · Pion blanc sur case noire h4 · Pion blanc sur case noire g3 · Tour blanche sur case noire b2 · Pion blanc sur case noire f2 · Fou blanc sur case blanche g2 · Tour blanche sur case blanche b1 · Roi blanc sur case blanche h1 | Tour noire sur case noire b8 · Fou noir sur case blanche c8 · Tour noire sur case noire f8 · Roi noir sur case noire h8 · Pion noir sur case blanche b7 · Cavalier noir sur case blanche d7 · Dame noire sur case noire g7 · Pion noir sur case blanche a6 · Dame blanche sur case noire d6 · Pion noir sur case blanche g6 · Pion blanc sur case noire a5 · Cavalier blanc sur case blanche d5 · Pion noir sur case noire e5 · Cavalier noir sur case blanche f5 · Pion noir sur case blanche h5 · Pion blanc sur case blanche c4 · Cavalier blanc sur case blanche e4 · Pion blanc sur case noire h4 · Pion blanc sur case noire g3 · Tour blanche sur case noire b2 · Pion blanc sur case noire f2 · Fou blanc sur case blanche g2 · Tour blanche sur case blanche b1 · Roi blanc sur case blanche h1 | Tour noire sur case noire b8 · Fou noir sur case blanche c8 · Tour noire sur case noire f8 · Roi noir sur case noire h8 · Pion noir sur case blanche b7 · Cavalier noir sur case blanche d7 · Dame noire sur case noire g7 · Pion noir sur case blanche a6 · Dame blanche sur case noire d6 · Pion noir sur case blanche g6 · Pion blanc sur case noire a5 · Cavalier blanc sur case blanche d5 · Pion noir sur case noire e5 · Cavalier noir sur case blanche f5 · Pion noir sur case blanche h5 · Pion blanc sur case blanche c4 · Cavalier blanc sur case blanche e4 · Pion blanc sur case noire h4 · Pion blanc sur case noire g3 · Tour blanche sur case noire b2 · Pion blanc sur case noire f2 · Fou blanc sur case blanche g2 · Tour blanche sur case blanche b1 · Roi blanc sur case blanche h1 | Tour noire sur case noire b8 · Fou noir sur case blanche c8 · Tour noire sur case noire f8 · Roi noir sur case noire h8 · Pion noir sur case blanche b7 · Cavalier noir sur case blanche d7 · Dame noire sur case noire g7 · Pion noir sur case blanche a6 · Dame blanche sur case noire d6 · Pion noir sur case blanche g6 · Pion blanc sur case noire a5 · Cavalier blanc sur case blanche d5 · Pion noir sur case noire e5 · Cavalier noir sur case blanche f5 · Pion noir sur case blanche h5 · Pion blanc sur case blanche c4 · Cavalier blanc sur case blanche e4 · Pion blanc sur case noire h4 · Pion blanc sur case noire g3 · Tour blanche sur case noire b2 · Pion blanc sur case noire f2 · Fou blanc sur case blanche g2 · Tour blanche sur case blanche b1 · Roi blanc sur case blanche h1 | Tour noire sur case noire b8 · Fou noir sur case blanche c8 · Tour noire sur case noire f8 · Roi noir sur case noire h8 · Pion noir sur case blanche b7 · Cavalier noir sur case blanche d7 · Dame noire sur case noire g7 · Pion noir sur case blanche a6 · Dame blanche sur case noire d6 · Pion noir sur case blanche g6 · Pion blanc sur case noire a5 · Cavalier blanc sur case blanche d5 · Pion noir sur case noire e5 · Cavalier noir sur case blanche f5 · Pion noir sur case blanche h5 · Pion blanc sur case blanche c4 · Cavalier blanc sur case blanche e4 · Pion blanc sur case noire h4 · Pion blanc sur case noire g3 · Tour blanche sur case noire b2 · Pion blanc sur case noire f2 · Fou blanc sur case blanche g2 · Tour blanche sur case blanche b1 · Roi blanc sur case blanche h1 | Tour noire sur case noire b8 · Fou noir sur case blanche c8 · Tour noire sur case noire f8 · Roi noir sur case noire h8 · Pion noir sur case blanche b7 · Cavalier noir sur case blanche d7 · Dame noire sur case noire g7 · Pion noir sur case blanche a6 · Dame blanche sur case noire d6 · Pion noir sur case blanche g6 · Pion blanc sur case noire a5 · Cavalier blanc sur case blanche d5 · Pion noir sur case noire e5 · Cavalier noir sur case blanche f5 · Pion noir sur case blanche h5 · Pion blanc sur case blanche c4 · Cavalier blanc sur case blanche e4 · Pion blanc sur case noire h4 · Pion blanc sur case noire g3 · Tour blanche sur case noire b2 · Pion blanc sur case noire f2 · Fou blanc sur case blanche g2 · Tour blanche sur case blanche b1 · Roi blanc sur case blanche h1 | Tour noire sur case noire b8 · Fou noir sur case blanche c8 · Tour noire sur case noire f8 · Roi noir sur case noire h8 · Pion noir sur case blanche b7 · Cavalier noir sur case blanche d7 · Dame noire sur case noire g7 · Pion noir sur case blanche a6 · Dame blanche sur case noire d6 · Pion noir sur case blanche g6 · Pion blanc sur case noire a5 · Cavalier blanc sur case blanche d5 · Pion noir sur case noire e5 · Cavalier noir sur case blanche f5 · Pion noir sur case blanche h5 · Pion blanc sur case blanche c4 · Cavalier blanc sur case blanche e4 · Pion blanc sur case noire h4 · Pion blanc sur case noire g3 · Tour blanche sur case noire b2 · Pion blanc sur case noire f2 · Fou blanc sur case blanche g2 · Tour blanche sur case blanche b1 · Roi blanc sur case blanche h1 | 6 |
| 5 | Tour noire sur case noire b8 · Fou noir sur case blanche c8 · Tour noire sur case noire f8 · Roi noir sur case noire h8 · Pion noir sur case blanche b7 · Cavalier noir sur case blanche d7 · Dame noire sur case noire g7 · Pion noir sur case blanche a6 · Dame blanche sur case noire d6 · Pion noir sur case blanche g6 · Pion blanc sur case noire a5 · Cavalier blanc sur case blanche d5 · Pion noir sur case noire e5 · Cavalier noir sur case blanche f5 · Pion noir sur case blanche h5 · Pion blanc sur case blanche c4 · Cavalier blanc sur case blanche e4 · Pion blanc sur case noire h4 · Pion blanc sur case noire g3 · Tour blanche sur case noire b2 · Pion blanc sur case noire f2 · Fou blanc sur case blanche g2 · Tour blanche sur case blanche b1 · Roi blanc sur case blanche h1 | Tour noire sur case noire b8 · Fou noir sur case blanche c8 · Tour noire sur case noire f8 · Roi noir sur case noire h8 · Pion noir sur case blanche b7 · Cavalier noir sur case blanche d7 · Dame noire sur case noire g7 · Pion noir sur case blanche a6 · Dame blanche sur case noire d6 · Pion noir sur case blanche g6 · Pion blanc sur case noire a5 · Cavalier blanc sur case blanche d5 · Pion noir sur case noire e5 · Cavalier noir sur case blanche f5 · Pion noir sur case blanche h5 · Pion blanc sur case blanche c4 · Cavalier blanc sur case blanche e4 · Pion blanc sur case noire h4 · Pion blanc sur case noire g3 · Tour blanche sur case noire b2 · Pion blanc sur case noire f2 · Fou blanc sur case blanche g2 · Tour blanche sur case blanche b1 · Roi blanc sur case blanche h1 | Tour noire sur case noire b8 · Fou noir sur case blanche c8 · Tour noire sur case noire f8 · Roi noir sur case noire h8 · Pion noir sur case blanche b7 · Cavalier noir sur case blanche d7 · Dame noire sur case noire g7 · Pion noir sur case blanche a6 · Dame blanche sur case noire d6 · Pion noir sur case blanche g6 · Pion blanc sur case noire a5 · Cavalier blanc sur case blanche d5 · Pion noir sur case noire e5 · Cavalier noir sur case blanche f5 · Pion noir sur case blanche h5 · Pion blanc sur case blanche c4 · Cavalier blanc sur case blanche e4 · Pion blanc sur case noire h4 · Pion blanc sur case noire g3 · Tour blanche sur case noire b2 · Pion blanc sur case noire f2 · Fou blanc sur case blanche g2 · Tour blanche sur case blanche b1 · Roi blanc sur case blanche h1 | Tour noire sur case noire b8 · Fou noir sur case blanche c8 · Tour noire sur case noire f8 · Roi noir sur case noire h8 · Pion noir sur case blanche b7 · Cavalier noir sur case blanche d7 · Dame noire sur case noire g7 · Pion noir sur case blanche a6 · Dame blanche sur case noire d6 · Pion noir sur case blanche g6 · Pion blanc sur case noire a5 · Cavalier blanc sur case blanche d5 · Pion noir sur case noire e5 · Cavalier noir sur case blanche f5 · Pion noir sur case blanche h5 · Pion blanc sur case blanche c4 · Cavalier blanc sur case blanche e4 · Pion blanc sur case noire h4 · Pion blanc sur case noire g3 · Tour blanche sur case noire b2 · Pion blanc sur case noire f2 · Fou blanc sur case blanche g2 · Tour blanche sur case blanche b1 · Roi blanc sur case blanche h1 | Tour noire sur case noire b8 · Fou noir sur case blanche c8 · Tour noire sur case noire f8 · Roi noir sur case noire h8 · Pion noir sur case blanche b7 · Cavalier noir sur case blanche d7 · Dame noire sur case noire g7 · Pion noir sur case blanche a6 · Dame blanche sur case noire d6 · Pion noir sur case blanche g6 · Pion blanc sur case noire a5 · Cavalier blanc sur case blanche d5 · Pion noir sur case noire e5 · Cavalier noir sur case blanche f5 · Pion noir sur case blanche h5 · Pion blanc sur case blanche c4 · Cavalier blanc sur case blanche e4 · Pion blanc sur case noire h4 · Pion blanc sur case noire g3 · Tour blanche sur case noire b2 · Pion blanc sur case noire f2 · Fou blanc sur case blanche g2 · Tour blanche sur case blanche b1 · Roi blanc sur case blanche h1 | Tour noire sur case noire b8 · Fou noir sur case blanche c8 · Tour noire sur case noire f8 · Roi noir sur case noire h8 · Pion noir sur case blanche b7 · Cavalier noir sur case blanche d7 · Dame noire sur case noire g7 · Pion noir sur case blanche a6 · Dame blanche sur case noire d6 · Pion noir sur case blanche g6 · Pion blanc sur case noire a5 · Cavalier blanc sur case blanche d5 · Pion noir sur case noire e5 · Cavalier noir sur case blanche f5 · Pion noir sur case blanche h5 · Pion blanc sur case blanche c4 · Cavalier blanc sur case blanche e4 · Pion blanc sur case noire h4 · Pion blanc sur case noire g3 · Tour blanche sur case noire b2 · Pion blanc sur case noire f2 · Fou blanc sur case blanche g2 · Tour blanche sur case blanche b1 · Roi blanc sur case blanche h1 | Tour noire sur case noire b8 · Fou noir sur case blanche c8 · Tour noire sur case noire f8 · Roi noir sur case noire h8 · Pion noir sur case blanche b7 · Cavalier noir sur case blanche d7 · Dame noire sur case noire g7 · Pion noir sur case blanche a6 · Dame blanche sur case noire d6 · Pion noir sur case blanche g6 · Pion blanc sur case noire a5 · Cavalier blanc sur case blanche d5 · Pion noir sur case noire e5 · Cavalier noir sur case blanche f5 · Pion noir sur case blanche h5 · Pion blanc sur case blanche c4 · Cavalier blanc sur case blanche e4 · Pion blanc sur case noire h4 · Pion blanc sur case noire g3 · Tour blanche sur case noire b2 · Pion blanc sur case noire f2 · Fou blanc sur case blanche g2 · Tour blanche sur case blanche b1 · Roi blanc sur case blanche h1 | Tour noire sur case noire b8 · Fou noir sur case blanche c8 · Tour noire sur case noire f8 · Roi noir sur case noire h8 · Pion noir sur case blanche b7 · Cavalier noir sur case blanche d7 · Dame noire sur case noire g7 · Pion noir sur case blanche a6 · Dame blanche sur case noire d6 · Pion noir sur case blanche g6 · Pion blanc sur case noire a5 · Cavalier blanc sur case blanche d5 · Pion noir sur case noire e5 · Cavalier noir sur case blanche f5 · Pion noir sur case blanche h5 · Pion blanc sur case blanche c4 · Cavalier blanc sur case blanche e4 · Pion blanc sur case noire h4 · Pion blanc sur case noire g3 · Tour blanche sur case noire b2 · Pion blanc sur case noire f2 · Fou blanc sur case blanche g2 · Tour blanche sur case blanche b1 · Roi blanc sur case blanche h1 | 5 |
| 4 | Tour noire sur case noire b8 · Fou noir sur case blanche c8 · Tour noire sur case noire f8 · Roi noir sur case noire h8 · Pion noir sur case blanche b7 · Cavalier noir sur case blanche d7 · Dame noire sur case noire g7 · Pion noir sur case blanche a6 · Dame blanche sur case noire d6 · Pion noir sur case blanche g6 · Pion blanc sur case noire a5 · Cavalier blanc sur case blanche d5 · Pion noir sur case noire e5 · Cavalier noir sur case blanche f5 · Pion noir sur case blanche h5 · Pion blanc sur case blanche c4 · Cavalier blanc sur case blanche e4 · Pion blanc sur case noire h4 · Pion blanc sur case noire g3 · Tour blanche sur case noire b2 · Pion blanc sur case noire f2 · Fou blanc sur case blanche g2 · Tour blanche sur case blanche b1 · Roi blanc sur case blanche h1 | Tour noire sur case noire b8 · Fou noir sur case blanche c8 · Tour noire sur case noire f8 · Roi noir sur case noire h8 · Pion noir sur case blanche b7 · Cavalier noir sur case blanche d7 · Dame noire sur case noire g7 · Pion noir sur case blanche a6 · Dame blanche sur case noire d6 · Pion noir sur case blanche g6 · Pion blanc sur case noire a5 · Cavalier blanc sur case blanche d5 · Pion noir sur case noire e5 · Cavalier noir sur case blanche f5 · Pion noir sur case blanche h5 · Pion blanc sur case blanche c4 · Cavalier blanc sur case blanche e4 · Pion blanc sur case noire h4 · Pion blanc sur case noire g3 · Tour blanche sur case noire b2 · Pion blanc sur case noire f2 · Fou blanc sur case blanche g2 · Tour blanche sur case blanche b1 · Roi blanc sur case blanche h1 | Tour noire sur case noire b8 · Fou noir sur case blanche c8 · Tour noire sur case noire f8 · Roi noir sur case noire h8 · Pion noir sur case blanche b7 · Cavalier noir sur case blanche d7 · Dame noire sur case noire g7 · Pion noir sur case blanche a6 · Dame blanche sur case noire d6 · Pion noir sur case blanche g6 · Pion blanc sur case noire a5 · Cavalier blanc sur case blanche d5 · Pion noir sur case noire e5 · Cavalier noir sur case blanche f5 · Pion noir sur case blanche h5 · Pion blanc sur case blanche c4 · Cavalier blanc sur case blanche e4 · Pion blanc sur case noire h4 · Pion blanc sur case noire g3 · Tour blanche sur case noire b2 · Pion blanc sur case noire f2 · Fou blanc sur case blanche g2 · Tour blanche sur case blanche b1 · Roi blanc sur case blanche h1 | Tour noire sur case noire b8 · Fou noir sur case blanche c8 · Tour noire sur case noire f8 · Roi noir sur case noire h8 · Pion noir sur case blanche b7 · Cavalier noir sur case blanche d7 · Dame noire sur case noire g7 · Pion noir sur case blanche a6 · Dame blanche sur case noire d6 · Pion noir sur case blanche g6 · Pion blanc sur case noire a5 · Cavalier blanc sur case blanche d5 · Pion noir sur case noire e5 · Cavalier noir sur case blanche f5 · Pion noir sur case blanche h5 · Pion blanc sur case blanche c4 · Cavalier blanc sur case blanche e4 · Pion blanc sur case noire h4 · Pion blanc sur case noire g3 · Tour blanche sur case noire b2 · Pion blanc sur case noire f2 · Fou blanc sur case blanche g2 · Tour blanche sur case blanche b1 · Roi blanc sur case blanche h1 | Tour noire sur case noire b8 · Fou noir sur case blanche c8 · Tour noire sur case noire f8 · Roi noir sur case noire h8 · Pion noir sur case blanche b7 · Cavalier noir sur case blanche d7 · Dame noire sur case noire g7 · Pion noir sur case blanche a6 · Dame blanche sur case noire d6 · Pion noir sur case blanche g6 · Pion blanc sur case noire a5 · Cavalier blanc sur case blanche d5 · Pion noir sur case noire e5 · Cavalier noir sur case blanche f5 · Pion noir sur case blanche h5 · Pion blanc sur case blanche c4 · Cavalier blanc sur case blanche e4 · Pion blanc sur case noire h4 · Pion blanc sur case noire g3 · Tour blanche sur case noire b2 · Pion blanc sur case noire f2 · Fou blanc sur case blanche g2 · Tour blanche sur case blanche b1 · Roi blanc sur case blanche h1 | Tour noire sur case noire b8 · Fou noir sur case blanche c8 · Tour noire sur case noire f8 · Roi noir sur case noire h8 · Pion noir sur case blanche b7 · Cavalier noir sur case blanche d7 · Dame noire sur case noire g7 · Pion noir sur case blanche a6 · Dame blanche sur case noire d6 · Pion noir sur case blanche g6 · Pion blanc sur case noire a5 · Cavalier blanc sur case blanche d5 · Pion noir sur case noire e5 · Cavalier noir sur case blanche f5 · Pion noir sur case blanche h5 · Pion blanc sur case blanche c4 · Cavalier blanc sur case blanche e4 · Pion blanc sur case noire h4 · Pion blanc sur case noire g3 · Tour blanche sur case noire b2 · Pion blanc sur case noire f2 · Fou blanc sur case blanche g2 · Tour blanche sur case blanche b1 · Roi blanc sur case blanche h1 | Tour noire sur case noire b8 · Fou noir sur case blanche c8 · Tour noire sur case noire f8 · Roi noir sur case noire h8 · Pion noir sur case blanche b7 · Cavalier noir sur case blanche d7 · Dame noire sur case noire g7 · Pion noir sur case blanche a6 · Dame blanche sur case noire d6 · Pion noir sur case blanche g6 · Pion blanc sur case noire a5 · Cavalier blanc sur case blanche d5 · Pion noir sur case noire e5 · Cavalier noir sur case blanche f5 · Pion noir sur case blanche h5 · Pion blanc sur case blanche c4 · Cavalier blanc sur case blanche e4 · Pion blanc sur case noire h4 · Pion blanc sur case noire g3 · Tour blanche sur case noire b2 · Pion blanc sur case noire f2 · Fou blanc sur case blanche g2 · Tour blanche sur case blanche b1 · Roi blanc sur case blanche h1 | Tour noire sur case noire b8 · Fou noir sur case blanche c8 · Tour noire sur case noire f8 · Roi noir sur case noire h8 · Pion noir sur case blanche b7 · Cavalier noir sur case blanche d7 · Dame noire sur case noire g7 · Pion noir sur case blanche a6 · Dame blanche sur case noire d6 · Pion noir sur case blanche g6 · Pion blanc sur case noire a5 · Cavalier blanc sur case blanche d5 · Pion noir sur case noire e5 · Cavalier noir sur case blanche f5 · Pion noir sur case blanche h5 · Pion blanc sur case blanche c4 · Cavalier blanc sur case blanche e4 · Pion blanc sur case noire h4 · Pion blanc sur case noire g3 · Tour blanche sur case noire b2 · Pion blanc sur case noire f2 · Fou blanc sur case blanche g2 · Tour blanche sur case blanche b1 · Roi blanc sur case blanche h1 | 4 |
| 3 | Tour noire sur case noire b8 · Fou noir sur case blanche c8 · Tour noire sur case noire f8 · Roi noir sur case noire h8 · Pion noir sur case blanche b7 · Cavalier noir sur case blanche d7 · Dame noire sur case noire g7 · Pion noir sur case blanche a6 · Dame blanche sur case noire d6 · Pion noir sur case blanche g6 · Pion blanc sur case noire a5 · Cavalier blanc sur case blanche d5 · Pion noir sur case noire e5 · Cavalier noir sur case blanche f5 · Pion noir sur case blanche h5 · Pion blanc sur case blanche c4 · Cavalier blanc sur case blanche e4 · Pion blanc sur case noire h4 · Pion blanc sur case noire g3 · Tour blanche sur case noire b2 · Pion blanc sur case noire f2 · Fou blanc sur case blanche g2 · Tour blanche sur case blanche b1 · Roi blanc sur case blanche h1 | Tour noire sur case noire b8 · Fou noir sur case blanche c8 · Tour noire sur case noire f8 · Roi noir sur case noire h8 · Pion noir sur case blanche b7 · Cavalier noir sur case blanche d7 · Dame noire sur case noire g7 · Pion noir sur case blanche a6 · Dame blanche sur case noire d6 · Pion noir sur case blanche g6 · Pion blanc sur case noire a5 · Cavalier blanc sur case blanche d5 · Pion noir sur case noire e5 · Cavalier noir sur case blanche f5 · Pion noir sur case blanche h5 · Pion blanc sur case blanche c4 · Cavalier blanc sur case blanche e4 · Pion blanc sur case noire h4 · Pion blanc sur case noire g3 · Tour blanche sur case noire b2 · Pion blanc sur case noire f2 · Fou blanc sur case blanche g2 · Tour blanche sur case blanche b1 · Roi blanc sur case blanche h1 | Tour noire sur case noire b8 · Fou noir sur case blanche c8 · Tour noire sur case noire f8 · Roi noir sur case noire h8 · Pion noir sur case blanche b7 · Cavalier noir sur case blanche d7 · Dame noire sur case noire g7 · Pion noir sur case blanche a6 · Dame blanche sur case noire d6 · Pion noir sur case blanche g6 · Pion blanc sur case noire a5 · Cavalier blanc sur case blanche d5 · Pion noir sur case noire e5 · Cavalier noir sur case blanche f5 · Pion noir sur case blanche h5 · Pion blanc sur case blanche c4 · Cavalier blanc sur case blanche e4 · Pion blanc sur case noire h4 · Pion blanc sur case noire g3 · Tour blanche sur case noire b2 · Pion blanc sur case noire f2 · Fou blanc sur case blanche g2 · Tour blanche sur case blanche b1 · Roi blanc sur case blanche h1 | Tour noire sur case noire b8 · Fou noir sur case blanche c8 · Tour noire sur case noire f8 · Roi noir sur case noire h8 · Pion noir sur case blanche b7 · Cavalier noir sur case blanche d7 · Dame noire sur case noire g7 · Pion noir sur case blanche a6 · Dame blanche sur case noire d6 · Pion noir sur case blanche g6 · Pion blanc sur case noire a5 · Cavalier blanc sur case blanche d5 · Pion noir sur case noire e5 · Cavalier noir sur case blanche f5 · Pion noir sur case blanche h5 · Pion blanc sur case blanche c4 · Cavalier blanc sur case blanche e4 · Pion blanc sur case noire h4 · Pion blanc sur case noire g3 · Tour blanche sur case noire b2 · Pion blanc sur case noire f2 · Fou blanc sur case blanche g2 · Tour blanche sur case blanche b1 · Roi blanc sur case blanche h1 | Tour noire sur case noire b8 · Fou noir sur case blanche c8 · Tour noire sur case noire f8 · Roi noir sur case noire h8 · Pion noir sur case blanche b7 · Cavalier noir sur case blanche d7 · Dame noire sur case noire g7 · Pion noir sur case blanche a6 · Dame blanche sur case noire d6 · Pion noir sur case blanche g6 · Pion blanc sur case noire a5 · Cavalier blanc sur case blanche d5 · Pion noir sur case noire e5 · Cavalier noir sur case blanche f5 · Pion noir sur case blanche h5 · Pion blanc sur case blanche c4 · Cavalier blanc sur case blanche e4 · Pion blanc sur case noire h4 · Pion blanc sur case noire g3 · Tour blanche sur case noire b2 · Pion blanc sur case noire f2 · Fou blanc sur case blanche g2 · Tour blanche sur case blanche b1 · Roi blanc sur case blanche h1 | Tour noire sur case noire b8 · Fou noir sur case blanche c8 · Tour noire sur case noire f8 · Roi noir sur case noire h8 · Pion noir sur case blanche b7 · Cavalier noir sur case blanche d7 · Dame noire sur case noire g7 · Pion noir sur case blanche a6 · Dame blanche sur case noire d6 · Pion noir sur case blanche g6 · Pion blanc sur case noire a5 · Cavalier blanc sur case blanche d5 · Pion noir sur case noire e5 · Cavalier noir sur case blanche f5 · Pion noir sur case blanche h5 · Pion blanc sur case blanche c4 · Cavalier blanc sur case blanche e4 · Pion blanc sur case noire h4 · Pion blanc sur case noire g3 · Tour blanche sur case noire b2 · Pion blanc sur case noire f2 · Fou blanc sur case blanche g2 · Tour blanche sur case blanche b1 · Roi blanc sur case blanche h1 | Tour noire sur case noire b8 · Fou noir sur case blanche c8 · Tour noire sur case noire f8 · Roi noir sur case noire h8 · Pion noir sur case blanche b7 · Cavalier noir sur case blanche d7 · Dame noire sur case noire g7 · Pion noir sur case blanche a6 · Dame blanche sur case noire d6 · Pion noir sur case blanche g6 · Pion blanc sur case noire a5 · Cavalier blanc sur case blanche d5 · Pion noir sur case noire e5 · Cavalier noir sur case blanche f5 · Pion noir sur case blanche h5 · Pion blanc sur case blanche c4 · Cavalier blanc sur case blanche e4 · Pion blanc sur case noire h4 · Pion blanc sur case noire g3 · Tour blanche sur case noire b2 · Pion blanc sur case noire f2 · Fou blanc sur case blanche g2 · Tour blanche sur case blanche b1 · Roi blanc sur case blanche h1 | Tour noire sur case noire b8 · Fou noir sur case blanche c8 · Tour noire sur case noire f8 · Roi noir sur case noire h8 · Pion noir sur case blanche b7 · Cavalier noir sur case blanche d7 · Dame noire sur case noire g7 · Pion noir sur case blanche a6 · Dame blanche sur case noire d6 · Pion noir sur case blanche g6 · Pion blanc sur case noire a5 · Cavalier blanc sur case blanche d5 · Pion noir sur case noire e5 · Cavalier noir sur case blanche f5 · Pion noir sur case blanche h5 · Pion blanc sur case blanche c4 · Cavalier blanc sur case blanche e4 · Pion blanc sur case noire h4 · Pion blanc sur case noire g3 · Tour blanche sur case noire b2 · Pion blanc sur case noire f2 · Fou blanc sur case blanche g2 · Tour blanche sur case blanche b1 · Roi blanc sur case blanche h1 | 3 |
| 2 | Tour noire sur case noire b8 · Fou noir sur case blanche c8 · Tour noire sur case noire f8 · Roi noir sur case noire h8 · Pion noir sur case blanche b7 · Cavalier noir sur case blanche d7 · Dame noire sur case noire g7 · Pion noir sur case blanche a6 · Dame blanche sur case noire d6 · Pion noir sur case blanche g6 · Pion blanc sur case noire a5 · Cavalier blanc sur case blanche d5 · Pion noir sur case noire e5 · Cavalier noir sur case blanche f5 · Pion noir sur case blanche h5 · Pion blanc sur case blanche c4 · Cavalier blanc sur case blanche e4 · Pion blanc sur case noire h4 · Pion blanc sur case noire g3 · Tour blanche sur case noire b2 · Pion blanc sur case noire f2 · Fou blanc sur case blanche g2 · Tour blanche sur case blanche b1 · Roi blanc sur case blanche h1 | Tour noire sur case noire b8 · Fou noir sur case blanche c8 · Tour noire sur case noire f8 · Roi noir sur case noire h8 · Pion noir sur case blanche b7 · Cavalier noir sur case blanche d7 · Dame noire sur case noire g7 · Pion noir sur case blanche a6 · Dame blanche sur case noire d6 · Pion noir sur case blanche g6 · Pion blanc sur case noire a5 · Cavalier blanc sur case blanche d5 · Pion noir sur case noire e5 · Cavalier noir sur case blanche f5 · Pion noir sur case blanche h5 · Pion blanc sur case blanche c4 · Cavalier blanc sur case blanche e4 · Pion blanc sur case noire h4 · Pion blanc sur case noire g3 · Tour blanche sur case noire b2 · Pion blanc sur case noire f2 · Fou blanc sur case blanche g2 · Tour blanche sur case blanche b1 · Roi blanc sur case blanche h1 | Tour noire sur case noire b8 · Fou noir sur case blanche c8 · Tour noire sur case noire f8 · Roi noir sur case noire h8 · Pion noir sur case blanche b7 · Cavalier noir sur case blanche d7 · Dame noire sur case noire g7 · Pion noir sur case blanche a6 · Dame blanche sur case noire d6 · Pion noir sur case blanche g6 · Pion blanc sur case noire a5 · Cavalier blanc sur case blanche d5 · Pion noir sur case noire e5 · Cavalier noir sur case blanche f5 · Pion noir sur case blanche h5 · Pion blanc sur case blanche c4 · Cavalier blanc sur case blanche e4 · Pion blanc sur case noire h4 · Pion blanc sur case noire g3 · Tour blanche sur case noire b2 · Pion blanc sur case noire f2 · Fou blanc sur case blanche g2 · Tour blanche sur case blanche b1 · Roi blanc sur case blanche h1 | Tour noire sur case noire b8 · Fou noir sur case blanche c8 · Tour noire sur case noire f8 · Roi noir sur case noire h8 · Pion noir sur case blanche b7 · Cavalier noir sur case blanche d7 · Dame noire sur case noire g7 · Pion noir sur case blanche a6 · Dame blanche sur case noire d6 · Pion noir sur case blanche g6 · Pion blanc sur case noire a5 · Cavalier blanc sur case blanche d5 · Pion noir sur case noire e5 · Cavalier noir sur case blanche f5 · Pion noir sur case blanche h5 · Pion blanc sur case blanche c4 · Cavalier blanc sur case blanche e4 · Pion blanc sur case noire h4 · Pion blanc sur case noire g3 · Tour blanche sur case noire b2 · Pion blanc sur case noire f2 · Fou blanc sur case blanche g2 · Tour blanche sur case blanche b1 · Roi blanc sur case blanche h1 | Tour noire sur case noire b8 · Fou noir sur case blanche c8 · Tour noire sur case noire f8 · Roi noir sur case noire h8 · Pion noir sur case blanche b7 · Cavalier noir sur case blanche d7 · Dame noire sur case noire g7 · Pion noir sur case blanche a6 · Dame blanche sur case noire d6 · Pion noir sur case blanche g6 · Pion blanc sur case noire a5 · Cavalier blanc sur case blanche d5 · Pion noir sur case noire e5 · Cavalier noir sur case blanche f5 · Pion noir sur case blanche h5 · Pion blanc sur case blanche c4 · Cavalier blanc sur case blanche e4 · Pion blanc sur case noire h4 · Pion blanc sur case noire g3 · Tour blanche sur case noire b2 · Pion blanc sur case noire f2 · Fou blanc sur case blanche g2 · Tour blanche sur case blanche b1 · Roi blanc sur case blanche h1 | Tour noire sur case noire b8 · Fou noir sur case blanche c8 · Tour noire sur case noire f8 · Roi noir sur case noire h8 · Pion noir sur case blanche b7 · Cavalier noir sur case blanche d7 · Dame noire sur case noire g7 · Pion noir sur case blanche a6 · Dame blanche sur case noire d6 · Pion noir sur case blanche g6 · Pion blanc sur case noire a5 · Cavalier blanc sur case blanche d5 · Pion noir sur case noire e5 · Cavalier noir sur case blanche f5 · Pion noir sur case blanche h5 · Pion blanc sur case blanche c4 · Cavalier blanc sur case blanche e4 · Pion blanc sur case noire h4 · Pion blanc sur case noire g3 · Tour blanche sur case noire b2 · Pion blanc sur case noire f2 · Fou blanc sur case blanche g2 · Tour blanche sur case blanche b1 · Roi blanc sur case blanche h1 | Tour noire sur case noire b8 · Fou noir sur case blanche c8 · Tour noire sur case noire f8 · Roi noir sur case noire h8 · Pion noir sur case blanche b7 · Cavalier noir sur case blanche d7 · Dame noire sur case noire g7 · Pion noir sur case blanche a6 · Dame blanche sur case noire d6 · Pion noir sur case blanche g6 · Pion blanc sur case noire a5 · Cavalier blanc sur case blanche d5 · Pion noir sur case noire e5 · Cavalier noir sur case blanche f5 · Pion noir sur case blanche h5 · Pion blanc sur case blanche c4 · Cavalier blanc sur case blanche e4 · Pion blanc sur case noire h4 · Pion blanc sur case noire g3 · Tour blanche sur case noire b2 · Pion blanc sur case noire f2 · Fou blanc sur case blanche g2 · Tour blanche sur case blanche b1 · Roi blanc sur case blanche h1 | Tour noire sur case noire b8 · Fou noir sur case blanche c8 · Tour noire sur case noire f8 · Roi noir sur case noire h8 · Pion noir sur case blanche b7 · Cavalier noir sur case blanche d7 · Dame noire sur case noire g7 · Pion noir sur case blanche a6 · Dame blanche sur case noire d6 · Pion noir sur case blanche g6 · Pion blanc sur case noire a5 · Cavalier blanc sur case blanche d5 · Pion noir sur case noire e5 · Cavalier noir sur case blanche f5 · Pion noir sur case blanche h5 · Pion blanc sur case blanche c4 · Cavalier blanc sur case blanche e4 · Pion blanc sur case noire h4 · Pion blanc sur case noire g3 · Tour blanche sur case noire b2 · Pion blanc sur case noire f2 · Fou blanc sur case blanche g2 · Tour blanche sur case blanche b1 · Roi blanc sur case blanche h1 | 2 |
| 1 | Tour noire sur case noire b8 · Fou noir sur case blanche c8 · Tour noire sur case noire f8 · Roi noir sur case noire h8 · Pion noir sur case blanche b7 · Cavalier noir sur case blanche d7 · Dame noire sur case noire g7 · Pion noir sur case blanche a6 · Dame blanche sur case noire d6 · Pion noir sur case blanche g6 · Pion blanc sur case noire a5 · Cavalier blanc sur case blanche d5 · Pion noir sur case noire e5 · Cavalier noir sur case blanche f5 · Pion noir sur case blanche h5 · Pion blanc sur case blanche c4 · Cavalier blanc sur case blanche e4 · Pion blanc sur case noire h4 · Pion blanc sur case noire g3 · Tour blanche sur case noire b2 · Pion blanc sur case noire f2 · Fou blanc sur case blanche g2 · Tour blanche sur case blanche b1 · Roi blanc sur case blanche h1 | Tour noire sur case noire b8 · Fou noir sur case blanche c8 · Tour noire sur case noire f8 · Roi noir sur case noire h8 · Pion noir sur case blanche b7 · Cavalier noir sur case blanche d7 · Dame noire sur case noire g7 · Pion noir sur case blanche a6 · Dame blanche sur case noire d6 · Pion noir sur case blanche g6 · Pion blanc sur case noire a5 · Cavalier blanc sur case blanche d5 · Pion noir sur case noire e5 · Cavalier noir sur case blanche f5 · Pion noir sur case blanche h5 · Pion blanc sur case blanche c4 · Cavalier blanc sur case blanche e4 · Pion blanc sur case noire h4 · Pion blanc sur case noire g3 · Tour blanche sur case noire b2 · Pion blanc sur case noire f2 · Fou blanc sur case blanche g2 · Tour blanche sur case blanche b1 · Roi blanc sur case blanche h1 | Tour noire sur case noire b8 · Fou noir sur case blanche c8 · Tour noire sur case noire f8 · Roi noir sur case noire h8 · Pion noir sur case blanche b7 · Cavalier noir sur case blanche d7 · Dame noire sur case noire g7 · Pion noir sur case blanche a6 · Dame blanche sur case noire d6 · Pion noir sur case blanche g6 · Pion blanc sur case noire a5 · Cavalier blanc sur case blanche d5 · Pion noir sur case noire e5 · Cavalier noir sur case blanche f5 · Pion noir sur case blanche h5 · Pion blanc sur case blanche c4 · Cavalier blanc sur case blanche e4 · Pion blanc sur case noire h4 · Pion blanc sur case noire g3 · Tour blanche sur case noire b2 · Pion blanc sur case noire f2 · Fou blanc sur case blanche g2 · Tour blanche sur case blanche b1 · Roi blanc sur case blanche h1 | Tour noire sur case noire b8 · Fou noir sur case blanche c8 · Tour noire sur case noire f8 · Roi noir sur case noire h8 · Pion noir sur case blanche b7 · Cavalier noir sur case blanche d7 · Dame noire sur case noire g7 · Pion noir sur case blanche a6 · Dame blanche sur case noire d6 · Pion noir sur case blanche g6 · Pion blanc sur case noire a5 · Cavalier blanc sur case blanche d5 · Pion noir sur case noire e5 · Cavalier noir sur case blanche f5 · Pion noir sur case blanche h5 · Pion blanc sur case blanche c4 · Cavalier blanc sur case blanche e4 · Pion blanc sur case noire h4 · Pion blanc sur case noire g3 · Tour blanche sur case noire b2 · Pion blanc sur case noire f2 · Fou blanc sur case blanche g2 · Tour blanche sur case blanche b1 · Roi blanc sur case blanche h1 | Tour noire sur case noire b8 · Fou noir sur case blanche c8 · Tour noire sur case noire f8 · Roi noir sur case noire h8 · Pion noir sur case blanche b7 · Cavalier noir sur case blanche d7 · Dame noire sur case noire g7 · Pion noir sur case blanche a6 · Dame blanche sur case noire d6 · Pion noir sur case blanche g6 · Pion blanc sur case noire a5 · Cavalier blanc sur case blanche d5 · Pion noir sur case noire e5 · Cavalier noir sur case blanche f5 · Pion noir sur case blanche h5 · Pion blanc sur case blanche c4 · Cavalier blanc sur case blanche e4 · Pion blanc sur case noire h4 · Pion blanc sur case noire g3 · Tour blanche sur case noire b2 · Pion blanc sur case noire f2 · Fou blanc sur case blanche g2 · Tour blanche sur case blanche b1 · Roi blanc sur case blanche h1 | Tour noire sur case noire b8 · Fou noir sur case blanche c8 · Tour noire sur case noire f8 · Roi noir sur case noire h8 · Pion noir sur case blanche b7 · Cavalier noir sur case blanche d7 · Dame noire sur case noire g7 · Pion noir sur case blanche a6 · Dame blanche sur case noire d6 · Pion noir sur case blanche g6 · Pion blanc sur case noire a5 · Cavalier blanc sur case blanche d5 · Pion noir sur case noire e5 · Cavalier noir sur case blanche f5 · Pion noir sur case blanche h5 · Pion blanc sur case blanche c4 · Cavalier blanc sur case blanche e4 · Pion blanc sur case noire h4 · Pion blanc sur case noire g3 · Tour blanche sur case noire b2 · Pion blanc sur case noire f2 · Fou blanc sur case blanche g2 · Tour blanche sur case blanche b1 · Roi blanc sur case blanche h1 | Tour noire sur case noire b8 · Fou noir sur case blanche c8 · Tour noire sur case noire f8 · Roi noir sur case noire h8 · Pion noir sur case blanche b7 · Cavalier noir sur case blanche d7 · Dame noire sur case noire g7 · Pion noir sur case blanche a6 · Dame blanche sur case noire d6 · Pion noir sur case blanche g6 · Pion blanc sur case noire a5 · Cavalier blanc sur case blanche d5 · Pion noir sur case noire e5 · Cavalier noir sur case blanche f5 · Pion noir sur case blanche h5 · Pion blanc sur case blanche c4 · Cavalier blanc sur case blanche e4 · Pion blanc sur case noire h4 · Pion blanc sur case noire g3 · Tour blanche sur case noire b2 · Pion blanc sur case noire f2 · Fou blanc sur case blanche g2 · Tour blanche sur case blanche b1 · Roi blanc sur case blanche h1 | Tour noire sur case noire b8 · Fou noir sur case blanche c8 · Tour noire sur case noire f8 · Roi noir sur case noire h8 · Pion noir sur case blanche b7 · Cavalier noir sur case blanche d7 · Dame noire sur case noire g7 · Pion noir sur case blanche a6 · Dame blanche sur case noire d6 · Pion noir sur case blanche g6 · Pion blanc sur case noire a5 · Cavalier blanc sur case blanche d5 · Pion noir sur case noire e5 · Cavalier noir sur case blanche f5 · Pion noir sur case blanche h5 · Pion blanc sur case blanche c4 · Cavalier blanc sur case blanche e4 · Pion blanc sur case noire h4 · Pion blanc sur case noire g3 · Tour blanche sur case noire b2 · Pion blanc sur case noire f2 · Fou blanc sur case blanche g2 · Tour blanche sur case blanche b1 · Roi blanc sur case blanche h1 | 1 |
|   | a | b | c | d | e | f | g | h |   |

Cette partie provient du  tournoi des candidats de 1956 (joué à Amsterdam). Petrossian, ayant les Blancs, avait un net avantage d'espace et de mobilité, les Noirs pouvant à peine bouger : tandis que Petrossian renforçait lentement sa position, les sept derniers coups de Bronstein avec les Noirs avaient été des déplacements de cavalier apparemment sans but. Il venait cependant de jouer  ...Cdf5, menaçant la dame blanche. Petrossian aurait aisément pu conserver son avantage positionnel en jouant par exemple  36.Dc7, mais négligeant la menace,  il joua 36.Cg5?? et abandonna après 36...Cxd6.

### Étienne Bacrot contre Ernesto Inarkiev
|   | a | b | c | d | e | f | g | h |   |
| 8 | Tour noire sur case noire f8 · Cavalier noir sur case blanche g8 · Tour noire sur case noire h8 · Pion noir sur case blanche b7 · Roi noir sur case noire g7 · Pion noir sur case blanche a6 · Pion noir sur case blanche c6 · Pion noir sur case noire d6 · Pion noir sur case noire h6 · Dame noire sur case blanche f5 · Pion noir sur case noire g5 · Pion blanc sur case noire d4 · Cavalier blanc sur case blanche f3 · Pion blanc sur case blanche h3 · Pion blanc sur case blanche a2 · Pion blanc sur case noire b2 · Pion blanc sur case blanche c2 · Dame blanche sur case blanche e2 · Pion blanc sur case noire f2 · Pion blanc sur case blanche g2 · Tour blanche sur case noire a1 · Fou blanc sur case noire c1 · Roi blanc sur case noire g1 | Tour noire sur case noire f8 · Cavalier noir sur case blanche g8 · Tour noire sur case noire h8 · Pion noir sur case blanche b7 · Roi noir sur case noire g7 · Pion noir sur case blanche a6 · Pion noir sur case blanche c6 · Pion noir sur case noire d6 · Pion noir sur case noire h6 · Dame noire sur case blanche f5 · Pion noir sur case noire g5 · Pion blanc sur case noire d4 · Cavalier blanc sur case blanche f3 · Pion blanc sur case blanche h3 · Pion blanc sur case blanche a2 · Pion blanc sur case noire b2 · Pion blanc sur case blanche c2 · Dame blanche sur case blanche e2 · Pion blanc sur case noire f2 · Pion blanc sur case blanche g2 · Tour blanche sur case noire a1 · Fou blanc sur case noire c1 · Roi blanc sur case noire g1 | Tour noire sur case noire f8 · Cavalier noir sur case blanche g8 · Tour noire sur case noire h8 · Pion noir sur case blanche b7 · Roi noir sur case noire g7 · Pion noir sur case blanche a6 · Pion noir sur case blanche c6 · Pion noir sur case noire d6 · Pion noir sur case noire h6 · Dame noire sur case blanche f5 · Pion noir sur case noire g5 · Pion blanc sur case noire d4 · Cavalier blanc sur case blanche f3 · Pion blanc sur case blanche h3 · Pion blanc sur case blanche a2 · Pion blanc sur case noire b2 · Pion blanc sur case blanche c2 · Dame blanche sur case blanche e2 · Pion blanc sur case noire f2 · Pion blanc sur case blanche g2 · Tour blanche sur case noire a1 · Fou blanc sur case noire c1 · Roi blanc sur case noire g1 | Tour noire sur case noire f8 · Cavalier noir sur case blanche g8 · Tour noire sur case noire h8 · Pion noir sur case blanche b7 · Roi noir sur case noire g7 · Pion noir sur case blanche a6 · Pion noir sur case blanche c6 · Pion noir sur case noire d6 · Pion noir sur case noire h6 · Dame noire sur case blanche f5 · Pion noir sur case noire g5 · Pion blanc sur case noire d4 · Cavalier blanc sur case blanche f3 · Pion blanc sur case blanche h3 · Pion blanc sur case blanche a2 · Pion blanc sur case noire b2 · Pion blanc sur case blanche c2 · Dame blanche sur case blanche e2 · Pion blanc sur case noire f2 · Pion blanc sur case blanche g2 · Tour blanche sur case noire a1 · Fou blanc sur case noire c1 · Roi blanc sur case noire g1 | Tour noire sur case noire f8 · Cavalier noir sur case blanche g8 · Tour noire sur case noire h8 · Pion noir sur case blanche b7 · Roi noir sur case noire g7 · Pion noir sur case blanche a6 · Pion noir sur case blanche c6 · Pion noir sur case noire d6 · Pion noir sur case noire h6 · Dame noire sur case blanche f5 · Pion noir sur case noire g5 · Pion blanc sur case noire d4 · Cavalier blanc sur case blanche f3 · Pion blanc sur case blanche h3 · Pion blanc sur case blanche a2 · Pion blanc sur case noire b2 · Pion blanc sur case blanche c2 · Dame blanche sur case blanche e2 · Pion blanc sur case noire f2 · Pion blanc sur case blanche g2 · Tour blanche sur case noire a1 · Fou blanc sur case noire c1 · Roi blanc sur case noire g1 | Tour noire sur case noire f8 · Cavalier noir sur case blanche g8 · Tour noire sur case noire h8 · Pion noir sur case blanche b7 · Roi noir sur case noire g7 · Pion noir sur case blanche a6 · Pion noir sur case blanche c6 · Pion noir sur case noire d6 · Pion noir sur case noire h6 · Dame noire sur case blanche f5 · Pion noir sur case noire g5 · Pion blanc sur case noire d4 · Cavalier blanc sur case blanche f3 · Pion blanc sur case blanche h3 · Pion blanc sur case blanche a2 · Pion blanc sur case noire b2 · Pion blanc sur case blanche c2 · Dame blanche sur case blanche e2 · Pion blanc sur case noire f2 · Pion blanc sur case blanche g2 · Tour blanche sur case noire a1 · Fou blanc sur case noire c1 · Roi blanc sur case noire g1 | Tour noire sur case noire f8 · Cavalier noir sur case blanche g8 · Tour noire sur case noire h8 · Pion noir sur case blanche b7 · Roi noir sur case noire g7 · Pion noir sur case blanche a6 · Pion noir sur case blanche c6 · Pion noir sur case noire d6 · Pion noir sur case noire h6 · Dame noire sur case blanche f5 · Pion noir sur case noire g5 · Pion blanc sur case noire d4 · Cavalier blanc sur case blanche f3 · Pion blanc sur case blanche h3 · Pion blanc sur case blanche a2 · Pion blanc sur case noire b2 · Pion blanc sur case blanche c2 · Dame blanche sur case blanche e2 · Pion blanc sur case noire f2 · Pion blanc sur case blanche g2 · Tour blanche sur case noire a1 · Fou blanc sur case noire c1 · Roi blanc sur case noire g1 | Tour noire sur case noire f8 · Cavalier noir sur case blanche g8 · Tour noire sur case noire h8 · Pion noir sur case blanche b7 · Roi noir sur case noire g7 · Pion noir sur case blanche a6 · Pion noir sur case blanche c6 · Pion noir sur case noire d6 · Pion noir sur case noire h6 · Dame noire sur case blanche f5 · Pion noir sur case noire g5 · Pion blanc sur case noire d4 · Cavalier blanc sur case blanche f3 · Pion blanc sur case blanche h3 · Pion blanc sur case blanche a2 · Pion blanc sur case noire b2 · Pion blanc sur case blanche c2 · Dame blanche sur case blanche e2 · Pion blanc sur case noire f2 · Pion blanc sur case blanche g2 · Tour blanche sur case noire a1 · Fou blanc sur case noire c1 · Roi blanc sur case noire g1 | 8 |
| 7 | Tour noire sur case noire f8 · Cavalier noir sur case blanche g8 · Tour noire sur case noire h8 · Pion noir sur case blanche b7 · Roi noir sur case noire g7 · Pion noir sur case blanche a6 · Pion noir sur case blanche c6 · Pion noir sur case noire d6 · Pion noir sur case noire h6 · Dame noire sur case blanche f5 · Pion noir sur case noire g5 · Pion blanc sur case noire d4 · Cavalier blanc sur case blanche f3 · Pion blanc sur case blanche h3 · Pion blanc sur case blanche a2 · Pion blanc sur case noire b2 · Pion blanc sur case blanche c2 · Dame blanche sur case blanche e2 · Pion blanc sur case noire f2 · Pion blanc sur case blanche g2 · Tour blanche sur case noire a1 · Fou blanc sur case noire c1 · Roi blanc sur case noire g1 | Tour noire sur case noire f8 · Cavalier noir sur case blanche g8 · Tour noire sur case noire h8 · Pion noir sur case blanche b7 · Roi noir sur case noire g7 · Pion noir sur case blanche a6 · Pion noir sur case blanche c6 · Pion noir sur case noire d6 · Pion noir sur case noire h6 · Dame noire sur case blanche f5 · Pion noir sur case noire g5 · Pion blanc sur case noire d4 · Cavalier blanc sur case blanche f3 · Pion blanc sur case blanche h3 · Pion blanc sur case blanche a2 · Pion blanc sur case noire b2 · Pion blanc sur case blanche c2 · Dame blanche sur case blanche e2 · Pion blanc sur case noire f2 · Pion blanc sur case blanche g2 · Tour blanche sur case noire a1 · Fou blanc sur case noire c1 · Roi blanc sur case noire g1 | Tour noire sur case noire f8 · Cavalier noir sur case blanche g8 · Tour noire sur case noire h8 · Pion noir sur case blanche b7 · Roi noir sur case noire g7 · Pion noir sur case blanche a6 · Pion noir sur case blanche c6 · Pion noir sur case noire d6 · Pion noir sur case noire h6 · Dame noire sur case blanche f5 · Pion noir sur case noire g5 · Pion blanc sur case noire d4 · Cavalier blanc sur case blanche f3 · Pion blanc sur case blanche h3 · Pion blanc sur case blanche a2 · Pion blanc sur case noire b2 · Pion blanc sur case blanche c2 · Dame blanche sur case blanche e2 · Pion blanc sur case noire f2 · Pion blanc sur case blanche g2 · Tour blanche sur case noire a1 · Fou blanc sur case noire c1 · Roi blanc sur case noire g1 | Tour noire sur case noire f8 · Cavalier noir sur case blanche g8 · Tour noire sur case noire h8 · Pion noir sur case blanche b7 · Roi noir sur case noire g7 · Pion noir sur case blanche a6 · Pion noir sur case blanche c6 · Pion noir sur case noire d6 · Pion noir sur case noire h6 · Dame noire sur case blanche f5 · Pion noir sur case noire g5 · Pion blanc sur case noire d4 · Cavalier blanc sur case blanche f3 · Pion blanc sur case blanche h3 · Pion blanc sur case blanche a2 · Pion blanc sur case noire b2 · Pion blanc sur case blanche c2 · Dame blanche sur case blanche e2 · Pion blanc sur case noire f2 · Pion blanc sur case blanche g2 · Tour blanche sur case noire a1 · Fou blanc sur case noire c1 · Roi blanc sur case noire g1 | Tour noire sur case noire f8 · Cavalier noir sur case blanche g8 · Tour noire sur case noire h8 · Pion noir sur case blanche b7 · Roi noir sur case noire g7 · Pion noir sur case blanche a6 · Pion noir sur case blanche c6 · Pion noir sur case noire d6 · Pion noir sur case noire h6 · Dame noire sur case blanche f5 · Pion noir sur case noire g5 · Pion blanc sur case noire d4 · Cavalier blanc sur case blanche f3 · Pion blanc sur case blanche h3 · Pion blanc sur case blanche a2 · Pion blanc sur case noire b2 · Pion blanc sur case blanche c2 · Dame blanche sur case blanche e2 · Pion blanc sur case noire f2 · Pion blanc sur case blanche g2 · Tour blanche sur case noire a1 · Fou blanc sur case noire c1 · Roi blanc sur case noire g1 | Tour noire sur case noire f8 · Cavalier noir sur case blanche g8 · Tour noire sur case noire h8 · Pion noir sur case blanche b7 · Roi noir sur case noire g7 · Pion noir sur case blanche a6 · Pion noir sur case blanche c6 · Pion noir sur case noire d6 · Pion noir sur case noire h6 · Dame noire sur case blanche f5 · Pion noir sur case noire g5 · Pion blanc sur case noire d4 · Cavalier blanc sur case blanche f3 · Pion blanc sur case blanche h3 · Pion blanc sur case blanche a2 · Pion blanc sur case noire b2 · Pion blanc sur case blanche c2 · Dame blanche sur case blanche e2 · Pion blanc sur case noire f2 · Pion blanc sur case blanche g2 · Tour blanche sur case noire a1 · Fou blanc sur case noire c1 · Roi blanc sur case noire g1 | Tour noire sur case noire f8 · Cavalier noir sur case blanche g8 · Tour noire sur case noire h8 · Pion noir sur case blanche b7 · Roi noir sur case noire g7 · Pion noir sur case blanche a6 · Pion noir sur case blanche c6 · Pion noir sur case noire d6 · Pion noir sur case noire h6 · Dame noire sur case blanche f5 · Pion noir sur case noire g5 · Pion blanc sur case noire d4 · Cavalier blanc sur case blanche f3 · Pion blanc sur case blanche h3 · Pion blanc sur case blanche a2 · Pion blanc sur case noire b2 · Pion blanc sur case blanche c2 · Dame blanche sur case blanche e2 · Pion blanc sur case noire f2 · Pion blanc sur case blanche g2 · Tour blanche sur case noire a1 · Fou blanc sur case noire c1 · Roi blanc sur case noire g1 | Tour noire sur case noire f8 · Cavalier noir sur case blanche g8 · Tour noire sur case noire h8 · Pion noir sur case blanche b7 · Roi noir sur case noire g7 · Pion noir sur case blanche a6 · Pion noir sur case blanche c6 · Pion noir sur case noire d6 · Pion noir sur case noire h6 · Dame noire sur case blanche f5 · Pion noir sur case noire g5 · Pion blanc sur case noire d4 · Cavalier blanc sur case blanche f3 · Pion blanc sur case blanche h3 · Pion blanc sur case blanche a2 · Pion blanc sur case noire b2 · Pion blanc sur case blanche c2 · Dame blanche sur case blanche e2 · Pion blanc sur case noire f2 · Pion blanc sur case blanche g2 · Tour blanche sur case noire a1 · Fou blanc sur case noire c1 · Roi blanc sur case noire g1 | 7 |
| 6 | Tour noire sur case noire f8 · Cavalier noir sur case blanche g8 · Tour noire sur case noire h8 · Pion noir sur case blanche b7 · Roi noir sur case noire g7 · Pion noir sur case blanche a6 · Pion noir sur case blanche c6 · Pion noir sur case noire d6 · Pion noir sur case noire h6 · Dame noire sur case blanche f5 · Pion noir sur case noire g5 · Pion blanc sur case noire d4 · Cavalier blanc sur case blanche f3 · Pion blanc sur case blanche h3 · Pion blanc sur case blanche a2 · Pion blanc sur case noire b2 · Pion blanc sur case blanche c2 · Dame blanche sur case blanche e2 · Pion blanc sur case noire f2 · Pion blanc sur case blanche g2 · Tour blanche sur case noire a1 · Fou blanc sur case noire c1 · Roi blanc sur case noire g1 | Tour noire sur case noire f8 · Cavalier noir sur case blanche g8 · Tour noire sur case noire h8 · Pion noir sur case blanche b7 · Roi noir sur case noire g7 · Pion noir sur case blanche a6 · Pion noir sur case blanche c6 · Pion noir sur case noire d6 · Pion noir sur case noire h6 · Dame noire sur case blanche f5 · Pion noir sur case noire g5 · Pion blanc sur case noire d4 · Cavalier blanc sur case blanche f3 · Pion blanc sur case blanche h3 · Pion blanc sur case blanche a2 · Pion blanc sur case noire b2 · Pion blanc sur case blanche c2 · Dame blanche sur case blanche e2 · Pion blanc sur case noire f2 · Pion blanc sur case blanche g2 · Tour blanche sur case noire a1 · Fou blanc sur case noire c1 · Roi blanc sur case noire g1 | Tour noire sur case noire f8 · Cavalier noir sur case blanche g8 · Tour noire sur case noire h8 · Pion noir sur case blanche b7 · Roi noir sur case noire g7 · Pion noir sur case blanche a6 · Pion noir sur case blanche c6 · Pion noir sur case noire d6 · Pion noir sur case noire h6 · Dame noire sur case blanche f5 · Pion noir sur case noire g5 · Pion blanc sur case noire d4 · Cavalier blanc sur case blanche f3 · Pion blanc sur case blanche h3 · Pion blanc sur case blanche a2 · Pion blanc sur case noire b2 · Pion blanc sur case blanche c2 · Dame blanche sur case blanche e2 · Pion blanc sur case noire f2 · Pion blanc sur case blanche g2 · Tour blanche sur case noire a1 · Fou blanc sur case noire c1 · Roi blanc sur case noire g1 | Tour noire sur case noire f8 · Cavalier noir sur case blanche g8 · Tour noire sur case noire h8 · Pion noir sur case blanche b7 · Roi noir sur case noire g7 · Pion noir sur case blanche a6 · Pion noir sur case blanche c6 · Pion noir sur case noire d6 · Pion noir sur case noire h6 · Dame noire sur case blanche f5 · Pion noir sur case noire g5 · Pion blanc sur case noire d4 · Cavalier blanc sur case blanche f3 · Pion blanc sur case blanche h3 · Pion blanc sur case blanche a2 · Pion blanc sur case noire b2 · Pion blanc sur case blanche c2 · Dame blanche sur case blanche e2 · Pion blanc sur case noire f2 · Pion blanc sur case blanche g2 · Tour blanche sur case noire a1 · Fou blanc sur case noire c1 · Roi blanc sur case noire g1 | Tour noire sur case noire f8 · Cavalier noir sur case blanche g8 · Tour noire sur case noire h8 · Pion noir sur case blanche b7 · Roi noir sur case noire g7 · Pion noir sur case blanche a6 · Pion noir sur case blanche c6 · Pion noir sur case noire d6 · Pion noir sur case noire h6 · Dame noire sur case blanche f5 · Pion noir sur case noire g5 · Pion blanc sur case noire d4 · Cavalier blanc sur case blanche f3 · Pion blanc sur case blanche h3 · Pion blanc sur case blanche a2 · Pion blanc sur case noire b2 · Pion blanc sur case blanche c2 · Dame blanche sur case blanche e2 · Pion blanc sur case noire f2 · Pion blanc sur case blanche g2 · Tour blanche sur case noire a1 · Fou blanc sur case noire c1 · Roi blanc sur case noire g1 | Tour noire sur case noire f8 · Cavalier noir sur case blanche g8 · Tour noire sur case noire h8 · Pion noir sur case blanche b7 · Roi noir sur case noire g7 · Pion noir sur case blanche a6 · Pion noir sur case blanche c6 · Pion noir sur case noire d6 · Pion noir sur case noire h6 · Dame noire sur case blanche f5 · Pion noir sur case noire g5 · Pion blanc sur case noire d4 · Cavalier blanc sur case blanche f3 · Pion blanc sur case blanche h3 · Pion blanc sur case blanche a2 · Pion blanc sur case noire b2 · Pion blanc sur case blanche c2 · Dame blanche sur case blanche e2 · Pion blanc sur case noire f2 · Pion blanc sur case blanche g2 · Tour blanche sur case noire a1 · Fou blanc sur case noire c1 · Roi blanc sur case noire g1 | Tour noire sur case noire f8 · Cavalier noir sur case blanche g8 · Tour noire sur case noire h8 · Pion noir sur case blanche b7 · Roi noir sur case noire g7 · Pion noir sur case blanche a6 · Pion noir sur case blanche c6 · Pion noir sur case noire d6 · Pion noir sur case noire h6 · Dame noire sur case blanche f5 · Pion noir sur case noire g5 · Pion blanc sur case noire d4 · Cavalier blanc sur case blanche f3 · Pion blanc sur case blanche h3 · Pion blanc sur case blanche a2 · Pion blanc sur case noire b2 · Pion blanc sur case blanche c2 · Dame blanche sur case blanche e2 · Pion blanc sur case noire f2 · Pion blanc sur case blanche g2 · Tour blanche sur case noire a1 · Fou blanc sur case noire c1 · Roi blanc sur case noire g1 | Tour noire sur case noire f8 · Cavalier noir sur case blanche g8 · Tour noire sur case noire h8 · Pion noir sur case blanche b7 · Roi noir sur case noire g7 · Pion noir sur case blanche a6 · Pion noir sur case blanche c6 · Pion noir sur case noire d6 · Pion noir sur case noire h6 · Dame noire sur case blanche f5 · Pion noir sur case noire g5 · Pion blanc sur case noire d4 · Cavalier blanc sur case blanche f3 · Pion blanc sur case blanche h3 · Pion blanc sur case blanche a2 · Pion blanc sur case noire b2 · Pion blanc sur case blanche c2 · Dame blanche sur case blanche e2 · Pion blanc sur case noire f2 · Pion blanc sur case blanche g2 · Tour blanche sur case noire a1 · Fou blanc sur case noire c1 · Roi blanc sur case noire g1 | 6 |
| 5 | Tour noire sur case noire f8 · Cavalier noir sur case blanche g8 · Tour noire sur case noire h8 · Pion noir sur case blanche b7 · Roi noir sur case noire g7 · Pion noir sur case blanche a6 · Pion noir sur case blanche c6 · Pion noir sur case noire d6 · Pion noir sur case noire h6 · Dame noire sur case blanche f5 · Pion noir sur case noire g5 · Pion blanc sur case noire d4 · Cavalier blanc sur case blanche f3 · Pion blanc sur case blanche h3 · Pion blanc sur case blanche a2 · Pion blanc sur case noire b2 · Pion blanc sur case blanche c2 · Dame blanche sur case blanche e2 · Pion blanc sur case noire f2 · Pion blanc sur case blanche g2 · Tour blanche sur case noire a1 · Fou blanc sur case noire c1 · Roi blanc sur case noire g1 | Tour noire sur case noire f8 · Cavalier noir sur case blanche g8 · Tour noire sur case noire h8 · Pion noir sur case blanche b7 · Roi noir sur case noire g7 · Pion noir sur case blanche a6 · Pion noir sur case blanche c6 · Pion noir sur case noire d6 · Pion noir sur case noire h6 · Dame noire sur case blanche f5 · Pion noir sur case noire g5 · Pion blanc sur case noire d4 · Cavalier blanc sur case blanche f3 · Pion blanc sur case blanche h3 · Pion blanc sur case blanche a2 · Pion blanc sur case noire b2 · Pion blanc sur case blanche c2 · Dame blanche sur case blanche e2 · Pion blanc sur case noire f2 · Pion blanc sur case blanche g2 · Tour blanche sur case noire a1 · Fou blanc sur case noire c1 · Roi blanc sur case noire g1 | Tour noire sur case noire f8 · Cavalier noir sur case blanche g8 · Tour noire sur case noire h8 · Pion noir sur case blanche b7 · Roi noir sur case noire g7 · Pion noir sur case blanche a6 · Pion noir sur case blanche c6 · Pion noir sur case noire d6 · Pion noir sur case noire h6 · Dame noire sur case blanche f5 · Pion noir sur case noire g5 · Pion blanc sur case noire d4 · Cavalier blanc sur case blanche f3 · Pion blanc sur case blanche h3 · Pion blanc sur case blanche a2 · Pion blanc sur case noire b2 · Pion blanc sur case blanche c2 · Dame blanche sur case blanche e2 · Pion blanc sur case noire f2 · Pion blanc sur case blanche g2 · Tour blanche sur case noire a1 · Fou blanc sur case noire c1 · Roi blanc sur case noire g1 | Tour noire sur case noire f8 · Cavalier noir sur case blanche g8 · Tour noire sur case noire h8 · Pion noir sur case blanche b7 · Roi noir sur case noire g7 · Pion noir sur case blanche a6 · Pion noir sur case blanche c6 · Pion noir sur case noire d6 · Pion noir sur case noire h6 · Dame noire sur case blanche f5 · Pion noir sur case noire g5 · Pion blanc sur case noire d4 · Cavalier blanc sur case blanche f3 · Pion blanc sur case blanche h3 · Pion blanc sur case blanche a2 · Pion blanc sur case noire b2 · Pion blanc sur case blanche c2 · Dame blanche sur case blanche e2 · Pion blanc sur case noire f2 · Pion blanc sur case blanche g2 · Tour blanche sur case noire a1 · Fou blanc sur case noire c1 · Roi blanc sur case noire g1 | Tour noire sur case noire f8 · Cavalier noir sur case blanche g8 · Tour noire sur case noire h8 · Pion noir sur case blanche b7 · Roi noir sur case noire g7 · Pion noir sur case blanche a6 · Pion noir sur case blanche c6 · Pion noir sur case noire d6 · Pion noir sur case noire h6 · Dame noire sur case blanche f5 · Pion noir sur case noire g5 · Pion blanc sur case noire d4 · Cavalier blanc sur case blanche f3 · Pion blanc sur case blanche h3 · Pion blanc sur case blanche a2 · Pion blanc sur case noire b2 · Pion blanc sur case blanche c2 · Dame blanche sur case blanche e2 · Pion blanc sur case noire f2 · Pion blanc sur case blanche g2 · Tour blanche sur case noire a1 · Fou blanc sur case noire c1 · Roi blanc sur case noire g1 | Tour noire sur case noire f8 · Cavalier noir sur case blanche g8 · Tour noire sur case noire h8 · Pion noir sur case blanche b7 · Roi noir sur case noire g7 · Pion noir sur case blanche a6 · Pion noir sur case blanche c6 · Pion noir sur case noire d6 · Pion noir sur case noire h6 · Dame noire sur case blanche f5 · Pion noir sur case noire g5 · Pion blanc sur case noire d4 · Cavalier blanc sur case blanche f3 · Pion blanc sur case blanche h3 · Pion blanc sur case blanche a2 · Pion blanc sur case noire b2 · Pion blanc sur case blanche c2 · Dame blanche sur case blanche e2 · Pion blanc sur case noire f2 · Pion blanc sur case blanche g2 · Tour blanche sur case noire a1 · Fou blanc sur case noire c1 · Roi blanc sur case noire g1 | Tour noire sur case noire f8 · Cavalier noir sur case blanche g8 · Tour noire sur case noire h8 · Pion noir sur case blanche b7 · Roi noir sur case noire g7 · Pion noir sur case blanche a6 · Pion noir sur case blanche c6 · Pion noir sur case noire d6 · Pion noir sur case noire h6 · Dame noire sur case blanche f5 · Pion noir sur case noire g5 · Pion blanc sur case noire d4 · Cavalier blanc sur case blanche f3 · Pion blanc sur case blanche h3 · Pion blanc sur case blanche a2 · Pion blanc sur case noire b2 · Pion blanc sur case blanche c2 · Dame blanche sur case blanche e2 · Pion blanc sur case noire f2 · Pion blanc sur case blanche g2 · Tour blanche sur case noire a1 · Fou blanc sur case noire c1 · Roi blanc sur case noire g1 | Tour noire sur case noire f8 · Cavalier noir sur case blanche g8 · Tour noire sur case noire h8 · Pion noir sur case blanche b7 · Roi noir sur case noire g7 · Pion noir sur case blanche a6 · Pion noir sur case blanche c6 · Pion noir sur case noire d6 · Pion noir sur case noire h6 · Dame noire sur case blanche f5 · Pion noir sur case noire g5 · Pion blanc sur case noire d4 · Cavalier blanc sur case blanche f3 · Pion blanc sur case blanche h3 · Pion blanc sur case blanche a2 · Pion blanc sur case noire b2 · Pion blanc sur case blanche c2 · Dame blanche sur case blanche e2 · Pion blanc sur case noire f2 · Pion blanc sur case blanche g2 · Tour blanche sur case noire a1 · Fou blanc sur case noire c1 · Roi blanc sur case noire g1 | 5 |
| 4 | Tour noire sur case noire f8 · Cavalier noir sur case blanche g8 · Tour noire sur case noire h8 · Pion noir sur case blanche b7 · Roi noir sur case noire g7 · Pion noir sur case blanche a6 · Pion noir sur case blanche c6 · Pion noir sur case noire d6 · Pion noir sur case noire h6 · Dame noire sur case blanche f5 · Pion noir sur case noire g5 · Pion blanc sur case noire d4 · Cavalier blanc sur case blanche f3 · Pion blanc sur case blanche h3 · Pion blanc sur case blanche a2 · Pion blanc sur case noire b2 · Pion blanc sur case blanche c2 · Dame blanche sur case blanche e2 · Pion blanc sur case noire f2 · Pion blanc sur case blanche g2 · Tour blanche sur case noire a1 · Fou blanc sur case noire c1 · Roi blanc sur case noire g1 | Tour noire sur case noire f8 · Cavalier noir sur case blanche g8 · Tour noire sur case noire h8 · Pion noir sur case blanche b7 · Roi noir sur case noire g7 · Pion noir sur case blanche a6 · Pion noir sur case blanche c6 · Pion noir sur case noire d6 · Pion noir sur case noire h6 · Dame noire sur case blanche f5 · Pion noir sur case noire g5 · Pion blanc sur case noire d4 · Cavalier blanc sur case blanche f3 · Pion blanc sur case blanche h3 · Pion blanc sur case blanche a2 · Pion blanc sur case noire b2 · Pion blanc sur case blanche c2 · Dame blanche sur case blanche e2 · Pion blanc sur case noire f2 · Pion blanc sur case blanche g2 · Tour blanche sur case noire a1 · Fou blanc sur case noire c1 · Roi blanc sur case noire g1 | Tour noire sur case noire f8 · Cavalier noir sur case blanche g8 · Tour noire sur case noire h8 · Pion noir sur case blanche b7 · Roi noir sur case noire g7 · Pion noir sur case blanche a6 · Pion noir sur case blanche c6 · Pion noir sur case noire d6 · Pion noir sur case noire h6 · Dame noire sur case blanche f5 · Pion noir sur case noire g5 · Pion blanc sur case noire d4 · Cavalier blanc sur case blanche f3 · Pion blanc sur case blanche h3 · Pion blanc sur case blanche a2 · Pion blanc sur case noire b2 · Pion blanc sur case blanche c2 · Dame blanche sur case blanche e2 · Pion blanc sur case noire f2 · Pion blanc sur case blanche g2 · Tour blanche sur case noire a1 · Fou blanc sur case noire c1 · Roi blanc sur case noire g1 | Tour noire sur case noire f8 · Cavalier noir sur case blanche g8 · Tour noire sur case noire h8 · Pion noir sur case blanche b7 · Roi noir sur case noire g7 · Pion noir sur case blanche a6 · Pion noir sur case blanche c6 · Pion noir sur case noire d6 · Pion noir sur case noire h6 · Dame noire sur case blanche f5 · Pion noir sur case noire g5 · Pion blanc sur case noire d4 · Cavalier blanc sur case blanche f3 · Pion blanc sur case blanche h3 · Pion blanc sur case blanche a2 · Pion blanc sur case noire b2 · Pion blanc sur case blanche c2 · Dame blanche sur case blanche e2 · Pion blanc sur case noire f2 · Pion blanc sur case blanche g2 · Tour blanche sur case noire a1 · Fou blanc sur case noire c1 · Roi blanc sur case noire g1 | Tour noire sur case noire f8 · Cavalier noir sur case blanche g8 · Tour noire sur case noire h8 · Pion noir sur case blanche b7 · Roi noir sur case noire g7 · Pion noir sur case blanche a6 · Pion noir sur case blanche c6 · Pion noir sur case noire d6 · Pion noir sur case noire h6 · Dame noire sur case blanche f5 · Pion noir sur case noire g5 · Pion blanc sur case noire d4 · Cavalier blanc sur case blanche f3 · Pion blanc sur case blanche h3 · Pion blanc sur case blanche a2 · Pion blanc sur case noire b2 · Pion blanc sur case blanche c2 · Dame blanche sur case blanche e2 · Pion blanc sur case noire f2 · Pion blanc sur case blanche g2 · Tour blanche sur case noire a1 · Fou blanc sur case noire c1 · Roi blanc sur case noire g1 | Tour noire sur case noire f8 · Cavalier noir sur case blanche g8 · Tour noire sur case noire h8 · Pion noir sur case blanche b7 · Roi noir sur case noire g7 · Pion noir sur case blanche a6 · Pion noir sur case blanche c6 · Pion noir sur case noire d6 · Pion noir sur case noire h6 · Dame noire sur case blanche f5 · Pion noir sur case noire g5 · Pion blanc sur case noire d4 · Cavalier blanc sur case blanche f3 · Pion blanc sur case blanche h3 · Pion blanc sur case blanche a2 · Pion blanc sur case noire b2 · Pion blanc sur case blanche c2 · Dame blanche sur case blanche e2 · Pion blanc sur case noire f2 · Pion blanc sur case blanche g2 · Tour blanche sur case noire a1 · Fou blanc sur case noire c1 · Roi blanc sur case noire g1 | Tour noire sur case noire f8 · Cavalier noir sur case blanche g8 · Tour noire sur case noire h8 · Pion noir sur case blanche b7 · Roi noir sur case noire g7 · Pion noir sur case blanche a6 · Pion noir sur case blanche c6 · Pion noir sur case noire d6 · Pion noir sur case noire h6 · Dame noire sur case blanche f5 · Pion noir sur case noire g5 · Pion blanc sur case noire d4 · Cavalier blanc sur case blanche f3 · Pion blanc sur case blanche h3 · Pion blanc sur case blanche a2 · Pion blanc sur case noire b2 · Pion blanc sur case blanche c2 · Dame blanche sur case blanche e2 · Pion blanc sur case noire f2 · Pion blanc sur case blanche g2 · Tour blanche sur case noire a1 · Fou blanc sur case noire c1 · Roi blanc sur case noire g1 | Tour noire sur case noire f8 · Cavalier noir sur case blanche g8 · Tour noire sur case noire h8 · Pion noir sur case blanche b7 · Roi noir sur case noire g7 · Pion noir sur case blanche a6 · Pion noir sur case blanche c6 · Pion noir sur case noire d6 · Pion noir sur case noire h6 · Dame noire sur case blanche f5 · Pion noir sur case noire g5 · Pion blanc sur case noire d4 · Cavalier blanc sur case blanche f3 · Pion blanc sur case blanche h3 · Pion blanc sur case blanche a2 · Pion blanc sur case noire b2 · Pion blanc sur case blanche c2 · Dame blanche sur case blanche e2 · Pion blanc sur case noire f2 · Pion blanc sur case blanche g2 · Tour blanche sur case noire a1 · Fou blanc sur case noire c1 · Roi blanc sur case noire g1 | 4 |
| 3 | Tour noire sur case noire f8 · Cavalier noir sur case blanche g8 · Tour noire sur case noire h8 · Pion noir sur case blanche b7 · Roi noir sur case noire g7 · Pion noir sur case blanche a6 · Pion noir sur case blanche c6 · Pion noir sur case noire d6 · Pion noir sur case noire h6 · Dame noire sur case blanche f5 · Pion noir sur case noire g5 · Pion blanc sur case noire d4 · Cavalier blanc sur case blanche f3 · Pion blanc sur case blanche h3 · Pion blanc sur case blanche a2 · Pion blanc sur case noire b2 · Pion blanc sur case blanche c2 · Dame blanche sur case blanche e2 · Pion blanc sur case noire f2 · Pion blanc sur case blanche g2 · Tour blanche sur case noire a1 · Fou blanc sur case noire c1 · Roi blanc sur case noire g1 | Tour noire sur case noire f8 · Cavalier noir sur case blanche g8 · Tour noire sur case noire h8 · Pion noir sur case blanche b7 · Roi noir sur case noire g7 · Pion noir sur case blanche a6 · Pion noir sur case blanche c6 · Pion noir sur case noire d6 · Pion noir sur case noire h6 · Dame noire sur case blanche f5 · Pion noir sur case noire g5 · Pion blanc sur case noire d4 · Cavalier blanc sur case blanche f3 · Pion blanc sur case blanche h3 · Pion blanc sur case blanche a2 · Pion blanc sur case noire b2 · Pion blanc sur case blanche c2 · Dame blanche sur case blanche e2 · Pion blanc sur case noire f2 · Pion blanc sur case blanche g2 · Tour blanche sur case noire a1 · Fou blanc sur case noire c1 · Roi blanc sur case noire g1 | Tour noire sur case noire f8 · Cavalier noir sur case blanche g8 · Tour noire sur case noire h8 · Pion noir sur case blanche b7 · Roi noir sur case noire g7 · Pion noir sur case blanche a6 · Pion noir sur case blanche c6 · Pion noir sur case noire d6 · Pion noir sur case noire h6 · Dame noire sur case blanche f5 · Pion noir sur case noire g5 · Pion blanc sur case noire d4 · Cavalier blanc sur case blanche f3 · Pion blanc sur case blanche h3 · Pion blanc sur case blanche a2 · Pion blanc sur case noire b2 · Pion blanc sur case blanche c2 · Dame blanche sur case blanche e2 · Pion blanc sur case noire f2 · Pion blanc sur case blanche g2 · Tour blanche sur case noire a1 · Fou blanc sur case noire c1 · Roi blanc sur case noire g1 | Tour noire sur case noire f8 · Cavalier noir sur case blanche g8 · Tour noire sur case noire h8 · Pion noir sur case blanche b7 · Roi noir sur case noire g7 · Pion noir sur case blanche a6 · Pion noir sur case blanche c6 · Pion noir sur case noire d6 · Pion noir sur case noire h6 · Dame noire sur case blanche f5 · Pion noir sur case noire g5 · Pion blanc sur case noire d4 · Cavalier blanc sur case blanche f3 · Pion blanc sur case blanche h3 · Pion blanc sur case blanche a2 · Pion blanc sur case noire b2 · Pion blanc sur case blanche c2 · Dame blanche sur case blanche e2 · Pion blanc sur case noire f2 · Pion blanc sur case blanche g2 · Tour blanche sur case noire a1 · Fou blanc sur case noire c1 · Roi blanc sur case noire g1 | Tour noire sur case noire f8 · Cavalier noir sur case blanche g8 · Tour noire sur case noire h8 · Pion noir sur case blanche b7 · Roi noir sur case noire g7 · Pion noir sur case blanche a6 · Pion noir sur case blanche c6 · Pion noir sur case noire d6 · Pion noir sur case noire h6 · Dame noire sur case blanche f5 · Pion noir sur case noire g5 · Pion blanc sur case noire d4 · Cavalier blanc sur case blanche f3 · Pion blanc sur case blanche h3 · Pion blanc sur case blanche a2 · Pion blanc sur case noire b2 · Pion blanc sur case blanche c2 · Dame blanche sur case blanche e2 · Pion blanc sur case noire f2 · Pion blanc sur case blanche g2 · Tour blanche sur case noire a1 · Fou blanc sur case noire c1 · Roi blanc sur case noire g1 | Tour noire sur case noire f8 · Cavalier noir sur case blanche g8 · Tour noire sur case noire h8 · Pion noir sur case blanche b7 · Roi noir sur case noire g7 · Pion noir sur case blanche a6 · Pion noir sur case blanche c6 · Pion noir sur case noire d6 · Pion noir sur case noire h6 · Dame noire sur case blanche f5 · Pion noir sur case noire g5 · Pion blanc sur case noire d4 · Cavalier blanc sur case blanche f3 · Pion blanc sur case blanche h3 · Pion blanc sur case blanche a2 · Pion blanc sur case noire b2 · Pion blanc sur case blanche c2 · Dame blanche sur case blanche e2 · Pion blanc sur case noire f2 · Pion blanc sur case blanche g2 · Tour blanche sur case noire a1 · Fou blanc sur case noire c1 · Roi blanc sur case noire g1 | Tour noire sur case noire f8 · Cavalier noir sur case blanche g8 · Tour noire sur case noire h8 · Pion noir sur case blanche b7 · Roi noir sur case noire g7 · Pion noir sur case blanche a6 · Pion noir sur case blanche c6 · Pion noir sur case noire d6 · Pion noir sur case noire h6 · Dame noire sur case blanche f5 · Pion noir sur case noire g5 · Pion blanc sur case noire d4 · Cavalier blanc sur case blanche f3 · Pion blanc sur case blanche h3 · Pion blanc sur case blanche a2 · Pion blanc sur case noire b2 · Pion blanc sur case blanche c2 · Dame blanche sur case blanche e2 · Pion blanc sur case noire f2 · Pion blanc sur case blanche g2 · Tour blanche sur case noire a1 · Fou blanc sur case noire c1 · Roi blanc sur case noire g1 | Tour noire sur case noire f8 · Cavalier noir sur case blanche g8 · Tour noire sur case noire h8 · Pion noir sur case blanche b7 · Roi noir sur case noire g7 · Pion noir sur case blanche a6 · Pion noir sur case blanche c6 · Pion noir sur case noire d6 · Pion noir sur case noire h6 · Dame noire sur case blanche f5 · Pion noir sur case noire g5 · Pion blanc sur case noire d4 · Cavalier blanc sur case blanche f3 · Pion blanc sur case blanche h3 · Pion blanc sur case blanche a2 · Pion blanc sur case noire b2 · Pion blanc sur case blanche c2 · Dame blanche sur case blanche e2 · Pion blanc sur case noire f2 · Pion blanc sur case blanche g2 · Tour blanche sur case noire a1 · Fou blanc sur case noire c1 · Roi blanc sur case noire g1 | 3 |
| 2 | Tour noire sur case noire f8 · Cavalier noir sur case blanche g8 · Tour noire sur case noire h8 · Pion noir sur case blanche b7 · Roi noir sur case noire g7 · Pion noir sur case blanche a6 · Pion noir sur case blanche c6 · Pion noir sur case noire d6 · Pion noir sur case noire h6 · Dame noire sur case blanche f5 · Pion noir sur case noire g5 · Pion blanc sur case noire d4 · Cavalier blanc sur case blanche f3 · Pion blanc sur case blanche h3 · Pion blanc sur case blanche a2 · Pion blanc sur case noire b2 · Pion blanc sur case blanche c2 · Dame blanche sur case blanche e2 · Pion blanc sur case noire f2 · Pion blanc sur case blanche g2 · Tour blanche sur case noire a1 · Fou blanc sur case noire c1 · Roi blanc sur case noire g1 | Tour noire sur case noire f8 · Cavalier noir sur case blanche g8 · Tour noire sur case noire h8 · Pion noir sur case blanche b7 · Roi noir sur case noire g7 · Pion noir sur case blanche a6 · Pion noir sur case blanche c6 · Pion noir sur case noire d6 · Pion noir sur case noire h6 · Dame noire sur case blanche f5 · Pion noir sur case noire g5 · Pion blanc sur case noire d4 · Cavalier blanc sur case blanche f3 · Pion blanc sur case blanche h3 · Pion blanc sur case blanche a2 · Pion blanc sur case noire b2 · Pion blanc sur case blanche c2 · Dame blanche sur case blanche e2 · Pion blanc sur case noire f2 · Pion blanc sur case blanche g2 · Tour blanche sur case noire a1 · Fou blanc sur case noire c1 · Roi blanc sur case noire g1 | Tour noire sur case noire f8 · Cavalier noir sur case blanche g8 · Tour noire sur case noire h8 · Pion noir sur case blanche b7 · Roi noir sur case noire g7 · Pion noir sur case blanche a6 · Pion noir sur case blanche c6 · Pion noir sur case noire d6 · Pion noir sur case noire h6 · Dame noire sur case blanche f5 · Pion noir sur case noire g5 · Pion blanc sur case noire d4 · Cavalier blanc sur case blanche f3 · Pion blanc sur case blanche h3 · Pion blanc sur case blanche a2 · Pion blanc sur case noire b2 · Pion blanc sur case blanche c2 · Dame blanche sur case blanche e2 · Pion blanc sur case noire f2 · Pion blanc sur case blanche g2 · Tour blanche sur case noire a1 · Fou blanc sur case noire c1 · Roi blanc sur case noire g1 | Tour noire sur case noire f8 · Cavalier noir sur case blanche g8 · Tour noire sur case noire h8 · Pion noir sur case blanche b7 · Roi noir sur case noire g7 · Pion noir sur case blanche a6 · Pion noir sur case blanche c6 · Pion noir sur case noire d6 · Pion noir sur case noire h6 · Dame noire sur case blanche f5 · Pion noir sur case noire g5 · Pion blanc sur case noire d4 · Cavalier blanc sur case blanche f3 · Pion blanc sur case blanche h3 · Pion blanc sur case blanche a2 · Pion blanc sur case noire b2 · Pion blanc sur case blanche c2 · Dame blanche sur case blanche e2 · Pion blanc sur case noire f2 · Pion blanc sur case blanche g2 · Tour blanche sur case noire a1 · Fou blanc sur case noire c1 · Roi blanc sur case noire g1 | Tour noire sur case noire f8 · Cavalier noir sur case blanche g8 · Tour noire sur case noire h8 · Pion noir sur case blanche b7 · Roi noir sur case noire g7 · Pion noir sur case blanche a6 · Pion noir sur case blanche c6 · Pion noir sur case noire d6 · Pion noir sur case noire h6 · Dame noire sur case blanche f5 · Pion noir sur case noire g5 · Pion blanc sur case noire d4 · Cavalier blanc sur case blanche f3 · Pion blanc sur case blanche h3 · Pion blanc sur case blanche a2 · Pion blanc sur case noire b2 · Pion blanc sur case blanche c2 · Dame blanche sur case blanche e2 · Pion blanc sur case noire f2 · Pion blanc sur case blanche g2 · Tour blanche sur case noire a1 · Fou blanc sur case noire c1 · Roi blanc sur case noire g1 | Tour noire sur case noire f8 · Cavalier noir sur case blanche g8 · Tour noire sur case noire h8 · Pion noir sur case blanche b7 · Roi noir sur case noire g7 · Pion noir sur case blanche a6 · Pion noir sur case blanche c6 · Pion noir sur case noire d6 · Pion noir sur case noire h6 · Dame noire sur case blanche f5 · Pion noir sur case noire g5 · Pion blanc sur case noire d4 · Cavalier blanc sur case blanche f3 · Pion blanc sur case blanche h3 · Pion blanc sur case blanche a2 · Pion blanc sur case noire b2 · Pion blanc sur case blanche c2 · Dame blanche sur case blanche e2 · Pion blanc sur case noire f2 · Pion blanc sur case blanche g2 · Tour blanche sur case noire a1 · Fou blanc sur case noire c1 · Roi blanc sur case noire g1 | Tour noire sur case noire f8 · Cavalier noir sur case blanche g8 · Tour noire sur case noire h8 · Pion noir sur case blanche b7 · Roi noir sur case noire g7 · Pion noir sur case blanche a6 · Pion noir sur case blanche c6 · Pion noir sur case noire d6 · Pion noir sur case noire h6 · Dame noire sur case blanche f5 · Pion noir sur case noire g5 · Pion blanc sur case noire d4 · Cavalier blanc sur case blanche f3 · Pion blanc sur case blanche h3 · Pion blanc sur case blanche a2 · Pion blanc sur case noire b2 · Pion blanc sur case blanche c2 · Dame blanche sur case blanche e2 · Pion blanc sur case noire f2 · Pion blanc sur case blanche g2 · Tour blanche sur case noire a1 · Fou blanc sur case noire c1 · Roi blanc sur case noire g1 | Tour noire sur case noire f8 · Cavalier noir sur case blanche g8 · Tour noire sur case noire h8 · Pion noir sur case blanche b7 · Roi noir sur case noire g7 · Pion noir sur case blanche a6 · Pion noir sur case blanche c6 · Pion noir sur case noire d6 · Pion noir sur case noire h6 · Dame noire sur case blanche f5 · Pion noir sur case noire g5 · Pion blanc sur case noire d4 · Cavalier blanc sur case blanche f3 · Pion blanc sur case blanche h3 · Pion blanc sur case blanche a2 · Pion blanc sur case noire b2 · Pion blanc sur case blanche c2 · Dame blanche sur case blanche e2 · Pion blanc sur case noire f2 · Pion blanc sur case blanche g2 · Tour blanche sur case noire a1 · Fou blanc sur case noire c1 · Roi blanc sur case noire g1 | 2 |
| 1 | Tour noire sur case noire f8 · Cavalier noir sur case blanche g8 · Tour noire sur case noire h8 · Pion noir sur case blanche b7 · Roi noir sur case noire g7 · Pion noir sur case blanche a6 · Pion noir sur case blanche c6 · Pion noir sur case noire d6 · Pion noir sur case noire h6 · Dame noire sur case blanche f5 · Pion noir sur case noire g5 · Pion blanc sur case noire d4 · Cavalier blanc sur case blanche f3 · Pion blanc sur case blanche h3 · Pion blanc sur case blanche a2 · Pion blanc sur case noire b2 · Pion blanc sur case blanche c2 · Dame blanche sur case blanche e2 · Pion blanc sur case noire f2 · Pion blanc sur case blanche g2 · Tour blanche sur case noire a1 · Fou blanc sur case noire c1 · Roi blanc sur case noire g1 | Tour noire sur case noire f8 · Cavalier noir sur case blanche g8 · Tour noire sur case noire h8 · Pion noir sur case blanche b7 · Roi noir sur case noire g7 · Pion noir sur case blanche a6 · Pion noir sur case blanche c6 · Pion noir sur case noire d6 · Pion noir sur case noire h6 · Dame noire sur case blanche f5 · Pion noir sur case noire g5 · Pion blanc sur case noire d4 · Cavalier blanc sur case blanche f3 · Pion blanc sur case blanche h3 · Pion blanc sur case blanche a2 · Pion blanc sur case noire b2 · Pion blanc sur case blanche c2 · Dame blanche sur case blanche e2 · Pion blanc sur case noire f2 · Pion blanc sur case blanche g2 · Tour blanche sur case noire a1 · Fou blanc sur case noire c1 · Roi blanc sur case noire g1 | Tour noire sur case noire f8 · Cavalier noir sur case blanche g8 · Tour noire sur case noire h8 · Pion noir sur case blanche b7 · Roi noir sur case noire g7 · Pion noir sur case blanche a6 · Pion noir sur case blanche c6 · Pion noir sur case noire d6 · Pion noir sur case noire h6 · Dame noire sur case blanche f5 · Pion noir sur case noire g5 · Pion blanc sur case noire d4 · Cavalier blanc sur case blanche f3 · Pion blanc sur case blanche h3 · Pion blanc sur case blanche a2 · Pion blanc sur case noire b2 · Pion blanc sur case blanche c2 · Dame blanche sur case blanche e2 · Pion blanc sur case noire f2 · Pion blanc sur case blanche g2 · Tour blanche sur case noire a1 · Fou blanc sur case noire c1 · Roi blanc sur case noire g1 | Tour noire sur case noire f8 · Cavalier noir sur case blanche g8 · Tour noire sur case noire h8 · Pion noir sur case blanche b7 · Roi noir sur case noire g7 · Pion noir sur case blanche a6 · Pion noir sur case blanche c6 · Pion noir sur case noire d6 · Pion noir sur case noire h6 · Dame noire sur case blanche f5 · Pion noir sur case noire g5 · Pion blanc sur case noire d4 · Cavalier blanc sur case blanche f3 · Pion blanc sur case blanche h3 · Pion blanc sur case blanche a2 · Pion blanc sur case noire b2 · Pion blanc sur case blanche c2 · Dame blanche sur case blanche e2 · Pion blanc sur case noire f2 · Pion blanc sur case blanche g2 · Tour blanche sur case noire a1 · Fou blanc sur case noire c1 · Roi blanc sur case noire g1 | Tour noire sur case noire f8 · Cavalier noir sur case blanche g8 · Tour noire sur case noire h8 · Pion noir sur case blanche b7 · Roi noir sur case noire g7 · Pion noir sur case blanche a6 · Pion noir sur case blanche c6 · Pion noir sur case noire d6 · Pion noir sur case noire h6 · Dame noire sur case blanche f5 · Pion noir sur case noire g5 · Pion blanc sur case noire d4 · Cavalier blanc sur case blanche f3 · Pion blanc sur case blanche h3 · Pion blanc sur case blanche a2 · Pion blanc sur case noire b2 · Pion blanc sur case blanche c2 · Dame blanche sur case blanche e2 · Pion blanc sur case noire f2 · Pion blanc sur case blanche g2 · Tour blanche sur case noire a1 · Fou blanc sur case noire c1 · Roi blanc sur case noire g1 | Tour noire sur case noire f8 · Cavalier noir sur case blanche g8 · Tour noire sur case noire h8 · Pion noir sur case blanche b7 · Roi noir sur case noire g7 · Pion noir sur case blanche a6 · Pion noir sur case blanche c6 · Pion noir sur case noire d6 · Pion noir sur case noire h6 · Dame noire sur case blanche f5 · Pion noir sur case noire g5 · Pion blanc sur case noire d4 · Cavalier blanc sur case blanche f3 · Pion blanc sur case blanche h3 · Pion blanc sur case blanche a2 · Pion blanc sur case noire b2 · Pion blanc sur case blanche c2 · Dame blanche sur case blanche e2 · Pion blanc sur case noire f2 · Pion blanc sur case blanche g2 · Tour blanche sur case noire a1 · Fou blanc sur case noire c1 · Roi blanc sur case noire g1 | Tour noire sur case noire f8 · Cavalier noir sur case blanche g8 · Tour noire sur case noire h8 · Pion noir sur case blanche b7 · Roi noir sur case noire g7 · Pion noir sur case blanche a6 · Pion noir sur case blanche c6 · Pion noir sur case noire d6 · Pion noir sur case noire h6 · Dame noire sur case blanche f5 · Pion noir sur case noire g5 · Pion blanc sur case noire d4 · Cavalier blanc sur case blanche f3 · Pion blanc sur case blanche h3 · Pion blanc sur case blanche a2 · Pion blanc sur case noire b2 · Pion blanc sur case blanche c2 · Dame blanche sur case blanche e2 · Pion blanc sur case noire f2 · Pion blanc sur case blanche g2 · Tour blanche sur case noire a1 · Fou blanc sur case noire c1 · Roi blanc sur case noire g1 | Tour noire sur case noire f8 · Cavalier noir sur case blanche g8 · Tour noire sur case noire h8 · Pion noir sur case blanche b7 · Roi noir sur case noire g7 · Pion noir sur case blanche a6 · Pion noir sur case blanche c6 · Pion noir sur case noire d6 · Pion noir sur case noire h6 · Dame noire sur case blanche f5 · Pion noir sur case noire g5 · Pion blanc sur case noire d4 · Cavalier blanc sur case blanche f3 · Pion blanc sur case blanche h3 · Pion blanc sur case blanche a2 · Pion blanc sur case noire b2 · Pion blanc sur case blanche c2 · Dame blanche sur case blanche e2 · Pion blanc sur case noire f2 · Pion blanc sur case blanche g2 · Tour blanche sur case noire a1 · Fou blanc sur case noire c1 · Roi blanc sur case noire g1 | 1 |
|   | a | b | c | d | e | f | g | h |   |

Cette partie fut jouée en 2008 au tournoi de Bakou, faisant partie du  Grand Prix FIDE 2008-2010. À la ronde 11, Étienne Bacrot, ayant les Blancs contre Ernesto Inarkiev, le mit en échec au coup 23 en jouant De7+??. Les deux joueurs notèrent calmement le coup sur leurs feuilles de partie. Bacrot s'aperçut alors que le cavalier noir en g8 pouvait prendre la dame, et abandonna sans attendre.

### Aleksandr Beliavski contre Leif Erlend Johannessen
|   | a | b | c | d | e | f | g | h |   |
| 8 | Pion noir sur case blanche f7 · Roi noir sur case blanche h7 · Pion noir sur case blanche c6 · Pion noir sur case blanche g6 · Pion noir sur case blanche d5 · Pion blanc sur case blanche f5 · Dame blanche sur case noire g5 · Pion noir sur case blanche h5 · Pion blanc sur case noire d4 · Pion blanc sur case noire h4 · Pion blanc sur case noire e3 · Pion blanc sur case blanche f3 · Roi blanc sur case noire g3 · Dame noire sur case blanche b1 | Pion noir sur case blanche f7 · Roi noir sur case blanche h7 · Pion noir sur case blanche c6 · Pion noir sur case blanche g6 · Pion noir sur case blanche d5 · Pion blanc sur case blanche f5 · Dame blanche sur case noire g5 · Pion noir sur case blanche h5 · Pion blanc sur case noire d4 · Pion blanc sur case noire h4 · Pion blanc sur case noire e3 · Pion blanc sur case blanche f3 · Roi blanc sur case noire g3 · Dame noire sur case blanche b1 | Pion noir sur case blanche f7 · Roi noir sur case blanche h7 · Pion noir sur case blanche c6 · Pion noir sur case blanche g6 · Pion noir sur case blanche d5 · Pion blanc sur case blanche f5 · Dame blanche sur case noire g5 · Pion noir sur case blanche h5 · Pion blanc sur case noire d4 · Pion blanc sur case noire h4 · Pion blanc sur case noire e3 · Pion blanc sur case blanche f3 · Roi blanc sur case noire g3 · Dame noire sur case blanche b1 | Pion noir sur case blanche f7 · Roi noir sur case blanche h7 · Pion noir sur case blanche c6 · Pion noir sur case blanche g6 · Pion noir sur case blanche d5 · Pion blanc sur case blanche f5 · Dame blanche sur case noire g5 · Pion noir sur case blanche h5 · Pion blanc sur case noire d4 · Pion blanc sur case noire h4 · Pion blanc sur case noire e3 · Pion blanc sur case blanche f3 · Roi blanc sur case noire g3 · Dame noire sur case blanche b1 | Pion noir sur case blanche f7 · Roi noir sur case blanche h7 · Pion noir sur case blanche c6 · Pion noir sur case blanche g6 · Pion noir sur case blanche d5 · Pion blanc sur case blanche f5 · Dame blanche sur case noire g5 · Pion noir sur case blanche h5 · Pion blanc sur case noire d4 · Pion blanc sur case noire h4 · Pion blanc sur case noire e3 · Pion blanc sur case blanche f3 · Roi blanc sur case noire g3 · Dame noire sur case blanche b1 | Pion noir sur case blanche f7 · Roi noir sur case blanche h7 · Pion noir sur case blanche c6 · Pion noir sur case blanche g6 · Pion noir sur case blanche d5 · Pion blanc sur case blanche f5 · Dame blanche sur case noire g5 · Pion noir sur case blanche h5 · Pion blanc sur case noire d4 · Pion blanc sur case noire h4 · Pion blanc sur case noire e3 · Pion blanc sur case blanche f3 · Roi blanc sur case noire g3 · Dame noire sur case blanche b1 | Pion noir sur case blanche f7 · Roi noir sur case blanche h7 · Pion noir sur case blanche c6 · Pion noir sur case blanche g6 · Pion noir sur case blanche d5 · Pion blanc sur case blanche f5 · Dame blanche sur case noire g5 · Pion noir sur case blanche h5 · Pion blanc sur case noire d4 · Pion blanc sur case noire h4 · Pion blanc sur case noire e3 · Pion blanc sur case blanche f3 · Roi blanc sur case noire g3 · Dame noire sur case blanche b1 | Pion noir sur case blanche f7 · Roi noir sur case blanche h7 · Pion noir sur case blanche c6 · Pion noir sur case blanche g6 · Pion noir sur case blanche d5 · Pion blanc sur case blanche f5 · Dame blanche sur case noire g5 · Pion noir sur case blanche h5 · Pion blanc sur case noire d4 · Pion blanc sur case noire h4 · Pion blanc sur case noire e3 · Pion blanc sur case blanche f3 · Roi blanc sur case noire g3 · Dame noire sur case blanche b1 | 8 |
| 7 | Pion noir sur case blanche f7 · Roi noir sur case blanche h7 · Pion noir sur case blanche c6 · Pion noir sur case blanche g6 · Pion noir sur case blanche d5 · Pion blanc sur case blanche f5 · Dame blanche sur case noire g5 · Pion noir sur case blanche h5 · Pion blanc sur case noire d4 · Pion blanc sur case noire h4 · Pion blanc sur case noire e3 · Pion blanc sur case blanche f3 · Roi blanc sur case noire g3 · Dame noire sur case blanche b1 | Pion noir sur case blanche f7 · Roi noir sur case blanche h7 · Pion noir sur case blanche c6 · Pion noir sur case blanche g6 · Pion noir sur case blanche d5 · Pion blanc sur case blanche f5 · Dame blanche sur case noire g5 · Pion noir sur case blanche h5 · Pion blanc sur case noire d4 · Pion blanc sur case noire h4 · Pion blanc sur case noire e3 · Pion blanc sur case blanche f3 · Roi blanc sur case noire g3 · Dame noire sur case blanche b1 | Pion noir sur case blanche f7 · Roi noir sur case blanche h7 · Pion noir sur case blanche c6 · Pion noir sur case blanche g6 · Pion noir sur case blanche d5 · Pion blanc sur case blanche f5 · Dame blanche sur case noire g5 · Pion noir sur case blanche h5 · Pion blanc sur case noire d4 · Pion blanc sur case noire h4 · Pion blanc sur case noire e3 · Pion blanc sur case blanche f3 · Roi blanc sur case noire g3 · Dame noire sur case blanche b1 | Pion noir sur case blanche f7 · Roi noir sur case blanche h7 · Pion noir sur case blanche c6 · Pion noir sur case blanche g6 · Pion noir sur case blanche d5 · Pion blanc sur case blanche f5 · Dame blanche sur case noire g5 · Pion noir sur case blanche h5 · Pion blanc sur case noire d4 · Pion blanc sur case noire h4 · Pion blanc sur case noire e3 · Pion blanc sur case blanche f3 · Roi blanc sur case noire g3 · Dame noire sur case blanche b1 | Pion noir sur case blanche f7 · Roi noir sur case blanche h7 · Pion noir sur case blanche c6 · Pion noir sur case blanche g6 · Pion noir sur case blanche d5 · Pion blanc sur case blanche f5 · Dame blanche sur case noire g5 · Pion noir sur case blanche h5 · Pion blanc sur case noire d4 · Pion blanc sur case noire h4 · Pion blanc sur case noire e3 · Pion blanc sur case blanche f3 · Roi blanc sur case noire g3 · Dame noire sur case blanche b1 | Pion noir sur case blanche f7 · Roi noir sur case blanche h7 · Pion noir sur case blanche c6 · Pion noir sur case blanche g6 · Pion noir sur case blanche d5 · Pion blanc sur case blanche f5 · Dame blanche sur case noire g5 · Pion noir sur case blanche h5 · Pion blanc sur case noire d4 · Pion blanc sur case noire h4 · Pion blanc sur case noire e3 · Pion blanc sur case blanche f3 · Roi blanc sur case noire g3 · Dame noire sur case blanche b1 | Pion noir sur case blanche f7 · Roi noir sur case blanche h7 · Pion noir sur case blanche c6 · Pion noir sur case blanche g6 · Pion noir sur case blanche d5 · Pion blanc sur case blanche f5 · Dame blanche sur case noire g5 · Pion noir sur case blanche h5 · Pion blanc sur case noire d4 · Pion blanc sur case noire h4 · Pion blanc sur case noire e3 · Pion blanc sur case blanche f3 · Roi blanc sur case noire g3 · Dame noire sur case blanche b1 | Pion noir sur case blanche f7 · Roi noir sur case blanche h7 · Pion noir sur case blanche c6 · Pion noir sur case blanche g6 · Pion noir sur case blanche d5 · Pion blanc sur case blanche f5 · Dame blanche sur case noire g5 · Pion noir sur case blanche h5 · Pion blanc sur case noire d4 · Pion blanc sur case noire h4 · Pion blanc sur case noire e3 · Pion blanc sur case blanche f3 · Roi blanc sur case noire g3 · Dame noire sur case blanche b1 | 7 |
| 6 | Pion noir sur case blanche f7 · Roi noir sur case blanche h7 · Pion noir sur case blanche c6 · Pion noir sur case blanche g6 · Pion noir sur case blanche d5 · Pion blanc sur case blanche f5 · Dame blanche sur case noire g5 · Pion noir sur case blanche h5 · Pion blanc sur case noire d4 · Pion blanc sur case noire h4 · Pion blanc sur case noire e3 · Pion blanc sur case blanche f3 · Roi blanc sur case noire g3 · Dame noire sur case blanche b1 | Pion noir sur case blanche f7 · Roi noir sur case blanche h7 · Pion noir sur case blanche c6 · Pion noir sur case blanche g6 · Pion noir sur case blanche d5 · Pion blanc sur case blanche f5 · Dame blanche sur case noire g5 · Pion noir sur case blanche h5 · Pion blanc sur case noire d4 · Pion blanc sur case noire h4 · Pion blanc sur case noire e3 · Pion blanc sur case blanche f3 · Roi blanc sur case noire g3 · Dame noire sur case blanche b1 | Pion noir sur case blanche f7 · Roi noir sur case blanche h7 · Pion noir sur case blanche c6 · Pion noir sur case blanche g6 · Pion noir sur case blanche d5 · Pion blanc sur case blanche f5 · Dame blanche sur case noire g5 · Pion noir sur case blanche h5 · Pion blanc sur case noire d4 · Pion blanc sur case noire h4 · Pion blanc sur case noire e3 · Pion blanc sur case blanche f3 · Roi blanc sur case noire g3 · Dame noire sur case blanche b1 | Pion noir sur case blanche f7 · Roi noir sur case blanche h7 · Pion noir sur case blanche c6 · Pion noir sur case blanche g6 · Pion noir sur case blanche d5 · Pion blanc sur case blanche f5 · Dame blanche sur case noire g5 · Pion noir sur case blanche h5 · Pion blanc sur case noire d4 · Pion blanc sur case noire h4 · Pion blanc sur case noire e3 · Pion blanc sur case blanche f3 · Roi blanc sur case noire g3 · Dame noire sur case blanche b1 | Pion noir sur case blanche f7 · Roi noir sur case blanche h7 · Pion noir sur case blanche c6 · Pion noir sur case blanche g6 · Pion noir sur case blanche d5 · Pion blanc sur case blanche f5 · Dame blanche sur case noire g5 · Pion noir sur case blanche h5 · Pion blanc sur case noire d4 · Pion blanc sur case noire h4 · Pion blanc sur case noire e3 · Pion blanc sur case blanche f3 · Roi blanc sur case noire g3 · Dame noire sur case blanche b1 | Pion noir sur case blanche f7 · Roi noir sur case blanche h7 · Pion noir sur case blanche c6 · Pion noir sur case blanche g6 · Pion noir sur case blanche d5 · Pion blanc sur case blanche f5 · Dame blanche sur case noire g5 · Pion noir sur case blanche h5 · Pion blanc sur case noire d4 · Pion blanc sur case noire h4 · Pion blanc sur case noire e3 · Pion blanc sur case blanche f3 · Roi blanc sur case noire g3 · Dame noire sur case blanche b1 | Pion noir sur case blanche f7 · Roi noir sur case blanche h7 · Pion noir sur case blanche c6 · Pion noir sur case blanche g6 · Pion noir sur case blanche d5 · Pion blanc sur case blanche f5 · Dame blanche sur case noire g5 · Pion noir sur case blanche h5 · Pion blanc sur case noire d4 · Pion blanc sur case noire h4 · Pion blanc sur case noire e3 · Pion blanc sur case blanche f3 · Roi blanc sur case noire g3 · Dame noire sur case blanche b1 | Pion noir sur case blanche f7 · Roi noir sur case blanche h7 · Pion noir sur case blanche c6 · Pion noir sur case blanche g6 · Pion noir sur case blanche d5 · Pion blanc sur case blanche f5 · Dame blanche sur case noire g5 · Pion noir sur case blanche h5 · Pion blanc sur case noire d4 · Pion blanc sur case noire h4 · Pion blanc sur case noire e3 · Pion blanc sur case blanche f3 · Roi blanc sur case noire g3 · Dame noire sur case blanche b1 | 6 |
| 5 | Pion noir sur case blanche f7 · Roi noir sur case blanche h7 · Pion noir sur case blanche c6 · Pion noir sur case blanche g6 · Pion noir sur case blanche d5 · Pion blanc sur case blanche f5 · Dame blanche sur case noire g5 · Pion noir sur case blanche h5 · Pion blanc sur case noire d4 · Pion blanc sur case noire h4 · Pion blanc sur case noire e3 · Pion blanc sur case blanche f3 · Roi blanc sur case noire g3 · Dame noire sur case blanche b1 | Pion noir sur case blanche f7 · Roi noir sur case blanche h7 · Pion noir sur case blanche c6 · Pion noir sur case blanche g6 · Pion noir sur case blanche d5 · Pion blanc sur case blanche f5 · Dame blanche sur case noire g5 · Pion noir sur case blanche h5 · Pion blanc sur case noire d4 · Pion blanc sur case noire h4 · Pion blanc sur case noire e3 · Pion blanc sur case blanche f3 · Roi blanc sur case noire g3 · Dame noire sur case blanche b1 | Pion noir sur case blanche f7 · Roi noir sur case blanche h7 · Pion noir sur case blanche c6 · Pion noir sur case blanche g6 · Pion noir sur case blanche d5 · Pion blanc sur case blanche f5 · Dame blanche sur case noire g5 · Pion noir sur case blanche h5 · Pion blanc sur case noire d4 · Pion blanc sur case noire h4 · Pion blanc sur case noire e3 · Pion blanc sur case blanche f3 · Roi blanc sur case noire g3 · Dame noire sur case blanche b1 | Pion noir sur case blanche f7 · Roi noir sur case blanche h7 · Pion noir sur case blanche c6 · Pion noir sur case blanche g6 · Pion noir sur case blanche d5 · Pion blanc sur case blanche f5 · Dame blanche sur case noire g5 · Pion noir sur case blanche h5 · Pion blanc sur case noire d4 · Pion blanc sur case noire h4 · Pion blanc sur case noire e3 · Pion blanc sur case blanche f3 · Roi blanc sur case noire g3 · Dame noire sur case blanche b1 | Pion noir sur case blanche f7 · Roi noir sur case blanche h7 · Pion noir sur case blanche c6 · Pion noir sur case blanche g6 · Pion noir sur case blanche d5 · Pion blanc sur case blanche f5 · Dame blanche sur case noire g5 · Pion noir sur case blanche h5 · Pion blanc sur case noire d4 · Pion blanc sur case noire h4 · Pion blanc sur case noire e3 · Pion blanc sur case blanche f3 · Roi blanc sur case noire g3 · Dame noire sur case blanche b1 | Pion noir sur case blanche f7 · Roi noir sur case blanche h7 · Pion noir sur case blanche c6 · Pion noir sur case blanche g6 · Pion noir sur case blanche d5 · Pion blanc sur case blanche f5 · Dame blanche sur case noire g5 · Pion noir sur case blanche h5 · Pion blanc sur case noire d4 · Pion blanc sur case noire h4 · Pion blanc sur case noire e3 · Pion blanc sur case blanche f3 · Roi blanc sur case noire g3 · Dame noire sur case blanche b1 | Pion noir sur case blanche f7 · Roi noir sur case blanche h7 · Pion noir sur case blanche c6 · Pion noir sur case blanche g6 · Pion noir sur case blanche d5 · Pion blanc sur case blanche f5 · Dame blanche sur case noire g5 · Pion noir sur case blanche h5 · Pion blanc sur case noire d4 · Pion blanc sur case noire h4 · Pion blanc sur case noire e3 · Pion blanc sur case blanche f3 · Roi blanc sur case noire g3 · Dame noire sur case blanche b1 | Pion noir sur case blanche f7 · Roi noir sur case blanche h7 · Pion noir sur case blanche c6 · Pion noir sur case blanche g6 · Pion noir sur case blanche d5 · Pion blanc sur case blanche f5 · Dame blanche sur case noire g5 · Pion noir sur case blanche h5 · Pion blanc sur case noire d4 · Pion blanc sur case noire h4 · Pion blanc sur case noire e3 · Pion blanc sur case blanche f3 · Roi blanc sur case noire g3 · Dame noire sur case blanche b1 | 5 |
| 4 | Pion noir sur case blanche f7 · Roi noir sur case blanche h7 · Pion noir sur case blanche c6 · Pion noir sur case blanche g6 · Pion noir sur case blanche d5 · Pion blanc sur case blanche f5 · Dame blanche sur case noire g5 · Pion noir sur case blanche h5 · Pion blanc sur case noire d4 · Pion blanc sur case noire h4 · Pion blanc sur case noire e3 · Pion blanc sur case blanche f3 · Roi blanc sur case noire g3 · Dame noire sur case blanche b1 | Pion noir sur case blanche f7 · Roi noir sur case blanche h7 · Pion noir sur case blanche c6 · Pion noir sur case blanche g6 · Pion noir sur case blanche d5 · Pion blanc sur case blanche f5 · Dame blanche sur case noire g5 · Pion noir sur case blanche h5 · Pion blanc sur case noire d4 · Pion blanc sur case noire h4 · Pion blanc sur case noire e3 · Pion blanc sur case blanche f3 · Roi blanc sur case noire g3 · Dame noire sur case blanche b1 | Pion noir sur case blanche f7 · Roi noir sur case blanche h7 · Pion noir sur case blanche c6 · Pion noir sur case blanche g6 · Pion noir sur case blanche d5 · Pion blanc sur case blanche f5 · Dame blanche sur case noire g5 · Pion noir sur case blanche h5 · Pion blanc sur case noire d4 · Pion blanc sur case noire h4 · Pion blanc sur case noire e3 · Pion blanc sur case blanche f3 · Roi blanc sur case noire g3 · Dame noire sur case blanche b1 | Pion noir sur case blanche f7 · Roi noir sur case blanche h7 · Pion noir sur case blanche c6 · Pion noir sur case blanche g6 · Pion noir sur case blanche d5 · Pion blanc sur case blanche f5 · Dame blanche sur case noire g5 · Pion noir sur case blanche h5 · Pion blanc sur case noire d4 · Pion blanc sur case noire h4 · Pion blanc sur case noire e3 · Pion blanc sur case blanche f3 · Roi blanc sur case noire g3 · Dame noire sur case blanche b1 | Pion noir sur case blanche f7 · Roi noir sur case blanche h7 · Pion noir sur case blanche c6 · Pion noir sur case blanche g6 · Pion noir sur case blanche d5 · Pion blanc sur case blanche f5 · Dame blanche sur case noire g5 · Pion noir sur case blanche h5 · Pion blanc sur case noire d4 · Pion blanc sur case noire h4 · Pion blanc sur case noire e3 · Pion blanc sur case blanche f3 · Roi blanc sur case noire g3 · Dame noire sur case blanche b1 | Pion noir sur case blanche f7 · Roi noir sur case blanche h7 · Pion noir sur case blanche c6 · Pion noir sur case blanche g6 · Pion noir sur case blanche d5 · Pion blanc sur case blanche f5 · Dame blanche sur case noire g5 · Pion noir sur case blanche h5 · Pion blanc sur case noire d4 · Pion blanc sur case noire h4 · Pion blanc sur case noire e3 · Pion blanc sur case blanche f3 · Roi blanc sur case noire g3 · Dame noire sur case blanche b1 | Pion noir sur case blanche f7 · Roi noir sur case blanche h7 · Pion noir sur case blanche c6 · Pion noir sur case blanche g6 · Pion noir sur case blanche d5 · Pion blanc sur case blanche f5 · Dame blanche sur case noire g5 · Pion noir sur case blanche h5 · Pion blanc sur case noire d4 · Pion blanc sur case noire h4 · Pion blanc sur case noire e3 · Pion blanc sur case blanche f3 · Roi blanc sur case noire g3 · Dame noire sur case blanche b1 | Pion noir sur case blanche f7 · Roi noir sur case blanche h7 · Pion noir sur case blanche c6 · Pion noir sur case blanche g6 · Pion noir sur case blanche d5 · Pion blanc sur case blanche f5 · Dame blanche sur case noire g5 · Pion noir sur case blanche h5 · Pion blanc sur case noire d4 · Pion blanc sur case noire h4 · Pion blanc sur case noire e3 · Pion blanc sur case blanche f3 · Roi blanc sur case noire g3 · Dame noire sur case blanche b1 | 4 |
| 3 | Pion noir sur case blanche f7 · Roi noir sur case blanche h7 · Pion noir sur case blanche c6 · Pion noir sur case blanche g6 · Pion noir sur case blanche d5 · Pion blanc sur case blanche f5 · Dame blanche sur case noire g5 · Pion noir sur case blanche h5 · Pion blanc sur case noire d4 · Pion blanc sur case noire h4 · Pion blanc sur case noire e3 · Pion blanc sur case blanche f3 · Roi blanc sur case noire g3 · Dame noire sur case blanche b1 | Pion noir sur case blanche f7 · Roi noir sur case blanche h7 · Pion noir sur case blanche c6 · Pion noir sur case blanche g6 · Pion noir sur case blanche d5 · Pion blanc sur case blanche f5 · Dame blanche sur case noire g5 · Pion noir sur case blanche h5 · Pion blanc sur case noire d4 · Pion blanc sur case noire h4 · Pion blanc sur case noire e3 · Pion blanc sur case blanche f3 · Roi blanc sur case noire g3 · Dame noire sur case blanche b1 | Pion noir sur case blanche f7 · Roi noir sur case blanche h7 · Pion noir sur case blanche c6 · Pion noir sur case blanche g6 · Pion noir sur case blanche d5 · Pion blanc sur case blanche f5 · Dame blanche sur case noire g5 · Pion noir sur case blanche h5 · Pion blanc sur case noire d4 · Pion blanc sur case noire h4 · Pion blanc sur case noire e3 · Pion blanc sur case blanche f3 · Roi blanc sur case noire g3 · Dame noire sur case blanche b1 | Pion noir sur case blanche f7 · Roi noir sur case blanche h7 · Pion noir sur case blanche c6 · Pion noir sur case blanche g6 · Pion noir sur case blanche d5 · Pion blanc sur case blanche f5 · Dame blanche sur case noire g5 · Pion noir sur case blanche h5 · Pion blanc sur case noire d4 · Pion blanc sur case noire h4 · Pion blanc sur case noire e3 · Pion blanc sur case blanche f3 · Roi blanc sur case noire g3 · Dame noire sur case blanche b1 | Pion noir sur case blanche f7 · Roi noir sur case blanche h7 · Pion noir sur case blanche c6 · Pion noir sur case blanche g6 · Pion noir sur case blanche d5 · Pion blanc sur case blanche f5 · Dame blanche sur case noire g5 · Pion noir sur case blanche h5 · Pion blanc sur case noire d4 · Pion blanc sur case noire h4 · Pion blanc sur case noire e3 · Pion blanc sur case blanche f3 · Roi blanc sur case noire g3 · Dame noire sur case blanche b1 | Pion noir sur case blanche f7 · Roi noir sur case blanche h7 · Pion noir sur case blanche c6 · Pion noir sur case blanche g6 · Pion noir sur case blanche d5 · Pion blanc sur case blanche f5 · Dame blanche sur case noire g5 · Pion noir sur case blanche h5 · Pion blanc sur case noire d4 · Pion blanc sur case noire h4 · Pion blanc sur case noire e3 · Pion blanc sur case blanche f3 · Roi blanc sur case noire g3 · Dame noire sur case blanche b1 | Pion noir sur case blanche f7 · Roi noir sur case blanche h7 · Pion noir sur case blanche c6 · Pion noir sur case blanche g6 · Pion noir sur case blanche d5 · Pion blanc sur case blanche f5 · Dame blanche sur case noire g5 · Pion noir sur case blanche h5 · Pion blanc sur case noire d4 · Pion blanc sur case noire h4 · Pion blanc sur case noire e3 · Pion blanc sur case blanche f3 · Roi blanc sur case noire g3 · Dame noire sur case blanche b1 | Pion noir sur case blanche f7 · Roi noir sur case blanche h7 · Pion noir sur case blanche c6 · Pion noir sur case blanche g6 · Pion noir sur case blanche d5 · Pion blanc sur case blanche f5 · Dame blanche sur case noire g5 · Pion noir sur case blanche h5 · Pion blanc sur case noire d4 · Pion blanc sur case noire h4 · Pion blanc sur case noire e3 · Pion blanc sur case blanche f3 · Roi blanc sur case noire g3 · Dame noire sur case blanche b1 | 3 |
| 2 | Pion noir sur case blanche f7 · Roi noir sur case blanche h7 · Pion noir sur case blanche c6 · Pion noir sur case blanche g6 · Pion noir sur case blanche d5 · Pion blanc sur case blanche f5 · Dame blanche sur case noire g5 · Pion noir sur case blanche h5 · Pion blanc sur case noire d4 · Pion blanc sur case noire h4 · Pion blanc sur case noire e3 · Pion blanc sur case blanche f3 · Roi blanc sur case noire g3 · Dame noire sur case blanche b1 | Pion noir sur case blanche f7 · Roi noir sur case blanche h7 · Pion noir sur case blanche c6 · Pion noir sur case blanche g6 · Pion noir sur case blanche d5 · Pion blanc sur case blanche f5 · Dame blanche sur case noire g5 · Pion noir sur case blanche h5 · Pion blanc sur case noire d4 · Pion blanc sur case noire h4 · Pion blanc sur case noire e3 · Pion blanc sur case blanche f3 · Roi blanc sur case noire g3 · Dame noire sur case blanche b1 | Pion noir sur case blanche f7 · Roi noir sur case blanche h7 · Pion noir sur case blanche c6 · Pion noir sur case blanche g6 · Pion noir sur case blanche d5 · Pion blanc sur case blanche f5 · Dame blanche sur case noire g5 · Pion noir sur case blanche h5 · Pion blanc sur case noire d4 · Pion blanc sur case noire h4 · Pion blanc sur case noire e3 · Pion blanc sur case blanche f3 · Roi blanc sur case noire g3 · Dame noire sur case blanche b1 | Pion noir sur case blanche f7 · Roi noir sur case blanche h7 · Pion noir sur case blanche c6 · Pion noir sur case blanche g6 · Pion noir sur case blanche d5 · Pion blanc sur case blanche f5 · Dame blanche sur case noire g5 · Pion noir sur case blanche h5 · Pion blanc sur case noire d4 · Pion blanc sur case noire h4 · Pion blanc sur case noire e3 · Pion blanc sur case blanche f3 · Roi blanc sur case noire g3 · Dame noire sur case blanche b1 | Pion noir sur case blanche f7 · Roi noir sur case blanche h7 · Pion noir sur case blanche c6 · Pion noir sur case blanche g6 · Pion noir sur case blanche d5 · Pion blanc sur case blanche f5 · Dame blanche sur case noire g5 · Pion noir sur case blanche h5 · Pion blanc sur case noire d4 · Pion blanc sur case noire h4 · Pion blanc sur case noire e3 · Pion blanc sur case blanche f3 · Roi blanc sur case noire g3 · Dame noire sur case blanche b1 | Pion noir sur case blanche f7 · Roi noir sur case blanche h7 · Pion noir sur case blanche c6 · Pion noir sur case blanche g6 · Pion noir sur case blanche d5 · Pion blanc sur case blanche f5 · Dame blanche sur case noire g5 · Pion noir sur case blanche h5 · Pion blanc sur case noire d4 · Pion blanc sur case noire h4 · Pion blanc sur case noire e3 · Pion blanc sur case blanche f3 · Roi blanc sur case noire g3 · Dame noire sur case blanche b1 | Pion noir sur case blanche f7 · Roi noir sur case blanche h7 · Pion noir sur case blanche c6 · Pion noir sur case blanche g6 · Pion noir sur case blanche d5 · Pion blanc sur case blanche f5 · Dame blanche sur case noire g5 · Pion noir sur case blanche h5 · Pion blanc sur case noire d4 · Pion blanc sur case noire h4 · Pion blanc sur case noire e3 · Pion blanc sur case blanche f3 · Roi blanc sur case noire g3 · Dame noire sur case blanche b1 | Pion noir sur case blanche f7 · Roi noir sur case blanche h7 · Pion noir sur case blanche c6 · Pion noir sur case blanche g6 · Pion noir sur case blanche d5 · Pion blanc sur case blanche f5 · Dame blanche sur case noire g5 · Pion noir sur case blanche h5 · Pion blanc sur case noire d4 · Pion blanc sur case noire h4 · Pion blanc sur case noire e3 · Pion blanc sur case blanche f3 · Roi blanc sur case noire g3 · Dame noire sur case blanche b1 | 2 |
| 1 | Pion noir sur case blanche f7 · Roi noir sur case blanche h7 · Pion noir sur case blanche c6 · Pion noir sur case blanche g6 · Pion noir sur case blanche d5 · Pion blanc sur case blanche f5 · Dame blanche sur case noire g5 · Pion noir sur case blanche h5 · Pion blanc sur case noire d4 · Pion blanc sur case noire h4 · Pion blanc sur case noire e3 · Pion blanc sur case blanche f3 · Roi blanc sur case noire g3 · Dame noire sur case blanche b1 | Pion noir sur case blanche f7 · Roi noir sur case blanche h7 · Pion noir sur case blanche c6 · Pion noir sur case blanche g6 · Pion noir sur case blanche d5 · Pion blanc sur case blanche f5 · Dame blanche sur case noire g5 · Pion noir sur case blanche h5 · Pion blanc sur case noire d4 · Pion blanc sur case noire h4 · Pion blanc sur case noire e3 · Pion blanc sur case blanche f3 · Roi blanc sur case noire g3 · Dame noire sur case blanche b1 | Pion noir sur case blanche f7 · Roi noir sur case blanche h7 · Pion noir sur case blanche c6 · Pion noir sur case blanche g6 · Pion noir sur case blanche d5 · Pion blanc sur case blanche f5 · Dame blanche sur case noire g5 · Pion noir sur case blanche h5 · Pion blanc sur case noire d4 · Pion blanc sur case noire h4 · Pion blanc sur case noire e3 · Pion blanc sur case blanche f3 · Roi blanc sur case noire g3 · Dame noire sur case blanche b1 | Pion noir sur case blanche f7 · Roi noir sur case blanche h7 · Pion noir sur case blanche c6 · Pion noir sur case blanche g6 · Pion noir sur case blanche d5 · Pion blanc sur case blanche f5 · Dame blanche sur case noire g5 · Pion noir sur case blanche h5 · Pion blanc sur case noire d4 · Pion blanc sur case noire h4 · Pion blanc sur case noire e3 · Pion blanc sur case blanche f3 · Roi blanc sur case noire g3 · Dame noire sur case blanche b1 | Pion noir sur case blanche f7 · Roi noir sur case blanche h7 · Pion noir sur case blanche c6 · Pion noir sur case blanche g6 · Pion noir sur case blanche d5 · Pion blanc sur case blanche f5 · Dame blanche sur case noire g5 · Pion noir sur case blanche h5 · Pion blanc sur case noire d4 · Pion blanc sur case noire h4 · Pion blanc sur case noire e3 · Pion blanc sur case blanche f3 · Roi blanc sur case noire g3 · Dame noire sur case blanche b1 | Pion noir sur case blanche f7 · Roi noir sur case blanche h7 · Pion noir sur case blanche c6 · Pion noir sur case blanche g6 · Pion noir sur case blanche d5 · Pion blanc sur case blanche f5 · Dame blanche sur case noire g5 · Pion noir sur case blanche h5 · Pion blanc sur case noire d4 · Pion blanc sur case noire h4 · Pion blanc sur case noire e3 · Pion blanc sur case blanche f3 · Roi blanc sur case noire g3 · Dame noire sur case blanche b1 | Pion noir sur case blanche f7 · Roi noir sur case blanche h7 · Pion noir sur case blanche c6 · Pion noir sur case blanche g6 · Pion noir sur case blanche d5 · Pion blanc sur case blanche f5 · Dame blanche sur case noire g5 · Pion noir sur case blanche h5 · Pion blanc sur case noire d4 · Pion blanc sur case noire h4 · Pion blanc sur case noire e3 · Pion blanc sur case blanche f3 · Roi blanc sur case noire g3 · Dame noire sur case blanche b1 | Pion noir sur case blanche f7 · Roi noir sur case blanche h7 · Pion noir sur case blanche c6 · Pion noir sur case blanche g6 · Pion noir sur case blanche d5 · Pion blanc sur case blanche f5 · Dame blanche sur case noire g5 · Pion noir sur case blanche h5 · Pion blanc sur case noire d4 · Pion blanc sur case noire h4 · Pion blanc sur case noire e3 · Pion blanc sur case blanche f3 · Roi blanc sur case noire g3 · Dame noire sur case blanche b1 | 1 |
|   | a | b | c | d | e | f | g | h |   |

Cette partie, provenant de l'open Annibal de Linares de 2002, est une des rares dans laquelle un grand maître a joué le pire coup possible, c'est-à-dire le seul coup offrant un  mat immédiat en réponse. Dans cette finale de dames, Beliavski, avec les Blancs, aurait eu une meilleure position après  69.fxg6+ fxg6 70.Rf4  (à cause du pion faible en c6). Cependant, Beliavski joua 69.Rf4??, provoquant la réponse 69...Db8#. D'après Johnsen, les deux joueurs mirent un moment à s'apercevoir que c'était un mat, et Beliavski accepta sportivement sa défaite.

### La «gaffe du siècle»: Deep Fritz contre Vladimir Kramnik
|   | a | b | c | d | e | f | g | h |   |
| 8 | Cavalier blanc sur case noire f8 · Roi noir sur case noire h8 · Dame noire sur case noire a7 · Pion noir sur case noire g7 · Pion noir sur case noire h6 · Pion blanc sur case noire e5 · Pion noir sur case blanche a4 · Pion noir sur case noire b4 · Dame blanche sur case blanche e4 · Pion blanc sur case noire b2 · Pion blanc sur case blanche g2 · Pion blanc sur case noire h2 · Fou noir sur case noire c1 · Roi blanc sur case blanche h1 | Cavalier blanc sur case noire f8 · Roi noir sur case noire h8 · Dame noire sur case noire a7 · Pion noir sur case noire g7 · Pion noir sur case noire h6 · Pion blanc sur case noire e5 · Pion noir sur case blanche a4 · Pion noir sur case noire b4 · Dame blanche sur case blanche e4 · Pion blanc sur case noire b2 · Pion blanc sur case blanche g2 · Pion blanc sur case noire h2 · Fou noir sur case noire c1 · Roi blanc sur case blanche h1 | Cavalier blanc sur case noire f8 · Roi noir sur case noire h8 · Dame noire sur case noire a7 · Pion noir sur case noire g7 · Pion noir sur case noire h6 · Pion blanc sur case noire e5 · Pion noir sur case blanche a4 · Pion noir sur case noire b4 · Dame blanche sur case blanche e4 · Pion blanc sur case noire b2 · Pion blanc sur case blanche g2 · Pion blanc sur case noire h2 · Fou noir sur case noire c1 · Roi blanc sur case blanche h1 | Cavalier blanc sur case noire f8 · Roi noir sur case noire h8 · Dame noire sur case noire a7 · Pion noir sur case noire g7 · Pion noir sur case noire h6 · Pion blanc sur case noire e5 · Pion noir sur case blanche a4 · Pion noir sur case noire b4 · Dame blanche sur case blanche e4 · Pion blanc sur case noire b2 · Pion blanc sur case blanche g2 · Pion blanc sur case noire h2 · Fou noir sur case noire c1 · Roi blanc sur case blanche h1 | Cavalier blanc sur case noire f8 · Roi noir sur case noire h8 · Dame noire sur case noire a7 · Pion noir sur case noire g7 · Pion noir sur case noire h6 · Pion blanc sur case noire e5 · Pion noir sur case blanche a4 · Pion noir sur case noire b4 · Dame blanche sur case blanche e4 · Pion blanc sur case noire b2 · Pion blanc sur case blanche g2 · Pion blanc sur case noire h2 · Fou noir sur case noire c1 · Roi blanc sur case blanche h1 | Cavalier blanc sur case noire f8 · Roi noir sur case noire h8 · Dame noire sur case noire a7 · Pion noir sur case noire g7 · Pion noir sur case noire h6 · Pion blanc sur case noire e5 · Pion noir sur case blanche a4 · Pion noir sur case noire b4 · Dame blanche sur case blanche e4 · Pion blanc sur case noire b2 · Pion blanc sur case blanche g2 · Pion blanc sur case noire h2 · Fou noir sur case noire c1 · Roi blanc sur case blanche h1 | Cavalier blanc sur case noire f8 · Roi noir sur case noire h8 · Dame noire sur case noire a7 · Pion noir sur case noire g7 · Pion noir sur case noire h6 · Pion blanc sur case noire e5 · Pion noir sur case blanche a4 · Pion noir sur case noire b4 · Dame blanche sur case blanche e4 · Pion blanc sur case noire b2 · Pion blanc sur case blanche g2 · Pion blanc sur case noire h2 · Fou noir sur case noire c1 · Roi blanc sur case blanche h1 | Cavalier blanc sur case noire f8 · Roi noir sur case noire h8 · Dame noire sur case noire a7 · Pion noir sur case noire g7 · Pion noir sur case noire h6 · Pion blanc sur case noire e5 · Pion noir sur case blanche a4 · Pion noir sur case noire b4 · Dame blanche sur case blanche e4 · Pion blanc sur case noire b2 · Pion blanc sur case blanche g2 · Pion blanc sur case noire h2 · Fou noir sur case noire c1 · Roi blanc sur case blanche h1 | 8 |
| 7 | Cavalier blanc sur case noire f8 · Roi noir sur case noire h8 · Dame noire sur case noire a7 · Pion noir sur case noire g7 · Pion noir sur case noire h6 · Pion blanc sur case noire e5 · Pion noir sur case blanche a4 · Pion noir sur case noire b4 · Dame blanche sur case blanche e4 · Pion blanc sur case noire b2 · Pion blanc sur case blanche g2 · Pion blanc sur case noire h2 · Fou noir sur case noire c1 · Roi blanc sur case blanche h1 | Cavalier blanc sur case noire f8 · Roi noir sur case noire h8 · Dame noire sur case noire a7 · Pion noir sur case noire g7 · Pion noir sur case noire h6 · Pion blanc sur case noire e5 · Pion noir sur case blanche a4 · Pion noir sur case noire b4 · Dame blanche sur case blanche e4 · Pion blanc sur case noire b2 · Pion blanc sur case blanche g2 · Pion blanc sur case noire h2 · Fou noir sur case noire c1 · Roi blanc sur case blanche h1 | Cavalier blanc sur case noire f8 · Roi noir sur case noire h8 · Dame noire sur case noire a7 · Pion noir sur case noire g7 · Pion noir sur case noire h6 · Pion blanc sur case noire e5 · Pion noir sur case blanche a4 · Pion noir sur case noire b4 · Dame blanche sur case blanche e4 · Pion blanc sur case noire b2 · Pion blanc sur case blanche g2 · Pion blanc sur case noire h2 · Fou noir sur case noire c1 · Roi blanc sur case blanche h1 | Cavalier blanc sur case noire f8 · Roi noir sur case noire h8 · Dame noire sur case noire a7 · Pion noir sur case noire g7 · Pion noir sur case noire h6 · Pion blanc sur case noire e5 · Pion noir sur case blanche a4 · Pion noir sur case noire b4 · Dame blanche sur case blanche e4 · Pion blanc sur case noire b2 · Pion blanc sur case blanche g2 · Pion blanc sur case noire h2 · Fou noir sur case noire c1 · Roi blanc sur case blanche h1 | Cavalier blanc sur case noire f8 · Roi noir sur case noire h8 · Dame noire sur case noire a7 · Pion noir sur case noire g7 · Pion noir sur case noire h6 · Pion blanc sur case noire e5 · Pion noir sur case blanche a4 · Pion noir sur case noire b4 · Dame blanche sur case blanche e4 · Pion blanc sur case noire b2 · Pion blanc sur case blanche g2 · Pion blanc sur case noire h2 · Fou noir sur case noire c1 · Roi blanc sur case blanche h1 | Cavalier blanc sur case noire f8 · Roi noir sur case noire h8 · Dame noire sur case noire a7 · Pion noir sur case noire g7 · Pion noir sur case noire h6 · Pion blanc sur case noire e5 · Pion noir sur case blanche a4 · Pion noir sur case noire b4 · Dame blanche sur case blanche e4 · Pion blanc sur case noire b2 · Pion blanc sur case blanche g2 · Pion blanc sur case noire h2 · Fou noir sur case noire c1 · Roi blanc sur case blanche h1 | Cavalier blanc sur case noire f8 · Roi noir sur case noire h8 · Dame noire sur case noire a7 · Pion noir sur case noire g7 · Pion noir sur case noire h6 · Pion blanc sur case noire e5 · Pion noir sur case blanche a4 · Pion noir sur case noire b4 · Dame blanche sur case blanche e4 · Pion blanc sur case noire b2 · Pion blanc sur case blanche g2 · Pion blanc sur case noire h2 · Fou noir sur case noire c1 · Roi blanc sur case blanche h1 | Cavalier blanc sur case noire f8 · Roi noir sur case noire h8 · Dame noire sur case noire a7 · Pion noir sur case noire g7 · Pion noir sur case noire h6 · Pion blanc sur case noire e5 · Pion noir sur case blanche a4 · Pion noir sur case noire b4 · Dame blanche sur case blanche e4 · Pion blanc sur case noire b2 · Pion blanc sur case blanche g2 · Pion blanc sur case noire h2 · Fou noir sur case noire c1 · Roi blanc sur case blanche h1 | 7 |
| 6 | Cavalier blanc sur case noire f8 · Roi noir sur case noire h8 · Dame noire sur case noire a7 · Pion noir sur case noire g7 · Pion noir sur case noire h6 · Pion blanc sur case noire e5 · Pion noir sur case blanche a4 · Pion noir sur case noire b4 · Dame blanche sur case blanche e4 · Pion blanc sur case noire b2 · Pion blanc sur case blanche g2 · Pion blanc sur case noire h2 · Fou noir sur case noire c1 · Roi blanc sur case blanche h1 | Cavalier blanc sur case noire f8 · Roi noir sur case noire h8 · Dame noire sur case noire a7 · Pion noir sur case noire g7 · Pion noir sur case noire h6 · Pion blanc sur case noire e5 · Pion noir sur case blanche a4 · Pion noir sur case noire b4 · Dame blanche sur case blanche e4 · Pion blanc sur case noire b2 · Pion blanc sur case blanche g2 · Pion blanc sur case noire h2 · Fou noir sur case noire c1 · Roi blanc sur case blanche h1 | Cavalier blanc sur case noire f8 · Roi noir sur case noire h8 · Dame noire sur case noire a7 · Pion noir sur case noire g7 · Pion noir sur case noire h6 · Pion blanc sur case noire e5 · Pion noir sur case blanche a4 · Pion noir sur case noire b4 · Dame blanche sur case blanche e4 · Pion blanc sur case noire b2 · Pion blanc sur case blanche g2 · Pion blanc sur case noire h2 · Fou noir sur case noire c1 · Roi blanc sur case blanche h1 | Cavalier blanc sur case noire f8 · Roi noir sur case noire h8 · Dame noire sur case noire a7 · Pion noir sur case noire g7 · Pion noir sur case noire h6 · Pion blanc sur case noire e5 · Pion noir sur case blanche a4 · Pion noir sur case noire b4 · Dame blanche sur case blanche e4 · Pion blanc sur case noire b2 · Pion blanc sur case blanche g2 · Pion blanc sur case noire h2 · Fou noir sur case noire c1 · Roi blanc sur case blanche h1 | Cavalier blanc sur case noire f8 · Roi noir sur case noire h8 · Dame noire sur case noire a7 · Pion noir sur case noire g7 · Pion noir sur case noire h6 · Pion blanc sur case noire e5 · Pion noir sur case blanche a4 · Pion noir sur case noire b4 · Dame blanche sur case blanche e4 · Pion blanc sur case noire b2 · Pion blanc sur case blanche g2 · Pion blanc sur case noire h2 · Fou noir sur case noire c1 · Roi blanc sur case blanche h1 | Cavalier blanc sur case noire f8 · Roi noir sur case noire h8 · Dame noire sur case noire a7 · Pion noir sur case noire g7 · Pion noir sur case noire h6 · Pion blanc sur case noire e5 · Pion noir sur case blanche a4 · Pion noir sur case noire b4 · Dame blanche sur case blanche e4 · Pion blanc sur case noire b2 · Pion blanc sur case blanche g2 · Pion blanc sur case noire h2 · Fou noir sur case noire c1 · Roi blanc sur case blanche h1 | Cavalier blanc sur case noire f8 · Roi noir sur case noire h8 · Dame noire sur case noire a7 · Pion noir sur case noire g7 · Pion noir sur case noire h6 · Pion blanc sur case noire e5 · Pion noir sur case blanche a4 · Pion noir sur case noire b4 · Dame blanche sur case blanche e4 · Pion blanc sur case noire b2 · Pion blanc sur case blanche g2 · Pion blanc sur case noire h2 · Fou noir sur case noire c1 · Roi blanc sur case blanche h1 | Cavalier blanc sur case noire f8 · Roi noir sur case noire h8 · Dame noire sur case noire a7 · Pion noir sur case noire g7 · Pion noir sur case noire h6 · Pion blanc sur case noire e5 · Pion noir sur case blanche a4 · Pion noir sur case noire b4 · Dame blanche sur case blanche e4 · Pion blanc sur case noire b2 · Pion blanc sur case blanche g2 · Pion blanc sur case noire h2 · Fou noir sur case noire c1 · Roi blanc sur case blanche h1 | 6 |
| 5 | Cavalier blanc sur case noire f8 · Roi noir sur case noire h8 · Dame noire sur case noire a7 · Pion noir sur case noire g7 · Pion noir sur case noire h6 · Pion blanc sur case noire e5 · Pion noir sur case blanche a4 · Pion noir sur case noire b4 · Dame blanche sur case blanche e4 · Pion blanc sur case noire b2 · Pion blanc sur case blanche g2 · Pion blanc sur case noire h2 · Fou noir sur case noire c1 · Roi blanc sur case blanche h1 | Cavalier blanc sur case noire f8 · Roi noir sur case noire h8 · Dame noire sur case noire a7 · Pion noir sur case noire g7 · Pion noir sur case noire h6 · Pion blanc sur case noire e5 · Pion noir sur case blanche a4 · Pion noir sur case noire b4 · Dame blanche sur case blanche e4 · Pion blanc sur case noire b2 · Pion blanc sur case blanche g2 · Pion blanc sur case noire h2 · Fou noir sur case noire c1 · Roi blanc sur case blanche h1 | Cavalier blanc sur case noire f8 · Roi noir sur case noire h8 · Dame noire sur case noire a7 · Pion noir sur case noire g7 · Pion noir sur case noire h6 · Pion blanc sur case noire e5 · Pion noir sur case blanche a4 · Pion noir sur case noire b4 · Dame blanche sur case blanche e4 · Pion blanc sur case noire b2 · Pion blanc sur case blanche g2 · Pion blanc sur case noire h2 · Fou noir sur case noire c1 · Roi blanc sur case blanche h1 | Cavalier blanc sur case noire f8 · Roi noir sur case noire h8 · Dame noire sur case noire a7 · Pion noir sur case noire g7 · Pion noir sur case noire h6 · Pion blanc sur case noire e5 · Pion noir sur case blanche a4 · Pion noir sur case noire b4 · Dame blanche sur case blanche e4 · Pion blanc sur case noire b2 · Pion blanc sur case blanche g2 · Pion blanc sur case noire h2 · Fou noir sur case noire c1 · Roi blanc sur case blanche h1 | Cavalier blanc sur case noire f8 · Roi noir sur case noire h8 · Dame noire sur case noire a7 · Pion noir sur case noire g7 · Pion noir sur case noire h6 · Pion blanc sur case noire e5 · Pion noir sur case blanche a4 · Pion noir sur case noire b4 · Dame blanche sur case blanche e4 · Pion blanc sur case noire b2 · Pion blanc sur case blanche g2 · Pion blanc sur case noire h2 · Fou noir sur case noire c1 · Roi blanc sur case blanche h1 | Cavalier blanc sur case noire f8 · Roi noir sur case noire h8 · Dame noire sur case noire a7 · Pion noir sur case noire g7 · Pion noir sur case noire h6 · Pion blanc sur case noire e5 · Pion noir sur case blanche a4 · Pion noir sur case noire b4 · Dame blanche sur case blanche e4 · Pion blanc sur case noire b2 · Pion blanc sur case blanche g2 · Pion blanc sur case noire h2 · Fou noir sur case noire c1 · Roi blanc sur case blanche h1 | Cavalier blanc sur case noire f8 · Roi noir sur case noire h8 · Dame noire sur case noire a7 · Pion noir sur case noire g7 · Pion noir sur case noire h6 · Pion blanc sur case noire e5 · Pion noir sur case blanche a4 · Pion noir sur case noire b4 · Dame blanche sur case blanche e4 · Pion blanc sur case noire b2 · Pion blanc sur case blanche g2 · Pion blanc sur case noire h2 · Fou noir sur case noire c1 · Roi blanc sur case blanche h1 | Cavalier blanc sur case noire f8 · Roi noir sur case noire h8 · Dame noire sur case noire a7 · Pion noir sur case noire g7 · Pion noir sur case noire h6 · Pion blanc sur case noire e5 · Pion noir sur case blanche a4 · Pion noir sur case noire b4 · Dame blanche sur case blanche e4 · Pion blanc sur case noire b2 · Pion blanc sur case blanche g2 · Pion blanc sur case noire h2 · Fou noir sur case noire c1 · Roi blanc sur case blanche h1 | 5 |
| 4 | Cavalier blanc sur case noire f8 · Roi noir sur case noire h8 · Dame noire sur case noire a7 · Pion noir sur case noire g7 · Pion noir sur case noire h6 · Pion blanc sur case noire e5 · Pion noir sur case blanche a4 · Pion noir sur case noire b4 · Dame blanche sur case blanche e4 · Pion blanc sur case noire b2 · Pion blanc sur case blanche g2 · Pion blanc sur case noire h2 · Fou noir sur case noire c1 · Roi blanc sur case blanche h1 | Cavalier blanc sur case noire f8 · Roi noir sur case noire h8 · Dame noire sur case noire a7 · Pion noir sur case noire g7 · Pion noir sur case noire h6 · Pion blanc sur case noire e5 · Pion noir sur case blanche a4 · Pion noir sur case noire b4 · Dame blanche sur case blanche e4 · Pion blanc sur case noire b2 · Pion blanc sur case blanche g2 · Pion blanc sur case noire h2 · Fou noir sur case noire c1 · Roi blanc sur case blanche h1 | Cavalier blanc sur case noire f8 · Roi noir sur case noire h8 · Dame noire sur case noire a7 · Pion noir sur case noire g7 · Pion noir sur case noire h6 · Pion blanc sur case noire e5 · Pion noir sur case blanche a4 · Pion noir sur case noire b4 · Dame blanche sur case blanche e4 · Pion blanc sur case noire b2 · Pion blanc sur case blanche g2 · Pion blanc sur case noire h2 · Fou noir sur case noire c1 · Roi blanc sur case blanche h1 | Cavalier blanc sur case noire f8 · Roi noir sur case noire h8 · Dame noire sur case noire a7 · Pion noir sur case noire g7 · Pion noir sur case noire h6 · Pion blanc sur case noire e5 · Pion noir sur case blanche a4 · Pion noir sur case noire b4 · Dame blanche sur case blanche e4 · Pion blanc sur case noire b2 · Pion blanc sur case blanche g2 · Pion blanc sur case noire h2 · Fou noir sur case noire c1 · Roi blanc sur case blanche h1 | Cavalier blanc sur case noire f8 · Roi noir sur case noire h8 · Dame noire sur case noire a7 · Pion noir sur case noire g7 · Pion noir sur case noire h6 · Pion blanc sur case noire e5 · Pion noir sur case blanche a4 · Pion noir sur case noire b4 · Dame blanche sur case blanche e4 · Pion blanc sur case noire b2 · Pion blanc sur case blanche g2 · Pion blanc sur case noire h2 · Fou noir sur case noire c1 · Roi blanc sur case blanche h1 | Cavalier blanc sur case noire f8 · Roi noir sur case noire h8 · Dame noire sur case noire a7 · Pion noir sur case noire g7 · Pion noir sur case noire h6 · Pion blanc sur case noire e5 · Pion noir sur case blanche a4 · Pion noir sur case noire b4 · Dame blanche sur case blanche e4 · Pion blanc sur case noire b2 · Pion blanc sur case blanche g2 · Pion blanc sur case noire h2 · Fou noir sur case noire c1 · Roi blanc sur case blanche h1 | Cavalier blanc sur case noire f8 · Roi noir sur case noire h8 · Dame noire sur case noire a7 · Pion noir sur case noire g7 · Pion noir sur case noire h6 · Pion blanc sur case noire e5 · Pion noir sur case blanche a4 · Pion noir sur case noire b4 · Dame blanche sur case blanche e4 · Pion blanc sur case noire b2 · Pion blanc sur case blanche g2 · Pion blanc sur case noire h2 · Fou noir sur case noire c1 · Roi blanc sur case blanche h1 | Cavalier blanc sur case noire f8 · Roi noir sur case noire h8 · Dame noire sur case noire a7 · Pion noir sur case noire g7 · Pion noir sur case noire h6 · Pion blanc sur case noire e5 · Pion noir sur case blanche a4 · Pion noir sur case noire b4 · Dame blanche sur case blanche e4 · Pion blanc sur case noire b2 · Pion blanc sur case blanche g2 · Pion blanc sur case noire h2 · Fou noir sur case noire c1 · Roi blanc sur case blanche h1 | 4 |
| 3 | Cavalier blanc sur case noire f8 · Roi noir sur case noire h8 · Dame noire sur case noire a7 · Pion noir sur case noire g7 · Pion noir sur case noire h6 · Pion blanc sur case noire e5 · Pion noir sur case blanche a4 · Pion noir sur case noire b4 · Dame blanche sur case blanche e4 · Pion blanc sur case noire b2 · Pion blanc sur case blanche g2 · Pion blanc sur case noire h2 · Fou noir sur case noire c1 · Roi blanc sur case blanche h1 | Cavalier blanc sur case noire f8 · Roi noir sur case noire h8 · Dame noire sur case noire a7 · Pion noir sur case noire g7 · Pion noir sur case noire h6 · Pion blanc sur case noire e5 · Pion noir sur case blanche a4 · Pion noir sur case noire b4 · Dame blanche sur case blanche e4 · Pion blanc sur case noire b2 · Pion blanc sur case blanche g2 · Pion blanc sur case noire h2 · Fou noir sur case noire c1 · Roi blanc sur case blanche h1 | Cavalier blanc sur case noire f8 · Roi noir sur case noire h8 · Dame noire sur case noire a7 · Pion noir sur case noire g7 · Pion noir sur case noire h6 · Pion blanc sur case noire e5 · Pion noir sur case blanche a4 · Pion noir sur case noire b4 · Dame blanche sur case blanche e4 · Pion blanc sur case noire b2 · Pion blanc sur case blanche g2 · Pion blanc sur case noire h2 · Fou noir sur case noire c1 · Roi blanc sur case blanche h1 | Cavalier blanc sur case noire f8 · Roi noir sur case noire h8 · Dame noire sur case noire a7 · Pion noir sur case noire g7 · Pion noir sur case noire h6 · Pion blanc sur case noire e5 · Pion noir sur case blanche a4 · Pion noir sur case noire b4 · Dame blanche sur case blanche e4 · Pion blanc sur case noire b2 · Pion blanc sur case blanche g2 · Pion blanc sur case noire h2 · Fou noir sur case noire c1 · Roi blanc sur case blanche h1 | Cavalier blanc sur case noire f8 · Roi noir sur case noire h8 · Dame noire sur case noire a7 · Pion noir sur case noire g7 · Pion noir sur case noire h6 · Pion blanc sur case noire e5 · Pion noir sur case blanche a4 · Pion noir sur case noire b4 · Dame blanche sur case blanche e4 · Pion blanc sur case noire b2 · Pion blanc sur case blanche g2 · Pion blanc sur case noire h2 · Fou noir sur case noire c1 · Roi blanc sur case blanche h1 | Cavalier blanc sur case noire f8 · Roi noir sur case noire h8 · Dame noire sur case noire a7 · Pion noir sur case noire g7 · Pion noir sur case noire h6 · Pion blanc sur case noire e5 · Pion noir sur case blanche a4 · Pion noir sur case noire b4 · Dame blanche sur case blanche e4 · Pion blanc sur case noire b2 · Pion blanc sur case blanche g2 · Pion blanc sur case noire h2 · Fou noir sur case noire c1 · Roi blanc sur case blanche h1 | Cavalier blanc sur case noire f8 · Roi noir sur case noire h8 · Dame noire sur case noire a7 · Pion noir sur case noire g7 · Pion noir sur case noire h6 · Pion blanc sur case noire e5 · Pion noir sur case blanche a4 · Pion noir sur case noire b4 · Dame blanche sur case blanche e4 · Pion blanc sur case noire b2 · Pion blanc sur case blanche g2 · Pion blanc sur case noire h2 · Fou noir sur case noire c1 · Roi blanc sur case blanche h1 | Cavalier blanc sur case noire f8 · Roi noir sur case noire h8 · Dame noire sur case noire a7 · Pion noir sur case noire g7 · Pion noir sur case noire h6 · Pion blanc sur case noire e5 · Pion noir sur case blanche a4 · Pion noir sur case noire b4 · Dame blanche sur case blanche e4 · Pion blanc sur case noire b2 · Pion blanc sur case blanche g2 · Pion blanc sur case noire h2 · Fou noir sur case noire c1 · Roi blanc sur case blanche h1 | 3 |
| 2 | Cavalier blanc sur case noire f8 · Roi noir sur case noire h8 · Dame noire sur case noire a7 · Pion noir sur case noire g7 · Pion noir sur case noire h6 · Pion blanc sur case noire e5 · Pion noir sur case blanche a4 · Pion noir sur case noire b4 · Dame blanche sur case blanche e4 · Pion blanc sur case noire b2 · Pion blanc sur case blanche g2 · Pion blanc sur case noire h2 · Fou noir sur case noire c1 · Roi blanc sur case blanche h1 | Cavalier blanc sur case noire f8 · Roi noir sur case noire h8 · Dame noire sur case noire a7 · Pion noir sur case noire g7 · Pion noir sur case noire h6 · Pion blanc sur case noire e5 · Pion noir sur case blanche a4 · Pion noir sur case noire b4 · Dame blanche sur case blanche e4 · Pion blanc sur case noire b2 · Pion blanc sur case blanche g2 · Pion blanc sur case noire h2 · Fou noir sur case noire c1 · Roi blanc sur case blanche h1 | Cavalier blanc sur case noire f8 · Roi noir sur case noire h8 · Dame noire sur case noire a7 · Pion noir sur case noire g7 · Pion noir sur case noire h6 · Pion blanc sur case noire e5 · Pion noir sur case blanche a4 · Pion noir sur case noire b4 · Dame blanche sur case blanche e4 · Pion blanc sur case noire b2 · Pion blanc sur case blanche g2 · Pion blanc sur case noire h2 · Fou noir sur case noire c1 · Roi blanc sur case blanche h1 | Cavalier blanc sur case noire f8 · Roi noir sur case noire h8 · Dame noire sur case noire a7 · Pion noir sur case noire g7 · Pion noir sur case noire h6 · Pion blanc sur case noire e5 · Pion noir sur case blanche a4 · Pion noir sur case noire b4 · Dame blanche sur case blanche e4 · Pion blanc sur case noire b2 · Pion blanc sur case blanche g2 · Pion blanc sur case noire h2 · Fou noir sur case noire c1 · Roi blanc sur case blanche h1 | Cavalier blanc sur case noire f8 · Roi noir sur case noire h8 · Dame noire sur case noire a7 · Pion noir sur case noire g7 · Pion noir sur case noire h6 · Pion blanc sur case noire e5 · Pion noir sur case blanche a4 · Pion noir sur case noire b4 · Dame blanche sur case blanche e4 · Pion blanc sur case noire b2 · Pion blanc sur case blanche g2 · Pion blanc sur case noire h2 · Fou noir sur case noire c1 · Roi blanc sur case blanche h1 | Cavalier blanc sur case noire f8 · Roi noir sur case noire h8 · Dame noire sur case noire a7 · Pion noir sur case noire g7 · Pion noir sur case noire h6 · Pion blanc sur case noire e5 · Pion noir sur case blanche a4 · Pion noir sur case noire b4 · Dame blanche sur case blanche e4 · Pion blanc sur case noire b2 · Pion blanc sur case blanche g2 · Pion blanc sur case noire h2 · Fou noir sur case noire c1 · Roi blanc sur case blanche h1 | Cavalier blanc sur case noire f8 · Roi noir sur case noire h8 · Dame noire sur case noire a7 · Pion noir sur case noire g7 · Pion noir sur case noire h6 · Pion blanc sur case noire e5 · Pion noir sur case blanche a4 · Pion noir sur case noire b4 · Dame blanche sur case blanche e4 · Pion blanc sur case noire b2 · Pion blanc sur case blanche g2 · Pion blanc sur case noire h2 · Fou noir sur case noire c1 · Roi blanc sur case blanche h1 | Cavalier blanc sur case noire f8 · Roi noir sur case noire h8 · Dame noire sur case noire a7 · Pion noir sur case noire g7 · Pion noir sur case noire h6 · Pion blanc sur case noire e5 · Pion noir sur case blanche a4 · Pion noir sur case noire b4 · Dame blanche sur case blanche e4 · Pion blanc sur case noire b2 · Pion blanc sur case blanche g2 · Pion blanc sur case noire h2 · Fou noir sur case noire c1 · Roi blanc sur case blanche h1 | 2 |
| 1 | Cavalier blanc sur case noire f8 · Roi noir sur case noire h8 · Dame noire sur case noire a7 · Pion noir sur case noire g7 · Pion noir sur case noire h6 · Pion blanc sur case noire e5 · Pion noir sur case blanche a4 · Pion noir sur case noire b4 · Dame blanche sur case blanche e4 · Pion blanc sur case noire b2 · Pion blanc sur case blanche g2 · Pion blanc sur case noire h2 · Fou noir sur case noire c1 · Roi blanc sur case blanche h1 | Cavalier blanc sur case noire f8 · Roi noir sur case noire h8 · Dame noire sur case noire a7 · Pion noir sur case noire g7 · Pion noir sur case noire h6 · Pion blanc sur case noire e5 · Pion noir sur case blanche a4 · Pion noir sur case noire b4 · Dame blanche sur case blanche e4 · Pion blanc sur case noire b2 · Pion blanc sur case blanche g2 · Pion blanc sur case noire h2 · Fou noir sur case noire c1 · Roi blanc sur case blanche h1 | Cavalier blanc sur case noire f8 · Roi noir sur case noire h8 · Dame noire sur case noire a7 · Pion noir sur case noire g7 · Pion noir sur case noire h6 · Pion blanc sur case noire e5 · Pion noir sur case blanche a4 · Pion noir sur case noire b4 · Dame blanche sur case blanche e4 · Pion blanc sur case noire b2 · Pion blanc sur case blanche g2 · Pion blanc sur case noire h2 · Fou noir sur case noire c1 · Roi blanc sur case blanche h1 | Cavalier blanc sur case noire f8 · Roi noir sur case noire h8 · Dame noire sur case noire a7 · Pion noir sur case noire g7 · Pion noir sur case noire h6 · Pion blanc sur case noire e5 · Pion noir sur case blanche a4 · Pion noir sur case noire b4 · Dame blanche sur case blanche e4 · Pion blanc sur case noire b2 · Pion blanc sur case blanche g2 · Pion blanc sur case noire h2 · Fou noir sur case noire c1 · Roi blanc sur case blanche h1 | Cavalier blanc sur case noire f8 · Roi noir sur case noire h8 · Dame noire sur case noire a7 · Pion noir sur case noire g7 · Pion noir sur case noire h6 · Pion blanc sur case noire e5 · Pion noir sur case blanche a4 · Pion noir sur case noire b4 · Dame blanche sur case blanche e4 · Pion blanc sur case noire b2 · Pion blanc sur case blanche g2 · Pion blanc sur case noire h2 · Fou noir sur case noire c1 · Roi blanc sur case blanche h1 | Cavalier blanc sur case noire f8 · Roi noir sur case noire h8 · Dame noire sur case noire a7 · Pion noir sur case noire g7 · Pion noir sur case noire h6 · Pion blanc sur case noire e5 · Pion noir sur case blanche a4 · Pion noir sur case noire b4 · Dame blanche sur case blanche e4 · Pion blanc sur case noire b2 · Pion blanc sur case blanche g2 · Pion blanc sur case noire h2 · Fou noir sur case noire c1 · Roi blanc sur case blanche h1 | Cavalier blanc sur case noire f8 · Roi noir sur case noire h8 · Dame noire sur case noire a7 · Pion noir sur case noire g7 · Pion noir sur case noire h6 · Pion blanc sur case noire e5 · Pion noir sur case blanche a4 · Pion noir sur case noire b4 · Dame blanche sur case blanche e4 · Pion blanc sur case noire b2 · Pion blanc sur case blanche g2 · Pion blanc sur case noire h2 · Fou noir sur case noire c1 · Roi blanc sur case blanche h1 | Cavalier blanc sur case noire f8 · Roi noir sur case noire h8 · Dame noire sur case noire a7 · Pion noir sur case noire g7 · Pion noir sur case noire h6 · Pion blanc sur case noire e5 · Pion noir sur case blanche a4 · Pion noir sur case noire b4 · Dame blanche sur case blanche e4 · Pion blanc sur case noire b2 · Pion blanc sur case blanche g2 · Pion blanc sur case noire h2 · Fou noir sur case noire c1 · Roi blanc sur case blanche h1 | 1 |
|   | a | b | c | d | e | f | g | h |   |

En novembre 2006, le champion du monde en titre Vladimir Kramnik défia le programme d'échecs Deep Fritz dans le World Chess Challenge: Man vs. Machine, un match en six parties organisé à Bonn.
Dans la deuxième partie (la première s'étant conclue par une nulle), Kramnik, avec les Noirs, était dans une position jugée supérieure par la majorité des observateurs, et venait de refuser une nullité par répétition de coups en jouant 29. ..Da7. Mais son plan de gain par  31. ..a4 inquiéta les commentateurs, parmi lesquels le grand maître Yasser Seirawan, et la situation devint plus incertaine après 32.Cxe6 Fxe3+ 33.Rh1 Fxc1 34.Cxf8, rendant la nullité très probable, par exemple par 34. ..Rg8 35.Cg6 Fxb2 36.Dd5+ Rh7 37.Cf8+ Rh8 38.Cg6+.
Le coup suivant de Kramnik, 34. ..De3?? (en fait, lors d'une description de cette partie sur ChessBase, le coup se vit même attribuer « ??? »), fut décrit comme la « gaffe du siècle » par Susan Polgar, Kramnik n'ayant pas vu la menace, ce que Seirawan qualifia par la suite de « tragédie incroyable ». Deep Fritz mit immédiatement fin à la partie par 35. Dh7#, échec et mat.
Le site ChessBase décrivit ainsi les événements :

« Kramnik joua calmement le coup 34...De3, se leva, prit sa tasse à café et se prépara à quitter l'estrade pour rejoindre sa salle de repos. Un commentateur au moins ne remarqua lui non plus rien de spécial, alors que l'opérateur de Fritz, Mathias Feist (en), jetait des regards affolés de son écran à l'échiquier, n'arrivant pas à croire qu'il avait rentré le coup correct. Fritz affichait le mat, et lorsque Mathias le joua sur l'échiquier, Kramnik cacha son visage dans ses mains, se rassit pour signer la feuille de partie, puis alla consciencieusement assister à la conférence de presse d'après-match. »

Durant cette conférence, Kramnik expliqua qu'il avait prévu de jouer 34. ..De3 (le considérant comme un coup gagnant) dès  29. ..Da7, et avait recontrôlé cette ligne de jeu coup après coup. De fait, sans l'existence du mat (par exemple avec le cavalier en e8), un échange de dames permettrait un gain facile des Noirs grâce à ses pions avancés, tandis que 35. Dxb4 De2 ou 35. Cg6+ Rh7 36. Cf8+ Rg8 amèneraient finalement également à une victoire des Noirs. 
Le journaliste échiquéen Alexander Roshal (ru) a tenté d'expliquer cette gaffe en faisant remarquer que la configuration de mat formée d'une dame en h7 protégée par un cavalier en f8 est extrêmement rare et ne fait pas partie des automatismes des grands maîtres.
Kramnik, qui ne vit pas cette menace élémentaire, indiqua après la partie : « Je suis également choqué par ce qui s'est produit. Je ne peux pas l'expliquer. Ma position était excellente, je me sentais bien et n'étais même pas fatigué ».